# 나라별 수교 현황/아프리카
이 문서는 아프리카에 위치하는 국가들의 수교 현황이다. 지역별로 북아프리카, 서아프리카, 중앙아프리카, 동아프리카, 남아프리카로 구분했으며, 외교 공관(재외공관, 외국공관) 설치 및 존재 여부도 지도로 제시했다.

### 

수교 현황
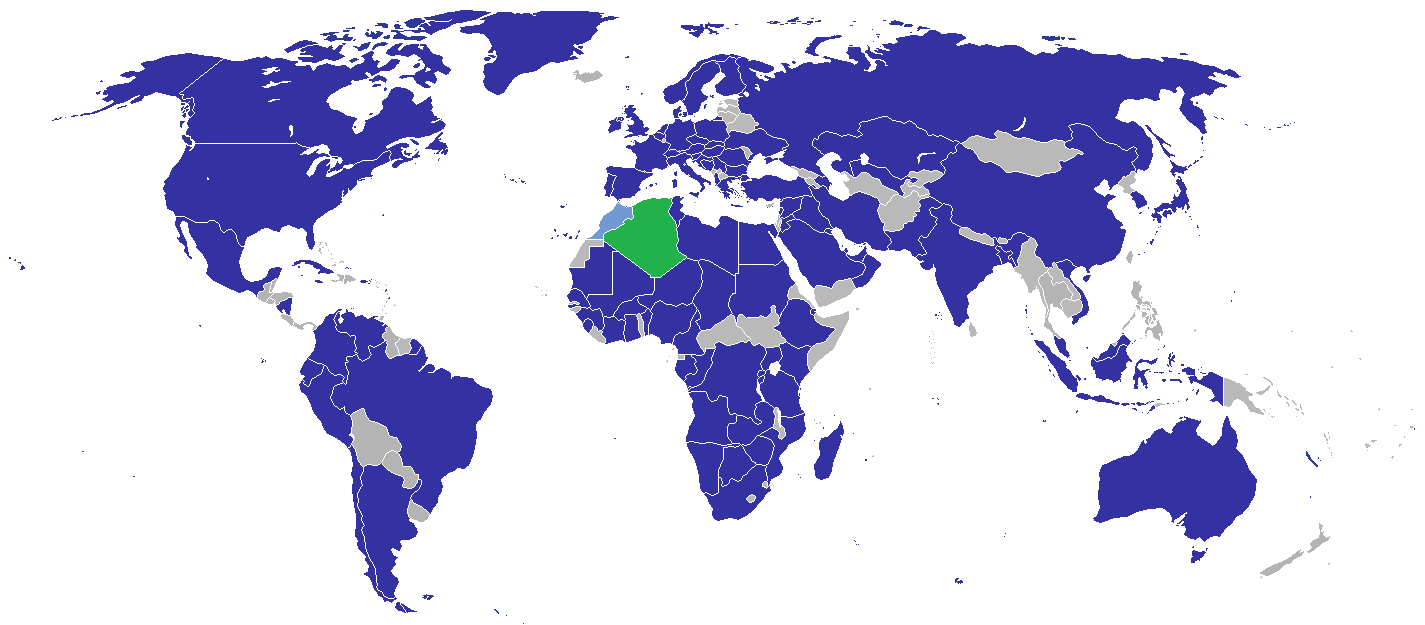
재외공관 설치 현황
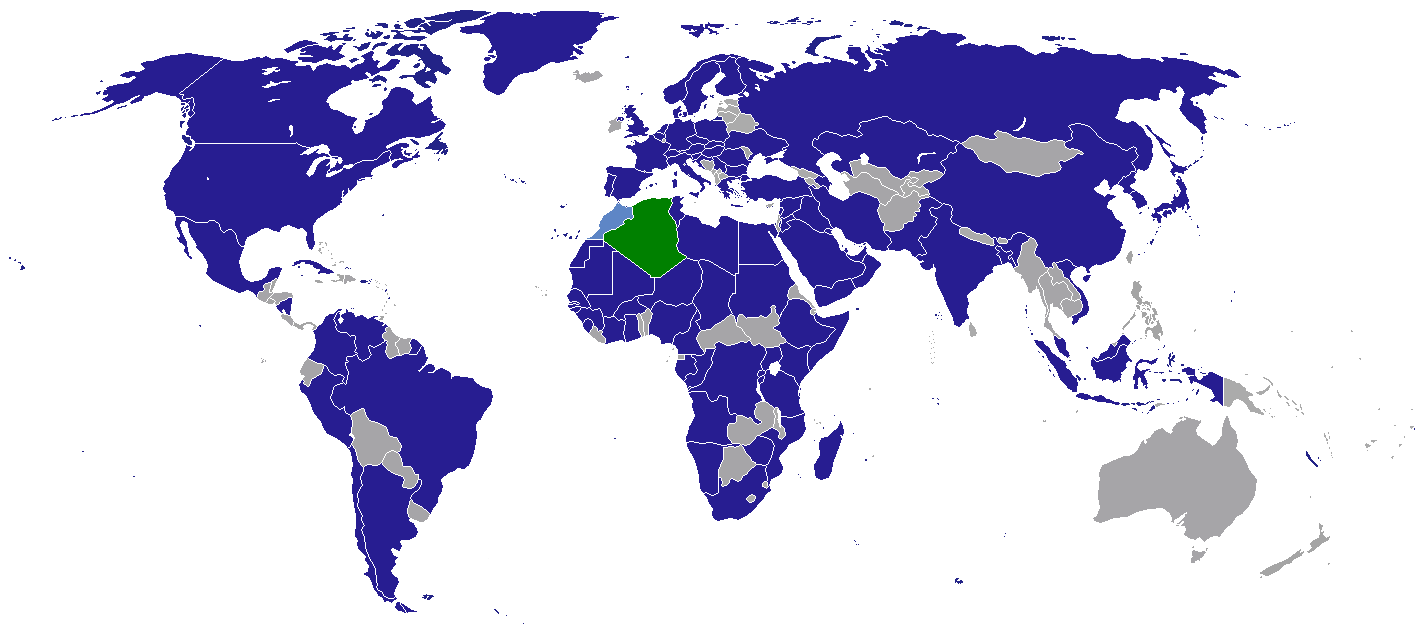
외국공관 유무 현황

수교 현황
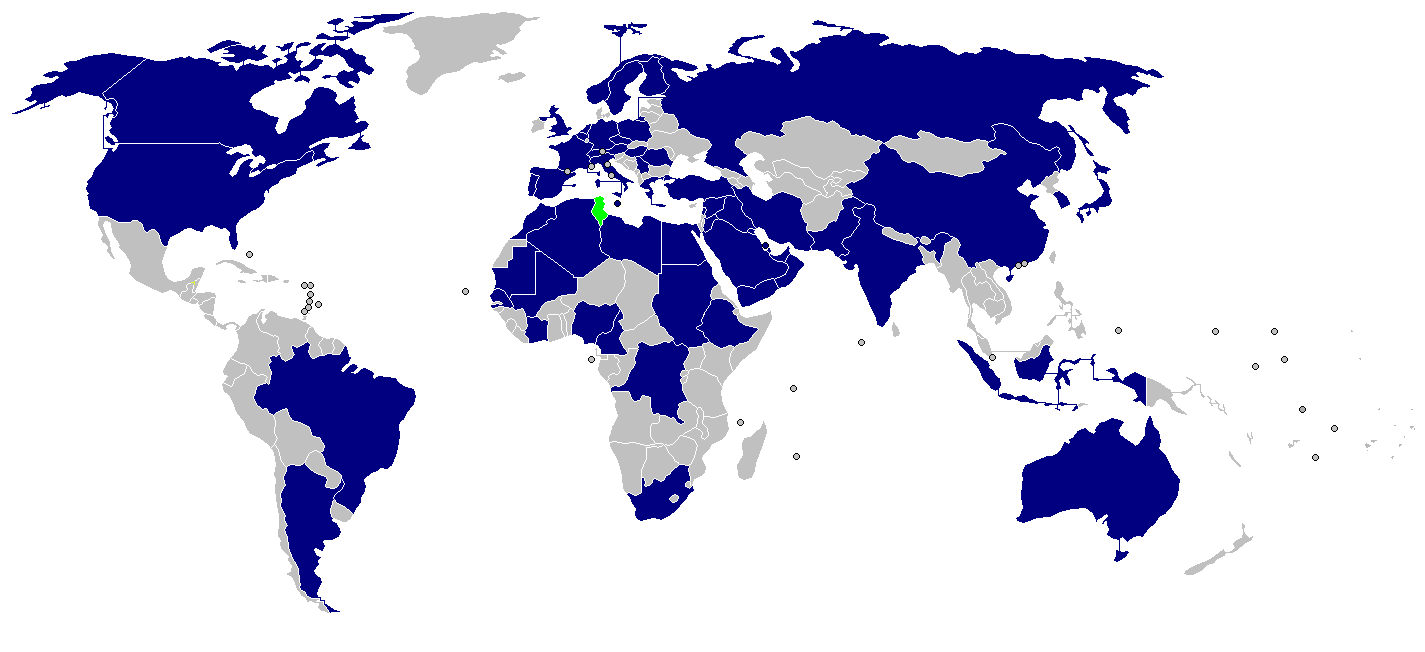
재외공관 설치 현황
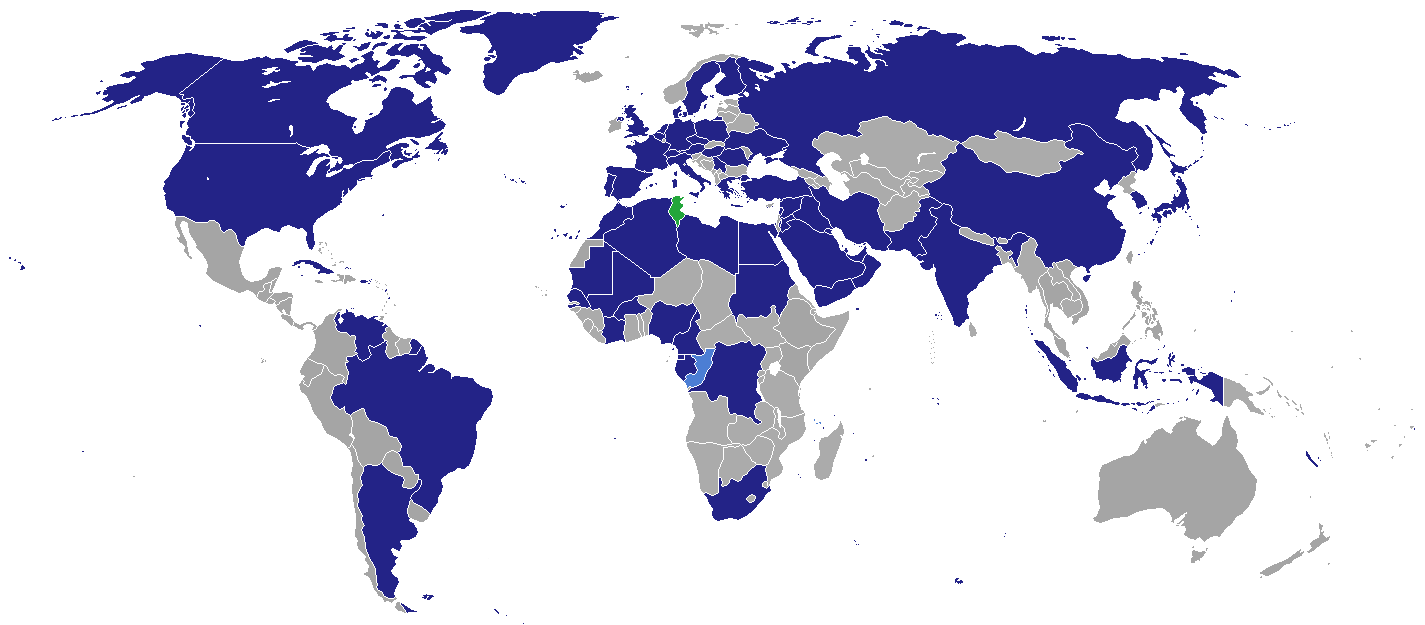
외국공관 유무 현황

수교 현황
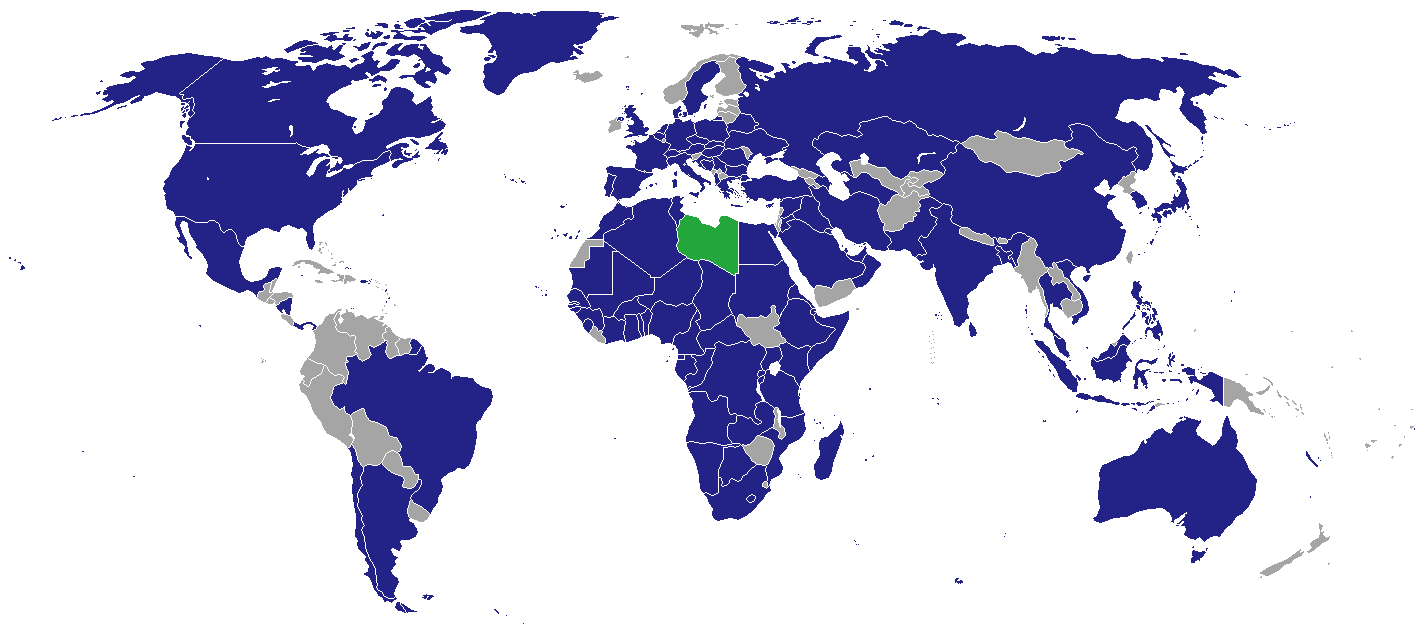
재외공관 설치 현황
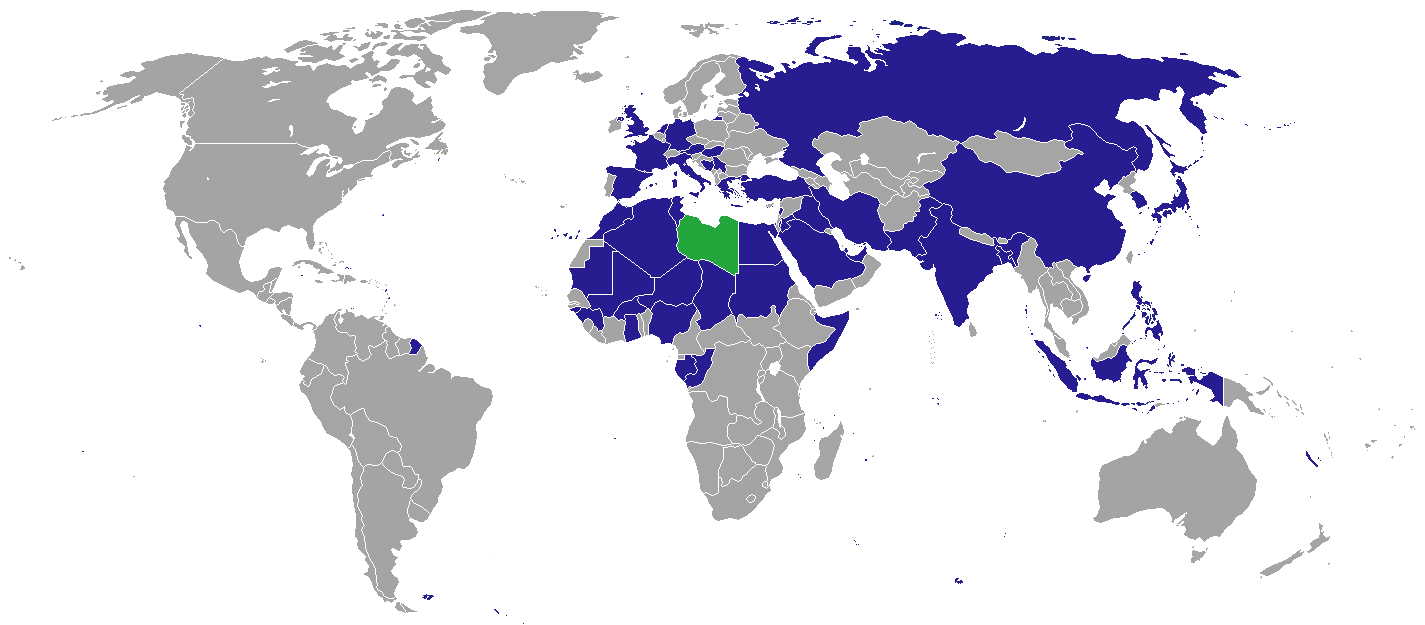
외국공관 유무 현황

수교 현황
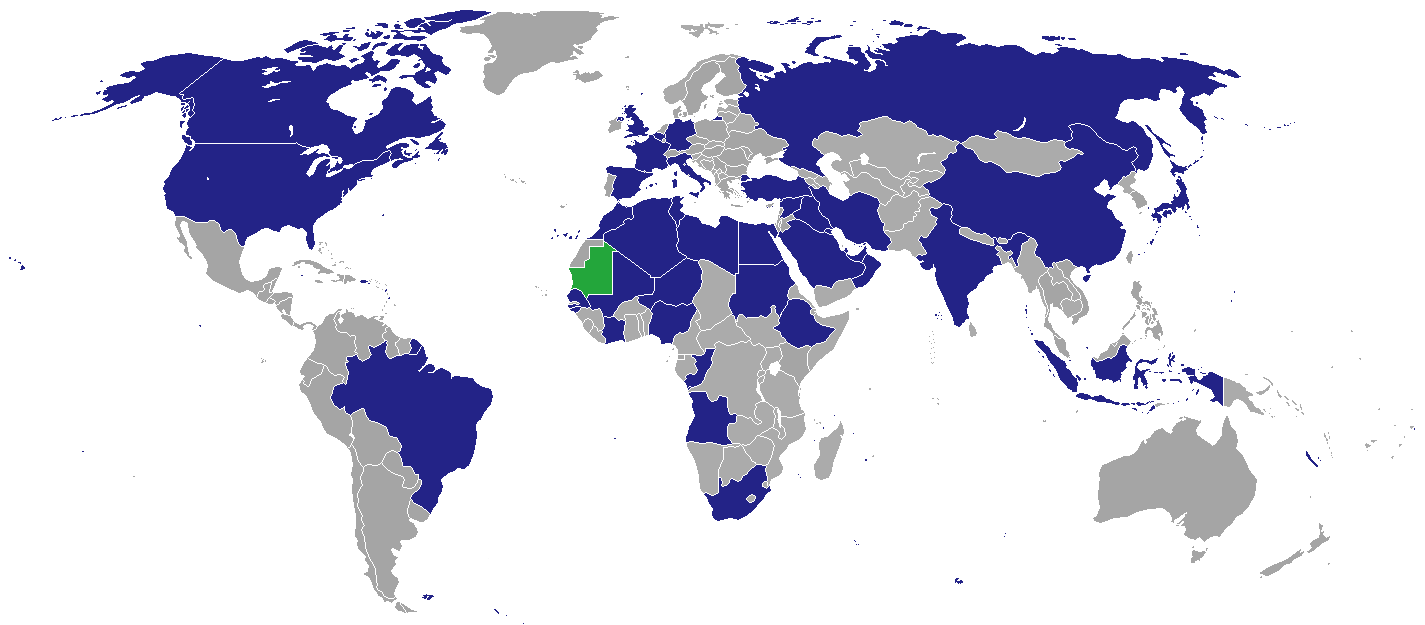
재외공관 설치 현황
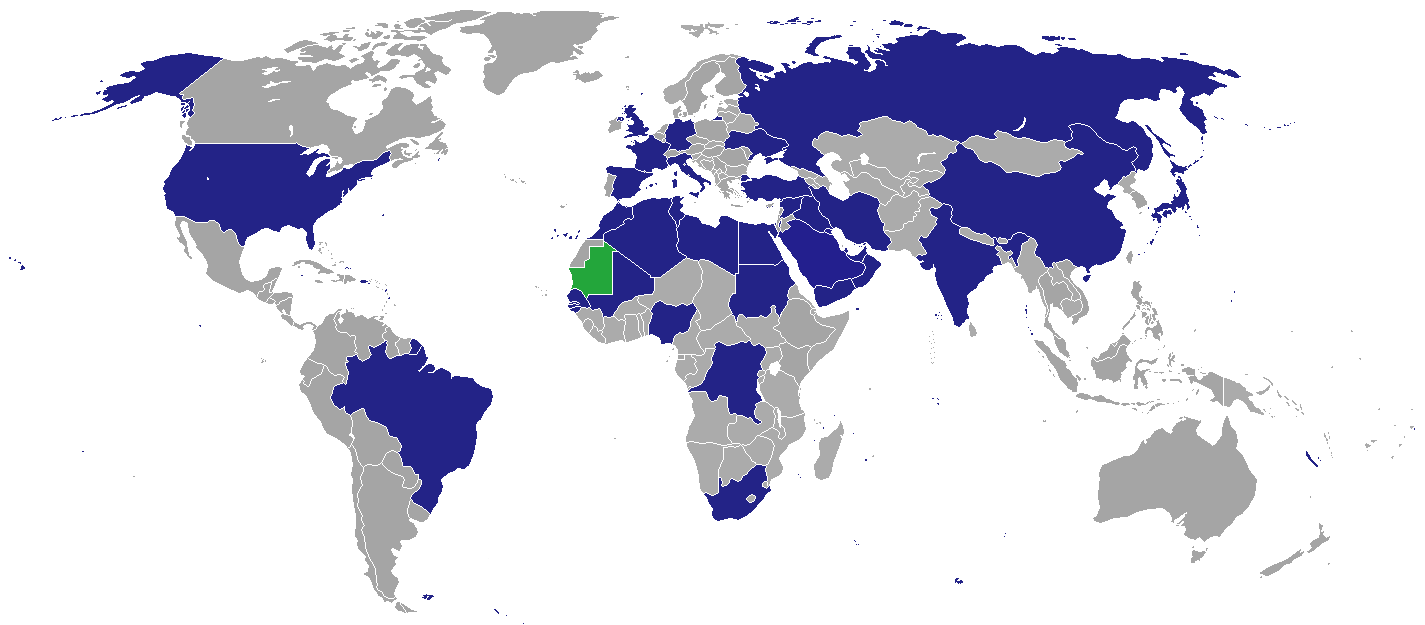
외국공관 유무 현황

수교 현황
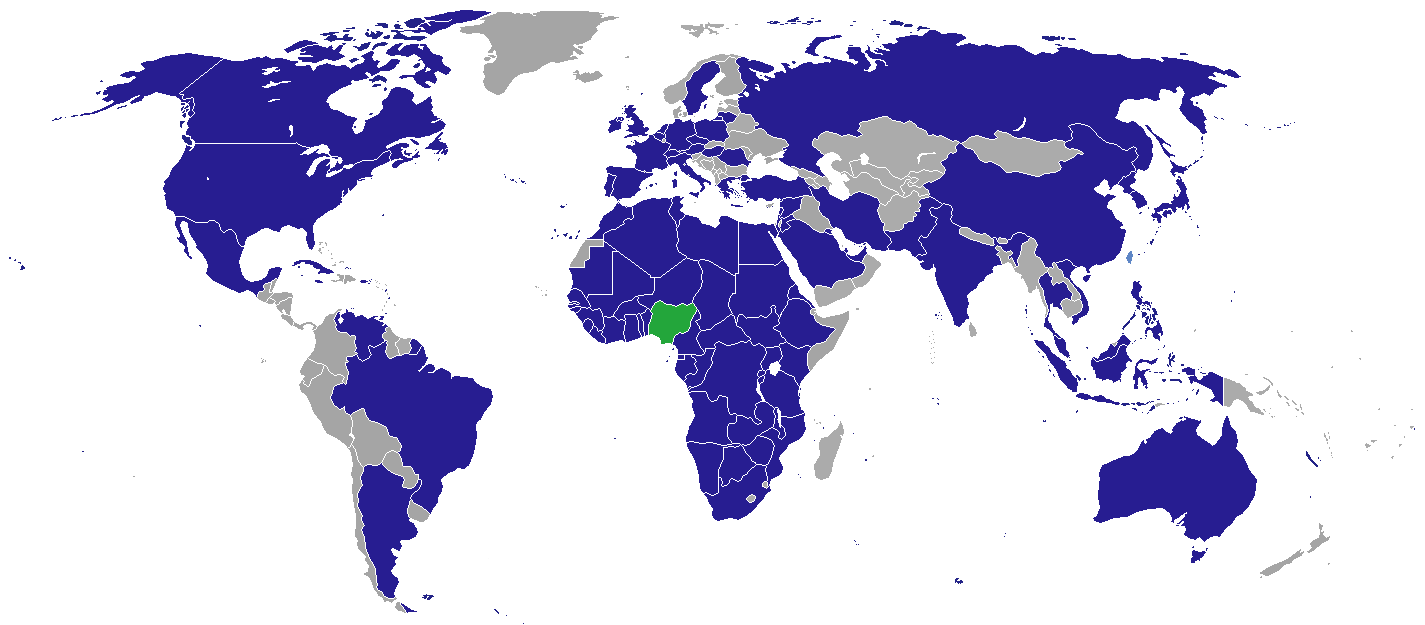
재외공관 설치 현황
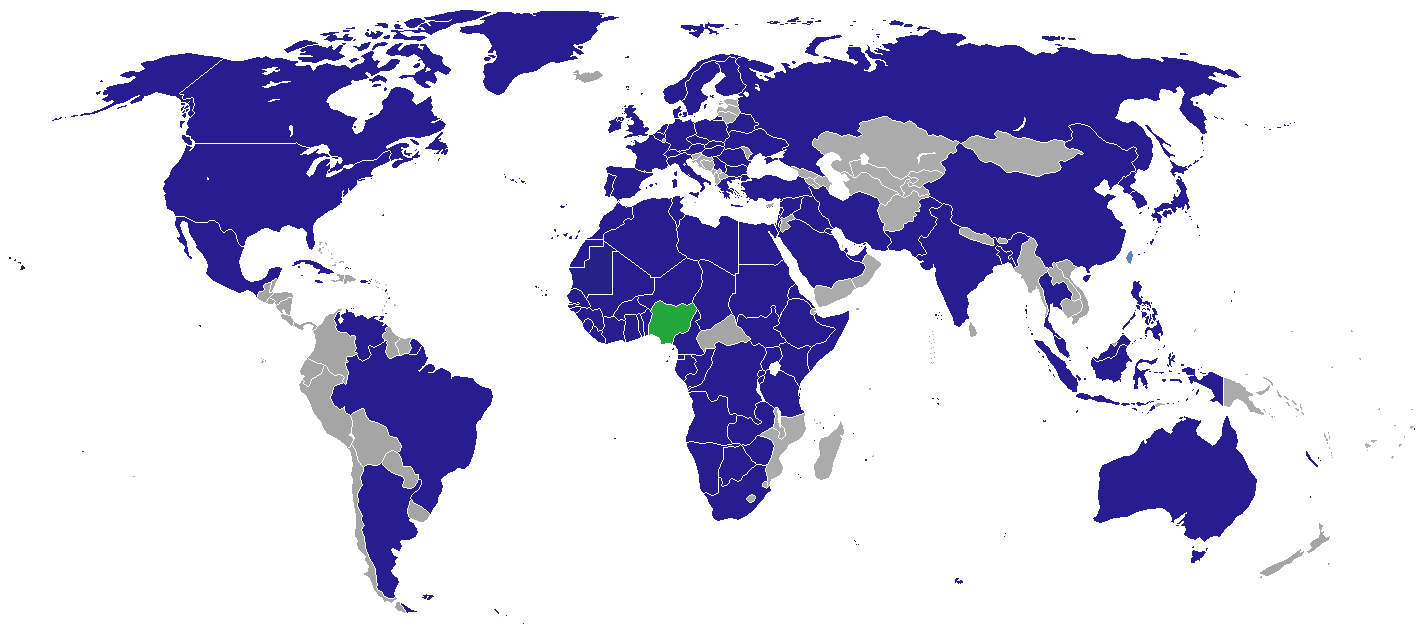
외국공관 유무 현황

수교 현황
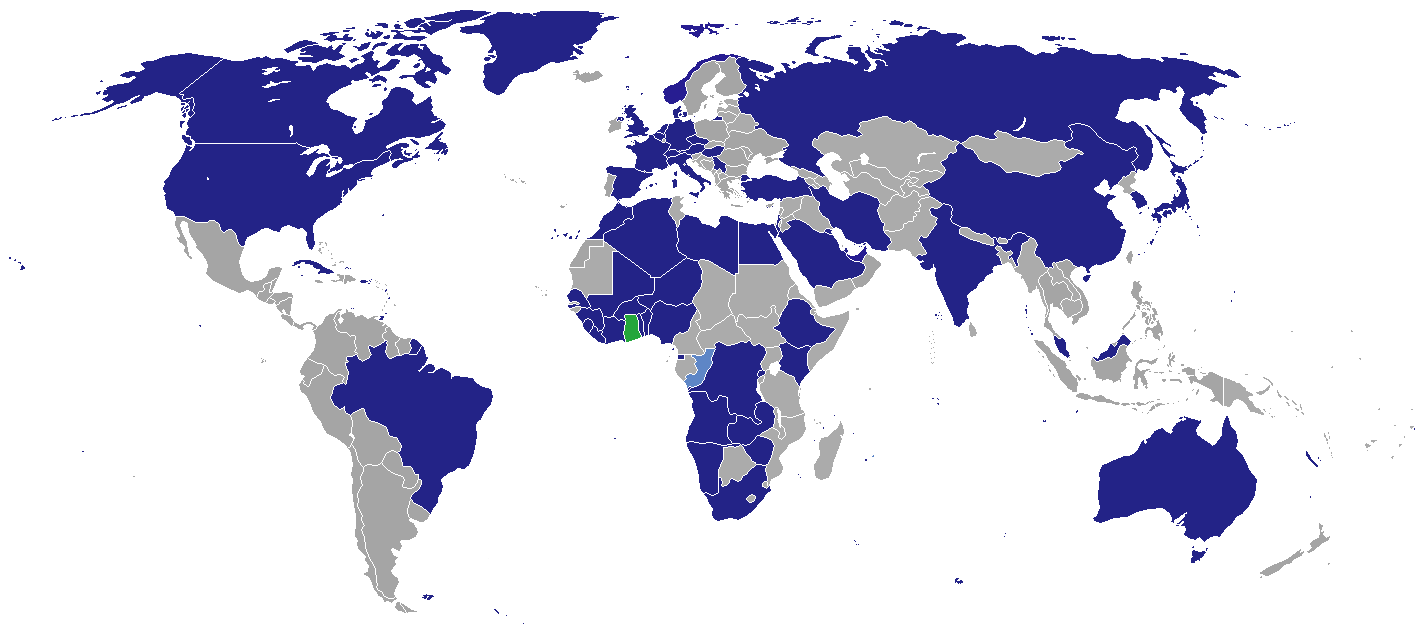
재외공관 설치 현황
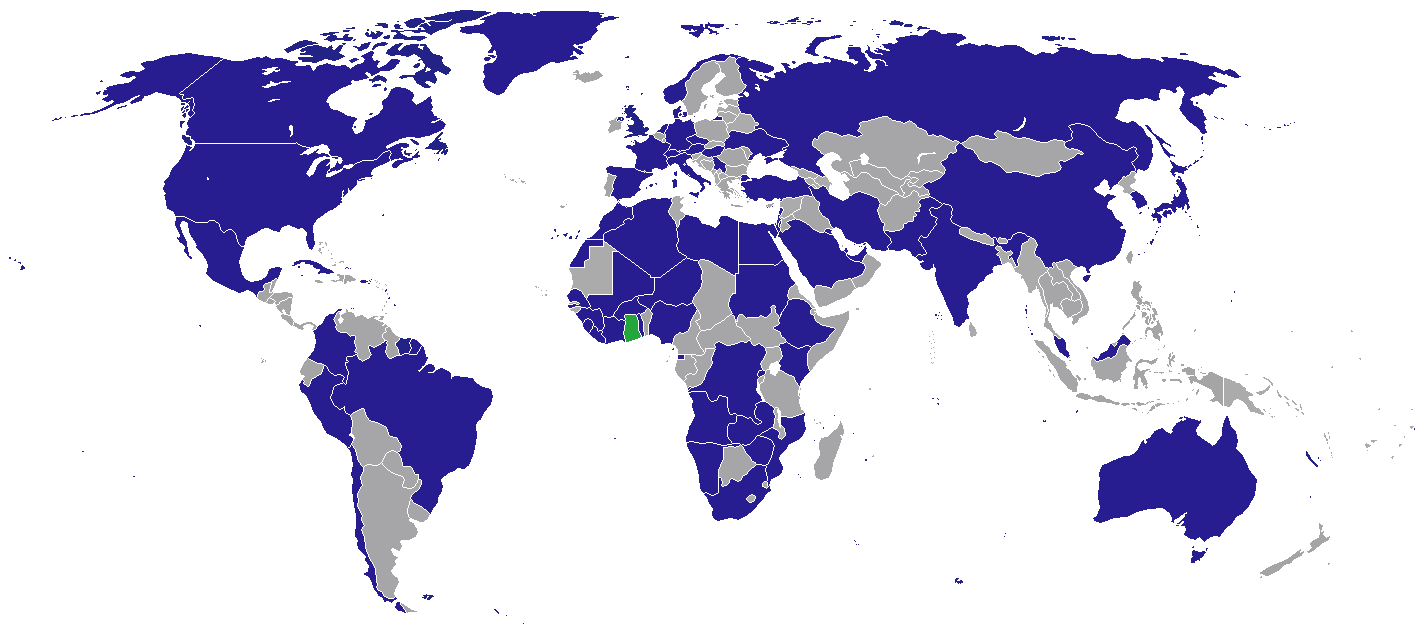
외국공관 유무 현황

수교 현황
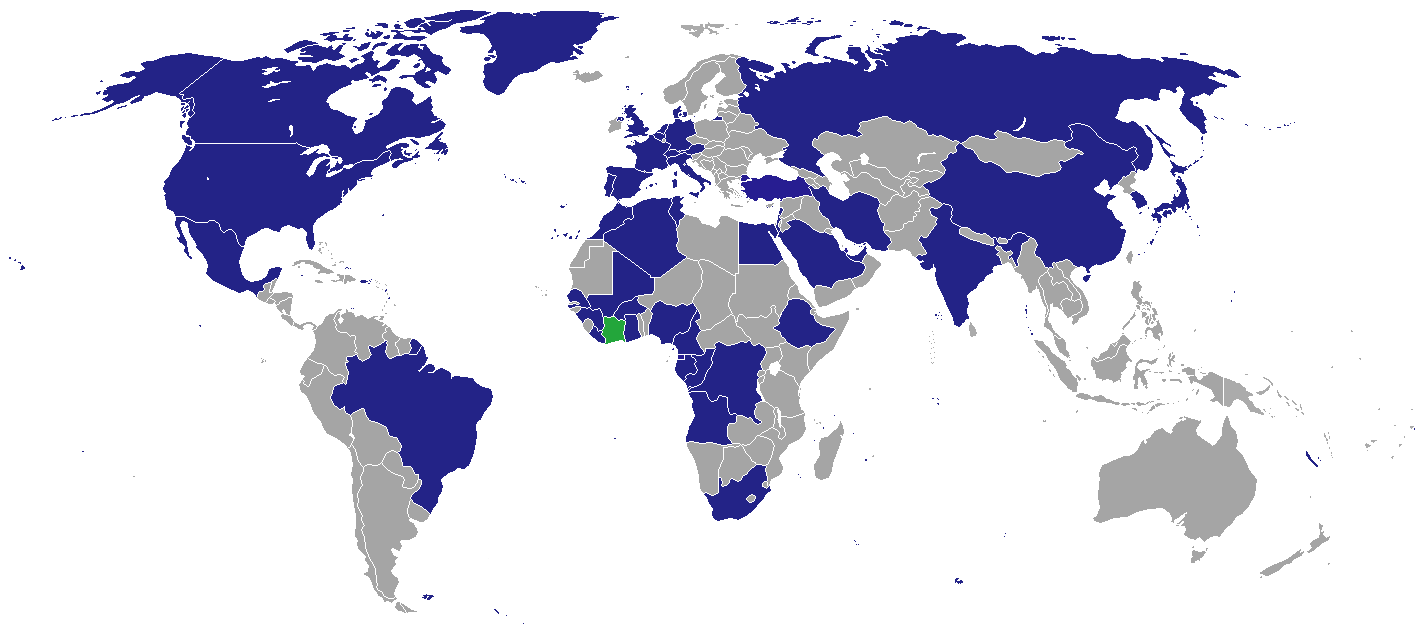
재외공관 설치 현황
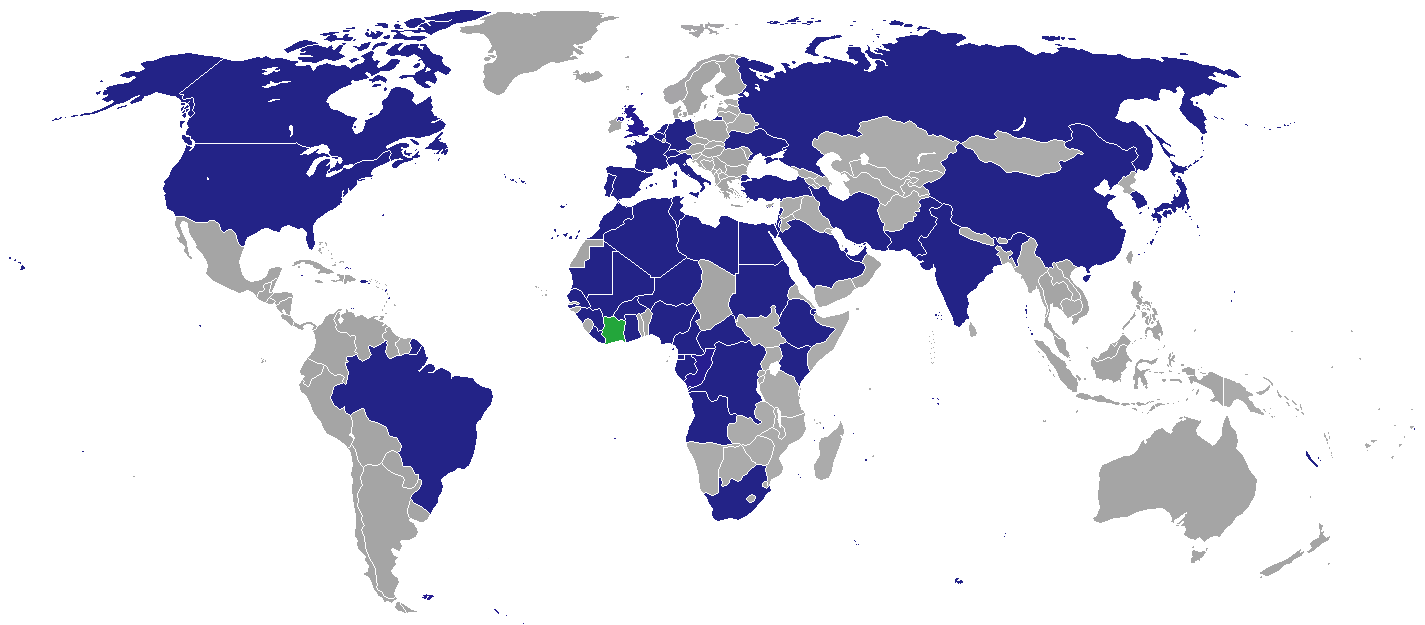
외국공관 유무 현황

수교 현황
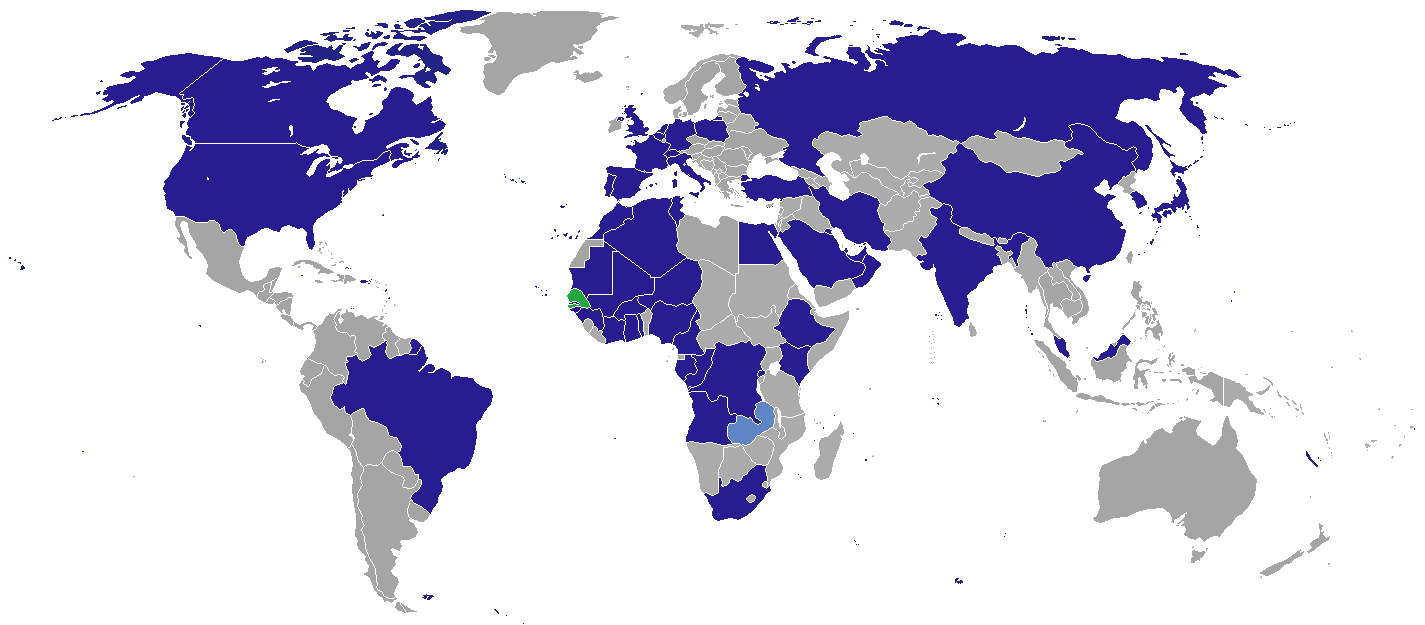
재외공관 설치 현황
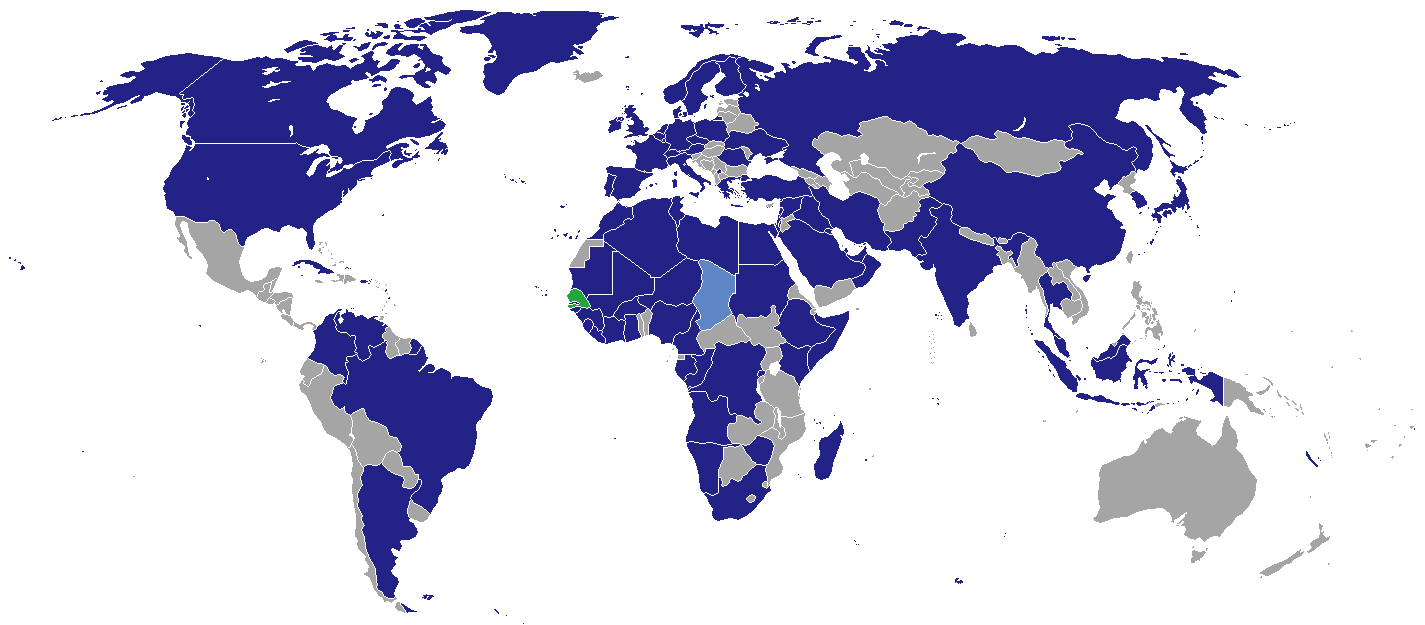
외국공관 유무 현황

수교 현황
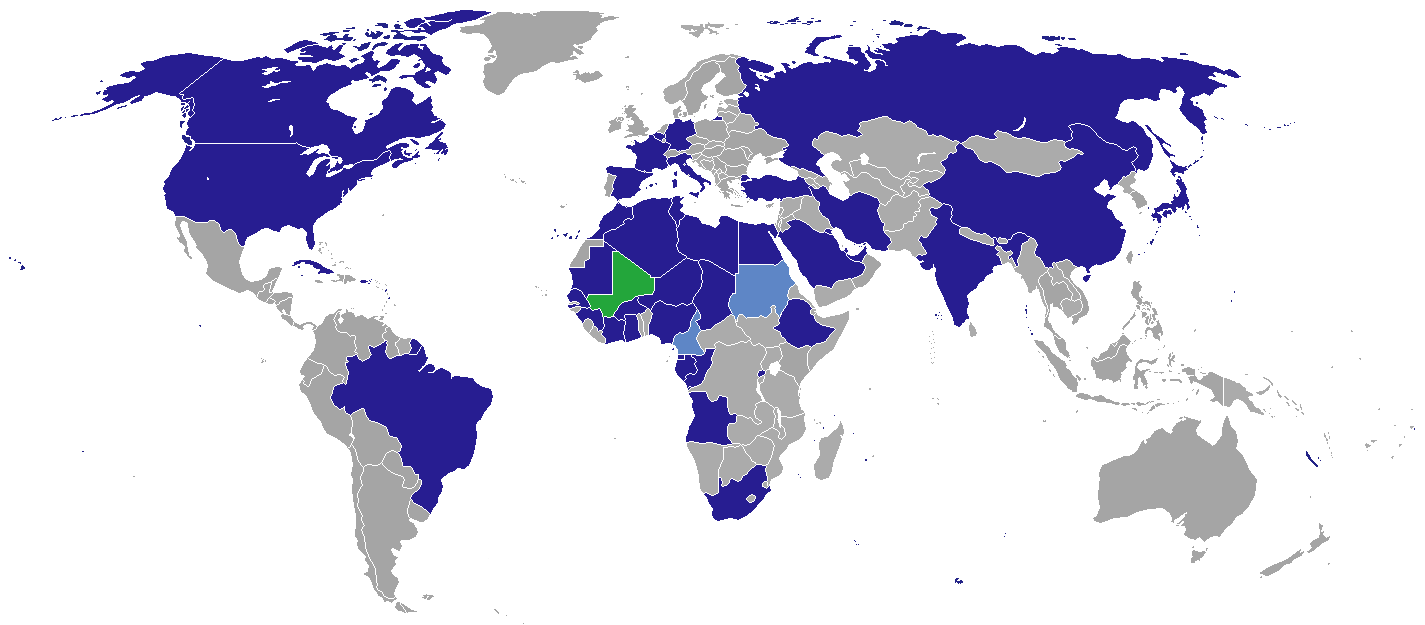
재외공관 설치 현황
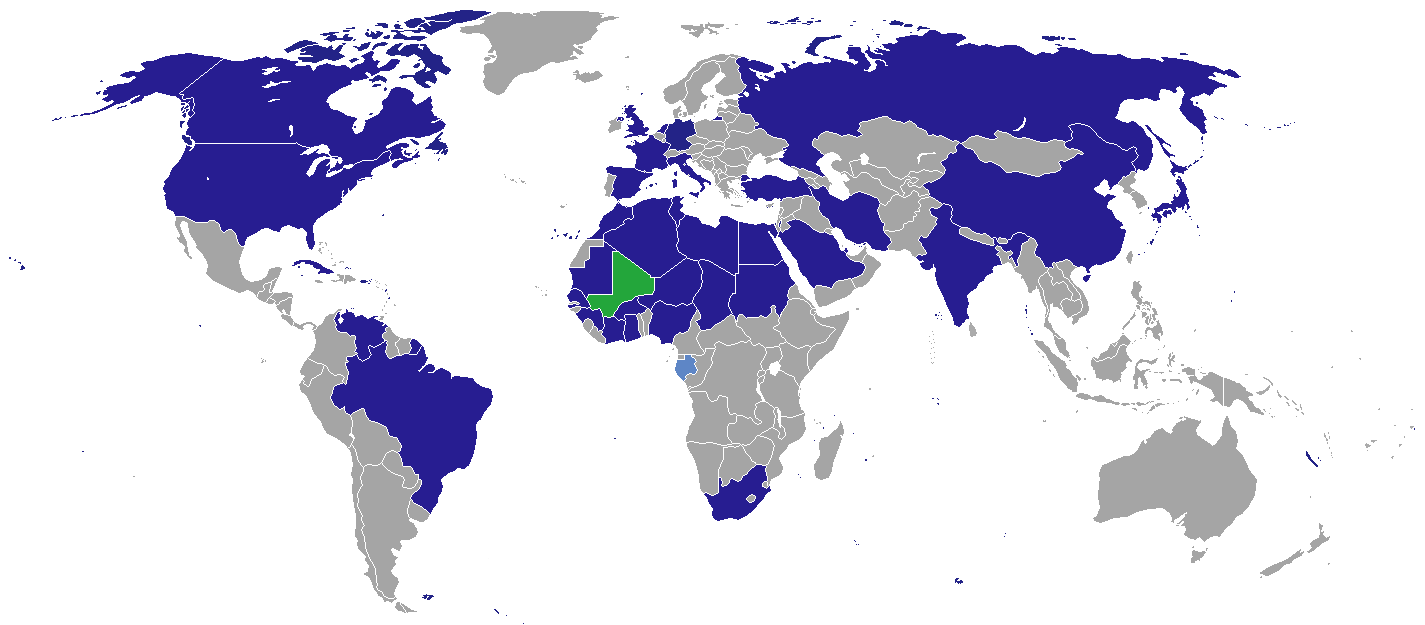
외국공관 유무 현황

수교 현황
재외공관 설치 현황
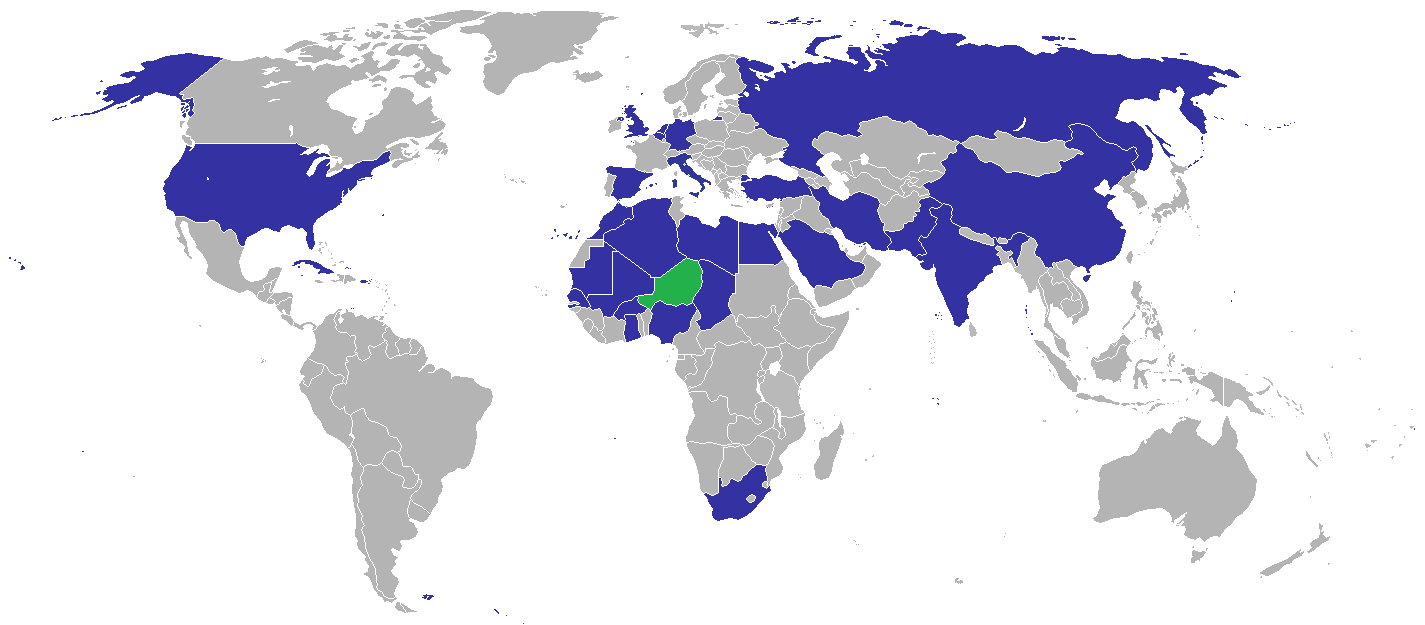
외국공관 유무 현황

수교 현황
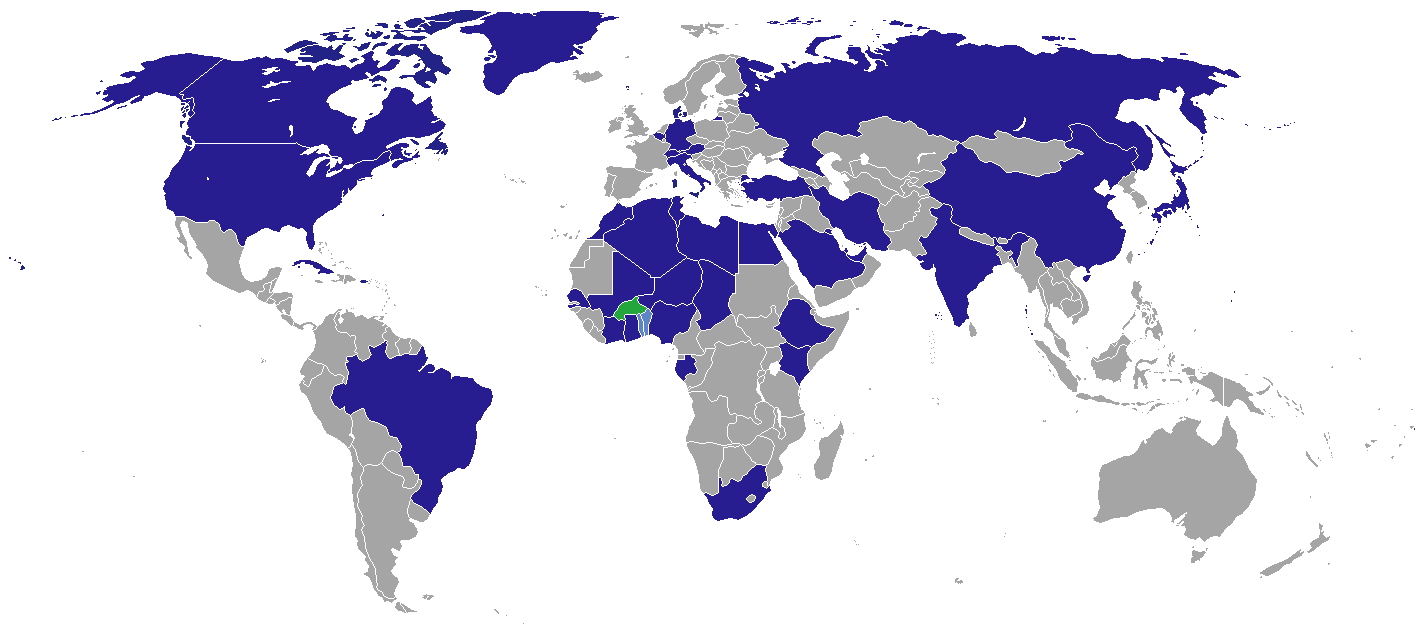
재외공관 설치 현황
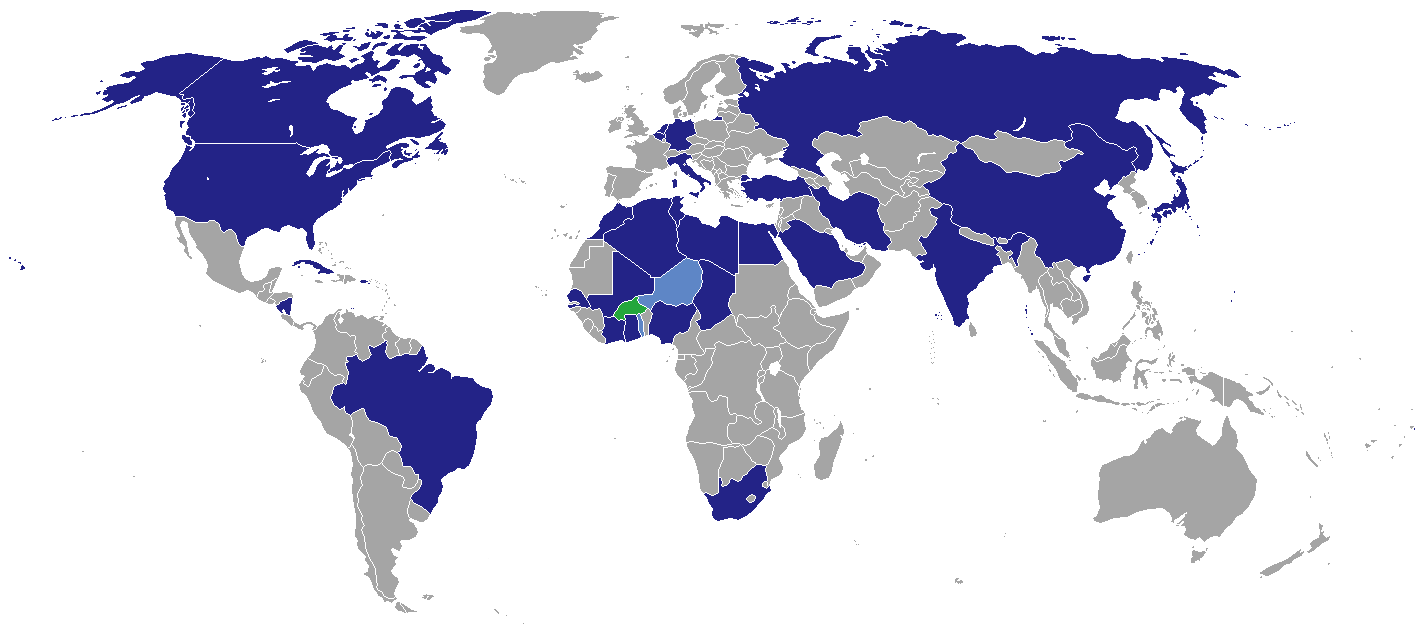
외국공관 유무 현황

수교 현황
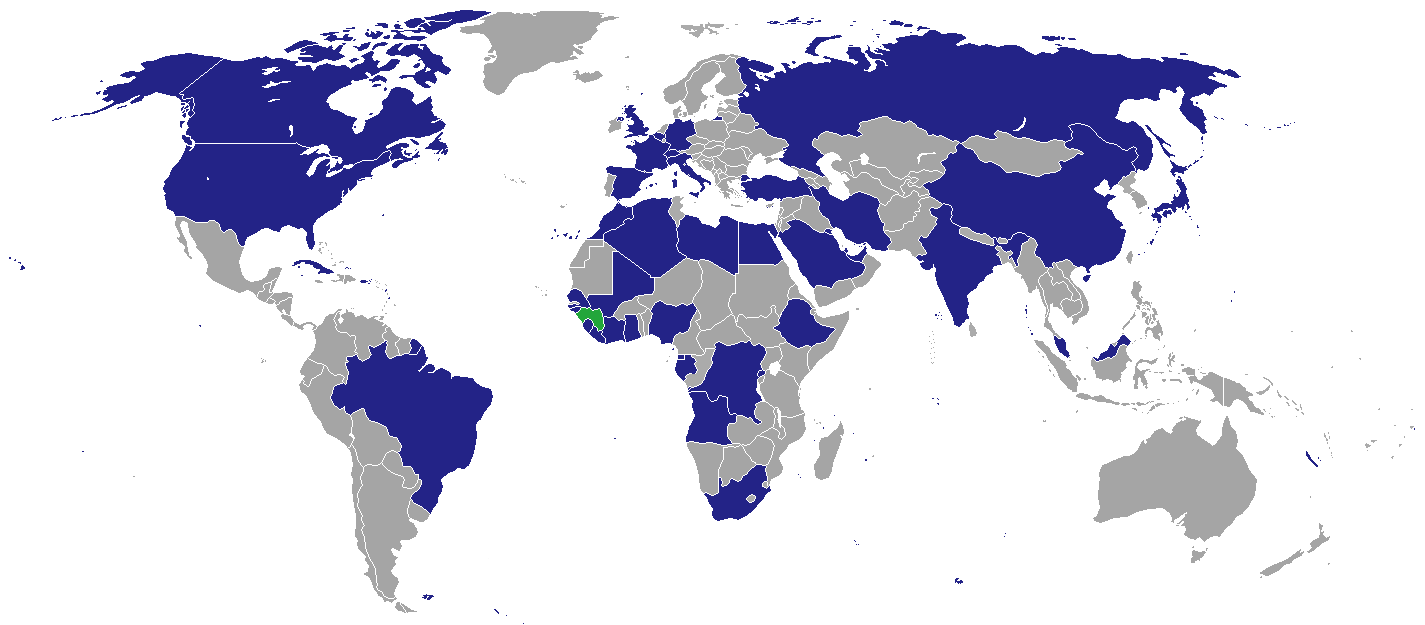
재외공관 설치 현황
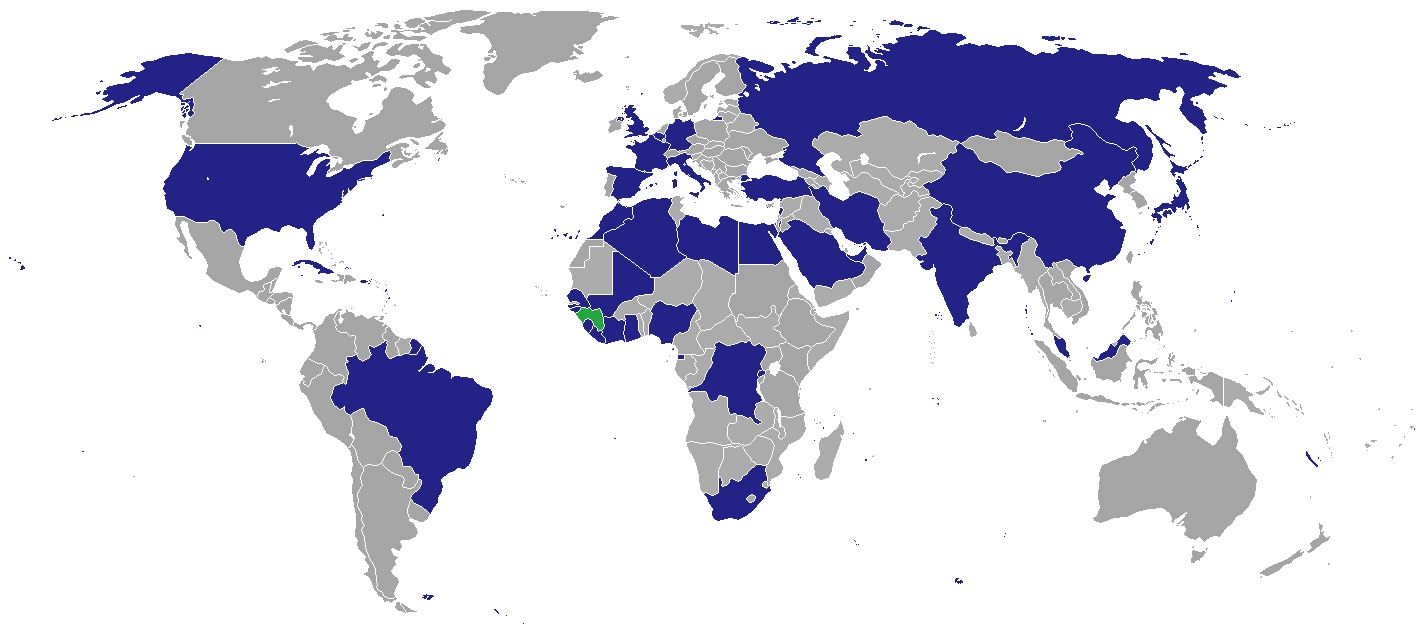
외국공관 유무 현황

수교 현황
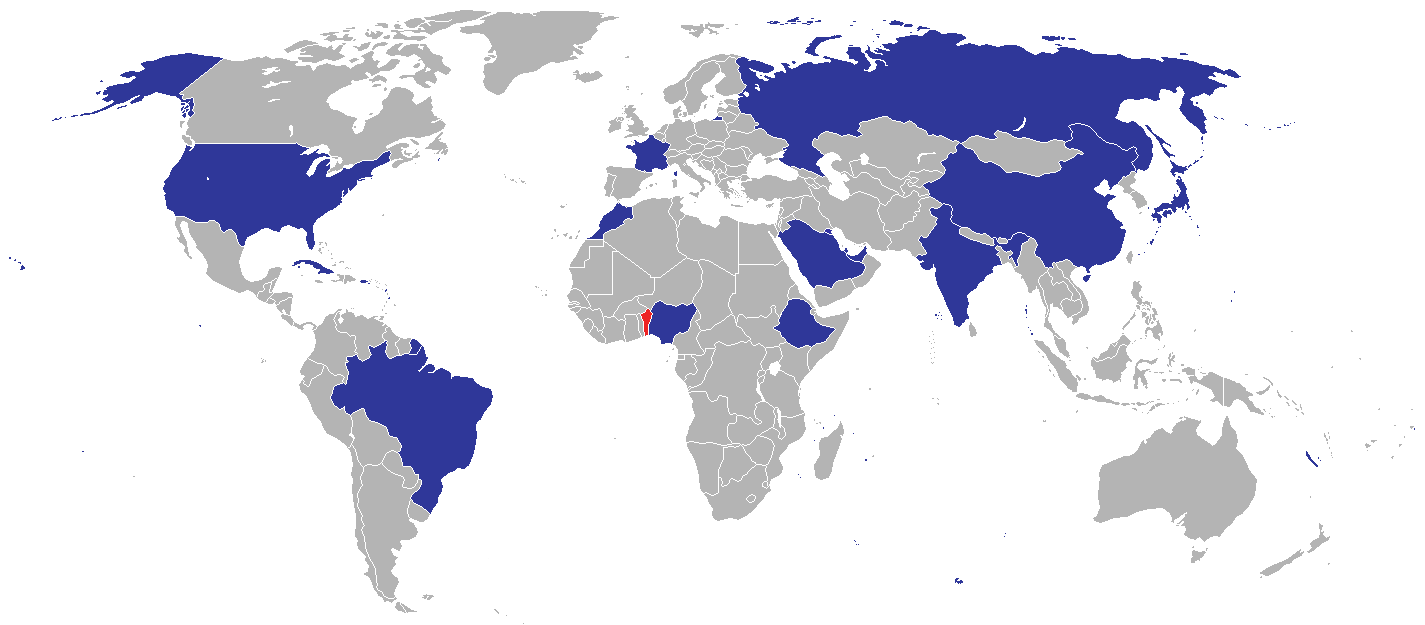
재외공관 설치 현황
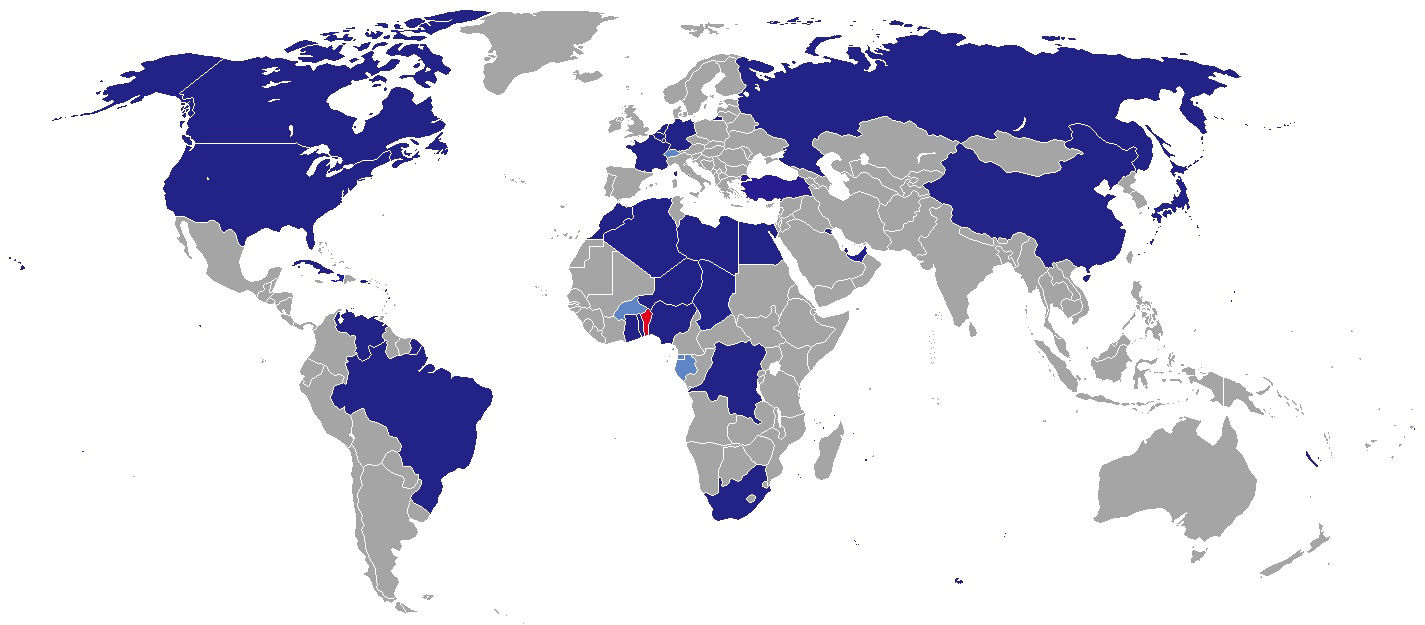
외국공관 유무 현황

수교 현황
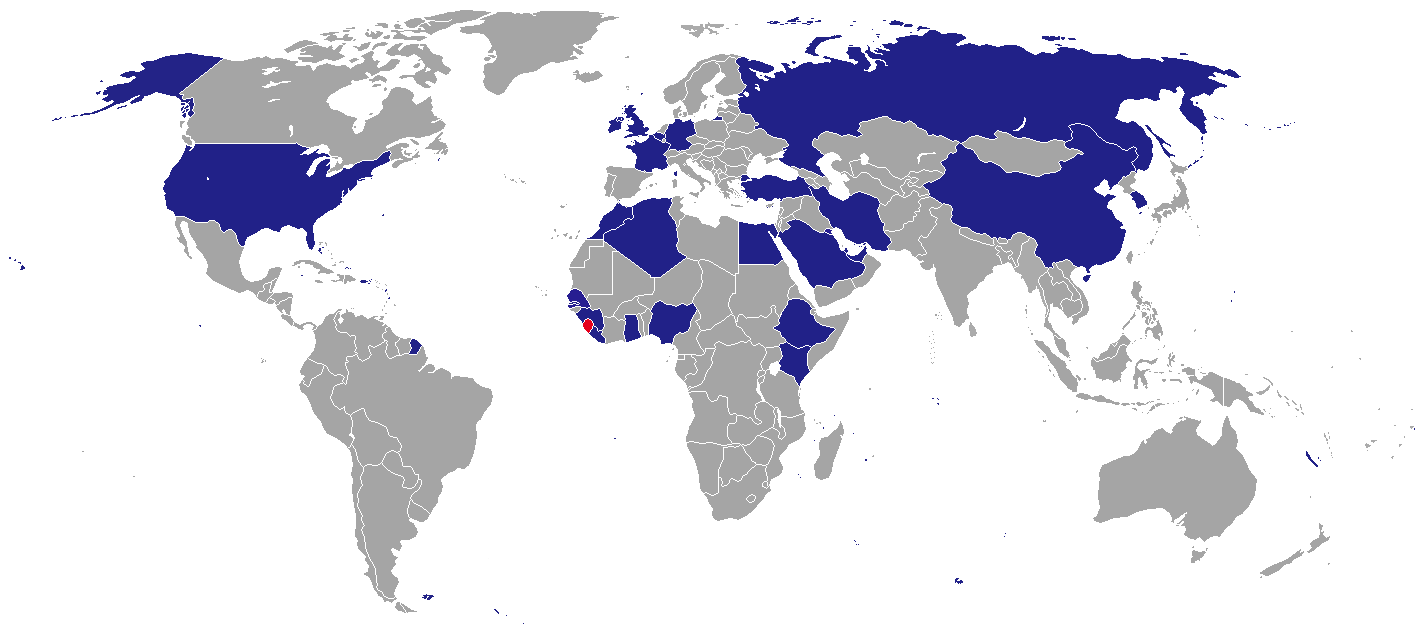
재외공관 설치 현황
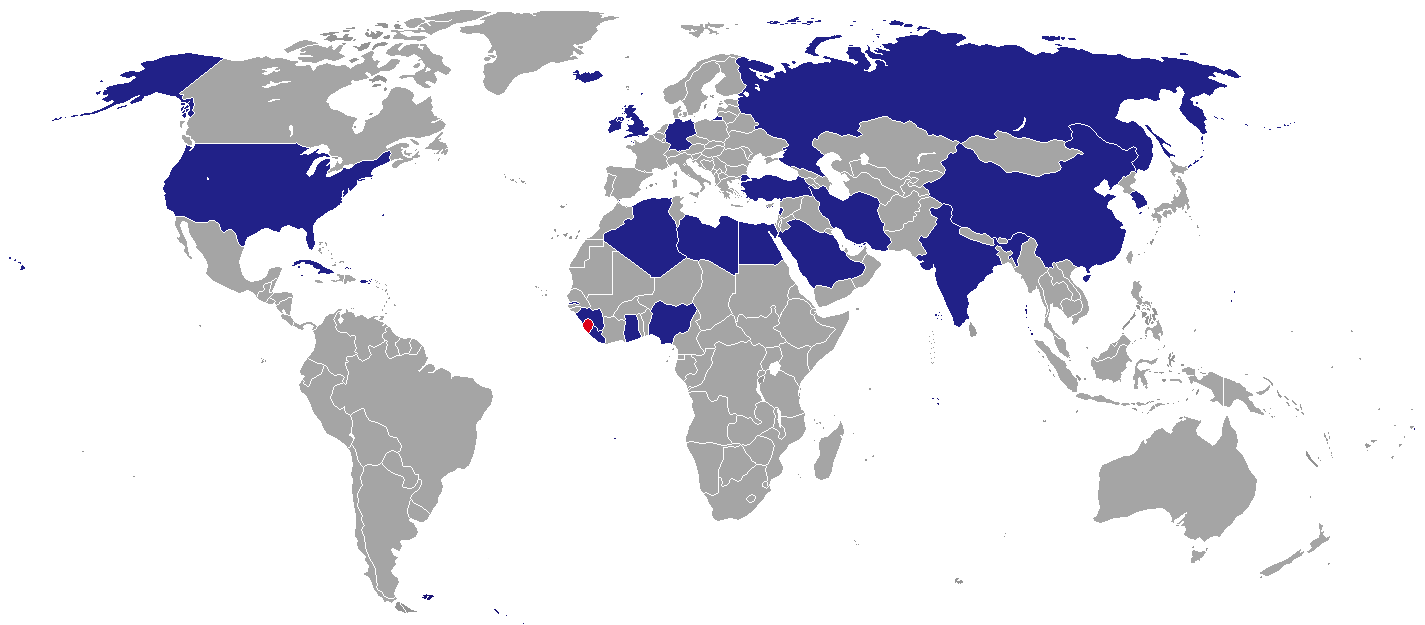
외국공관 유무 현황

수교 현황
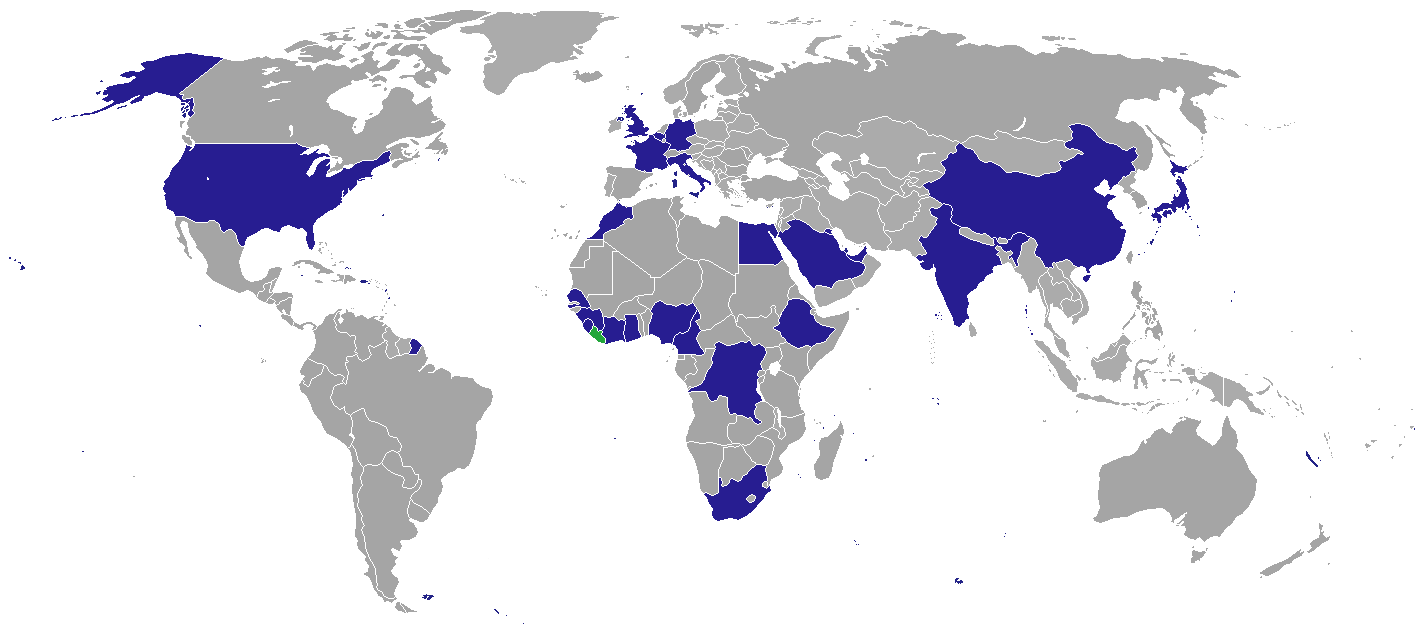
재외공관 설치 현황
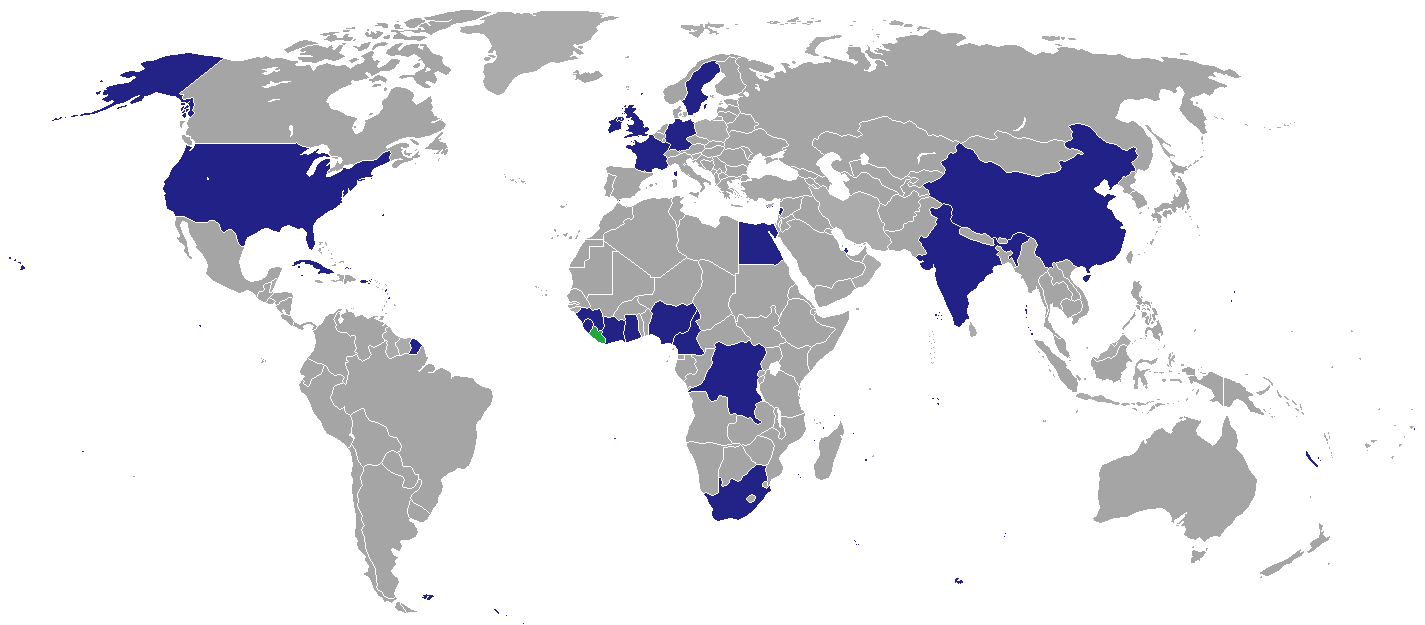
외국공관 유무 현황

수교 현황
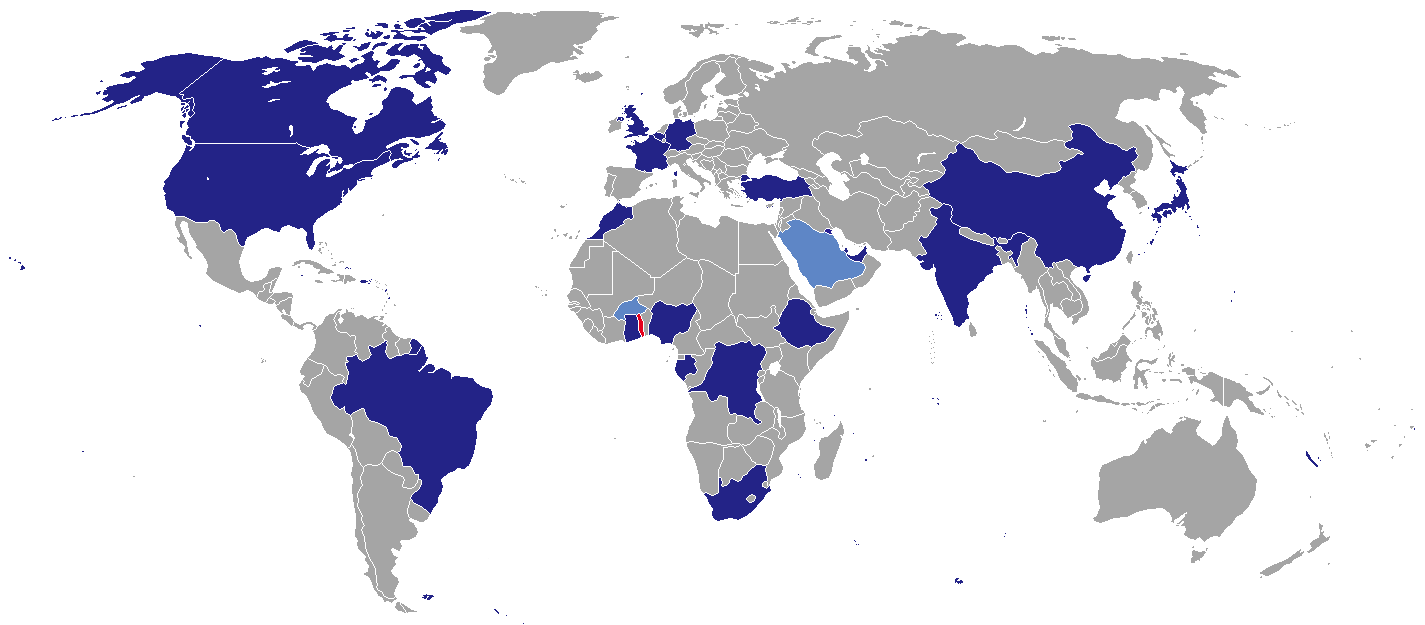
재외공관 설치 현황
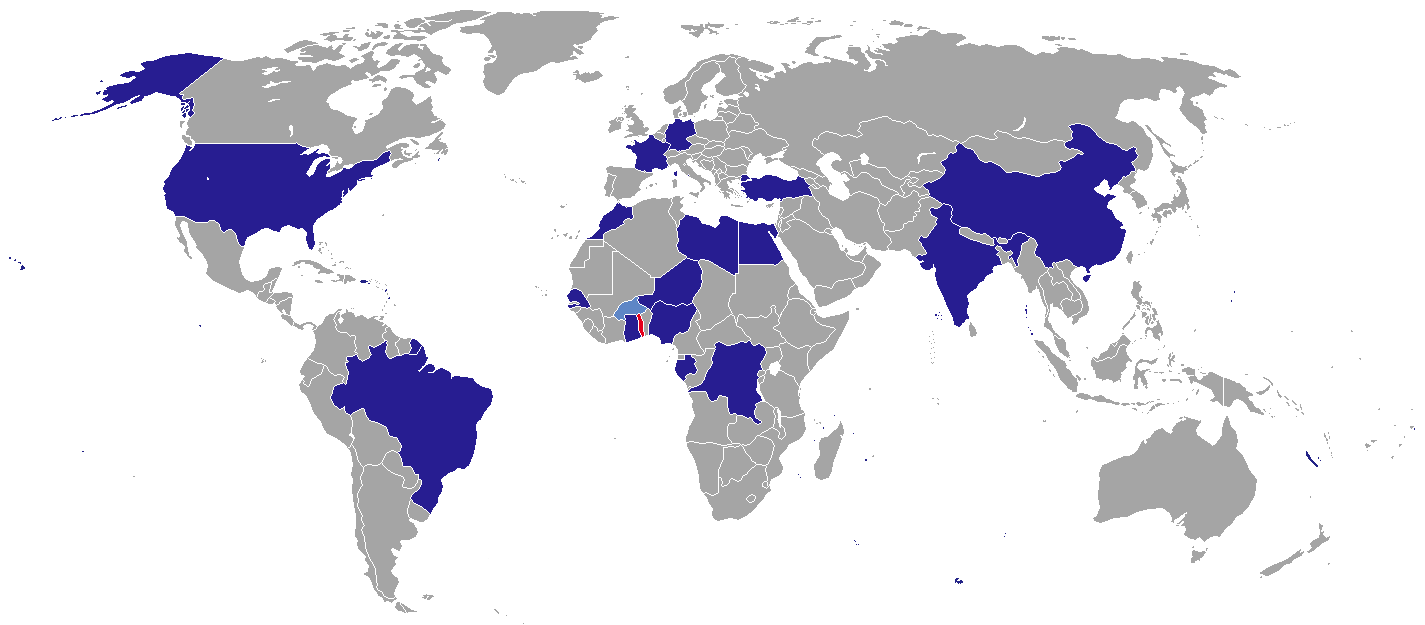
외국공관 유무 현황

수교 현황
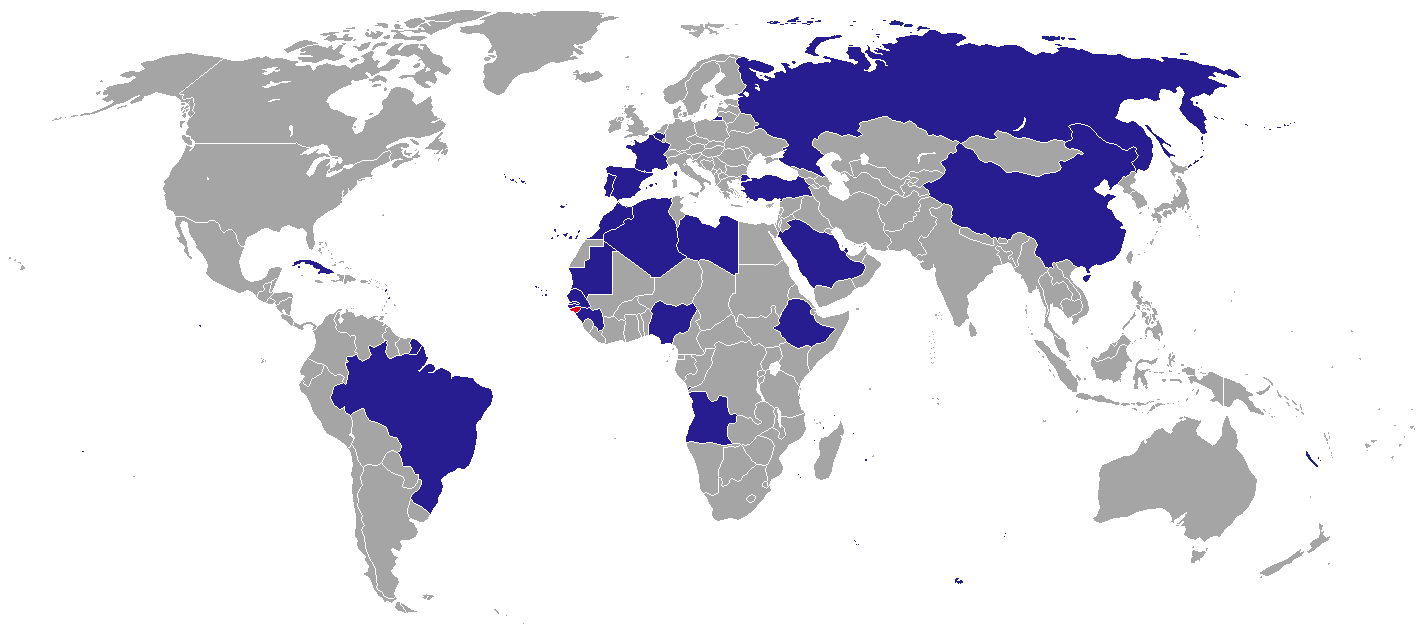
재외공관 설치 현황
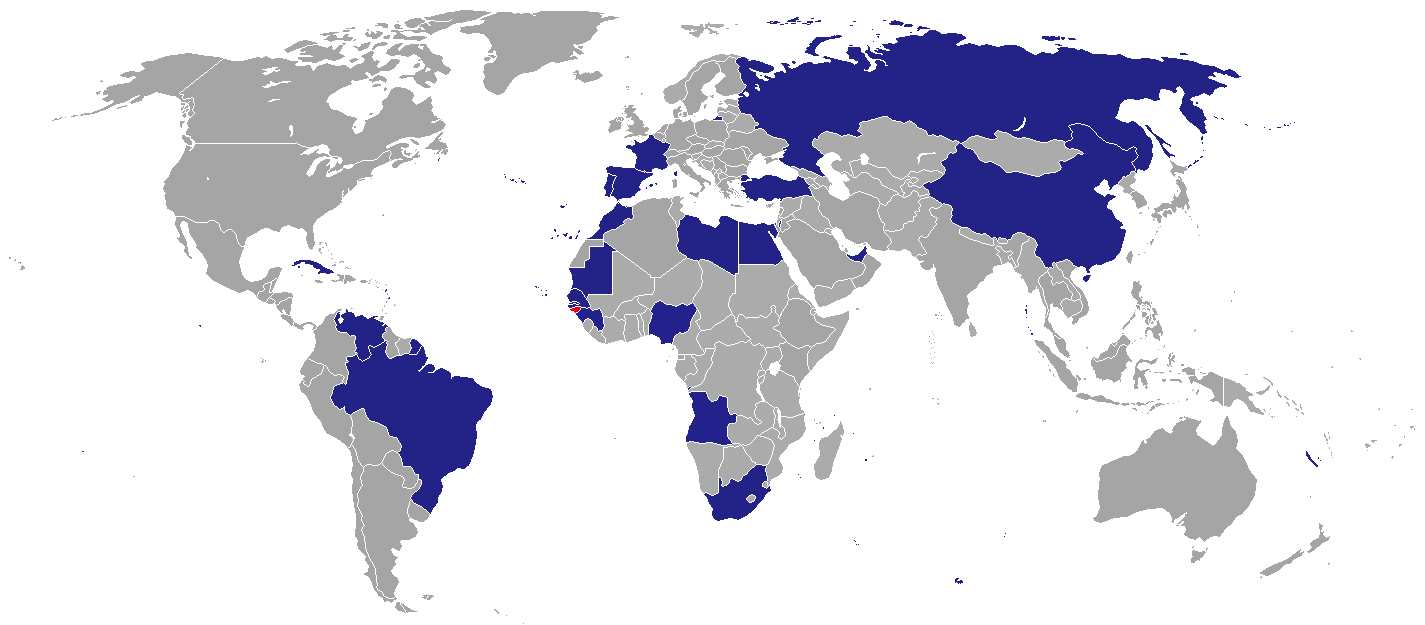
외국공관 유무 현황

수교 현황
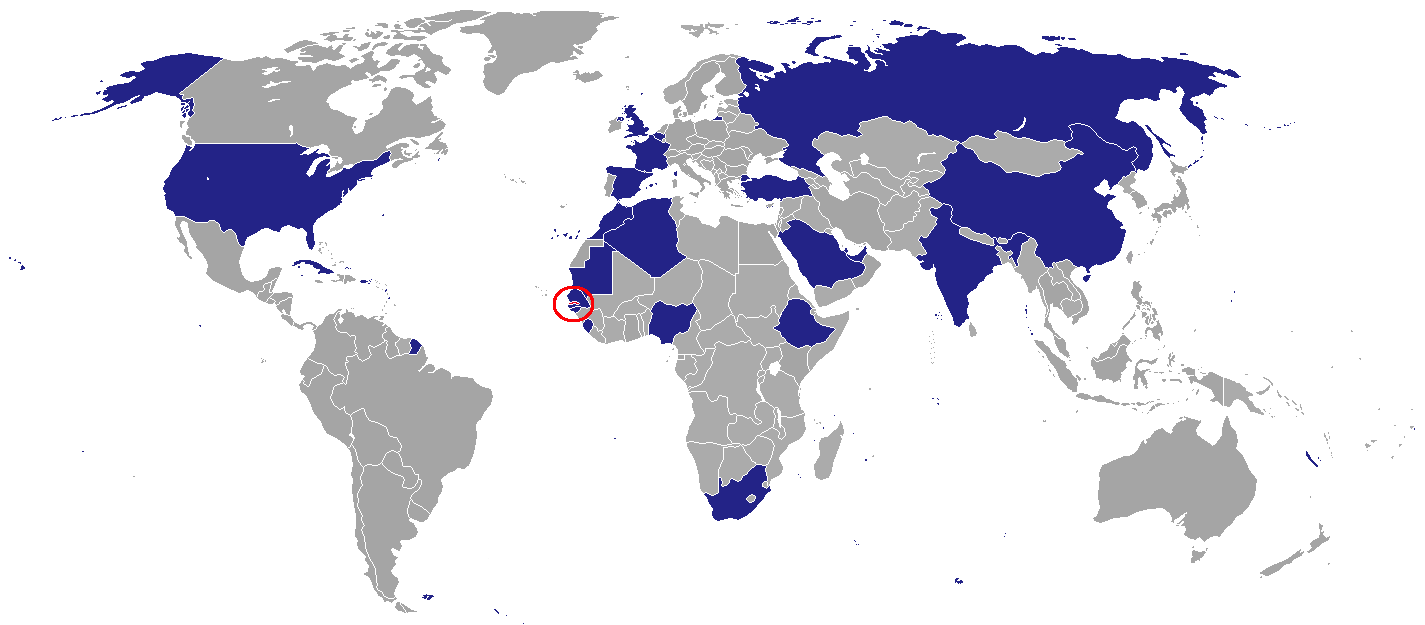
재외공관 설치 현황
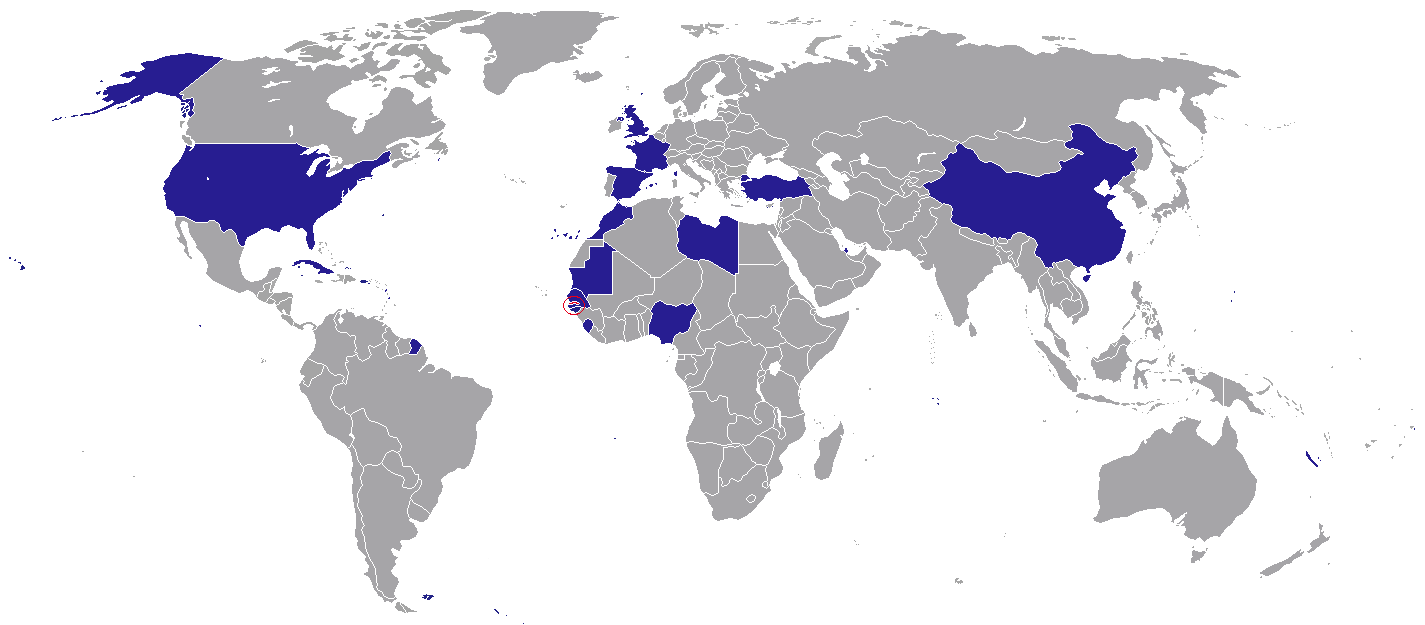
외국공관 유무 현황

수교 현황
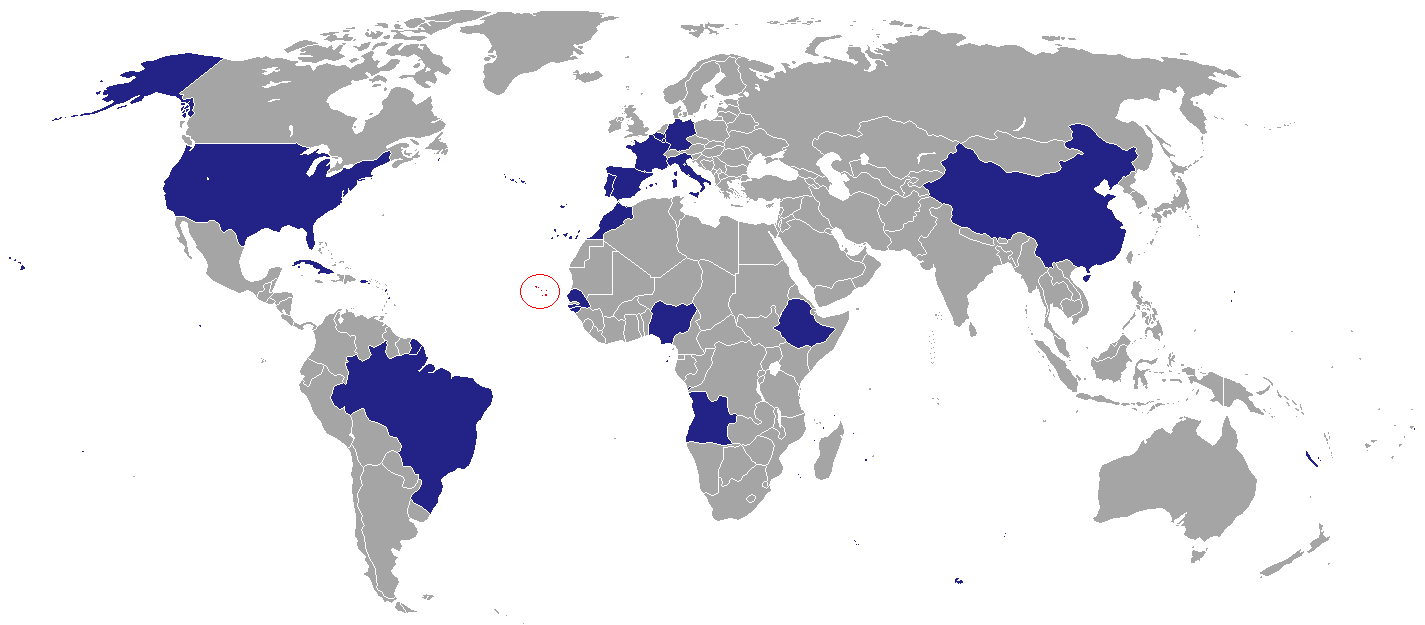
재외공관 설치 현황
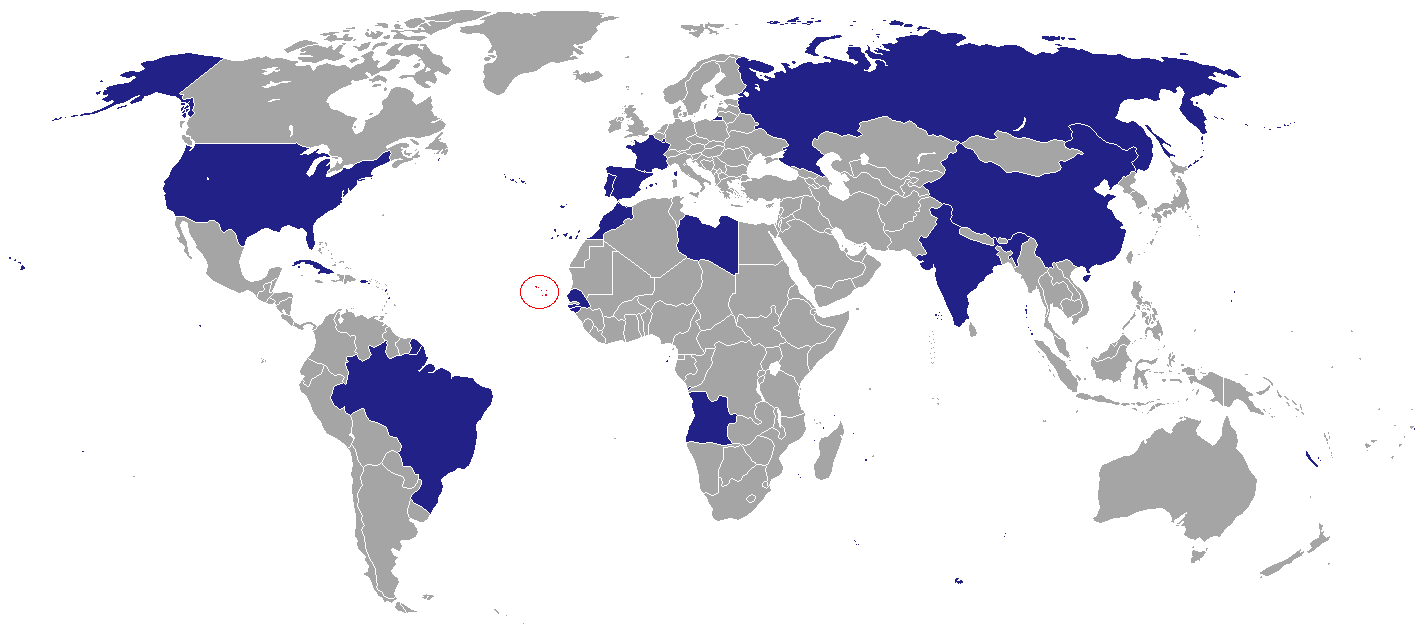
외국공관 유무 현황

수교 현황
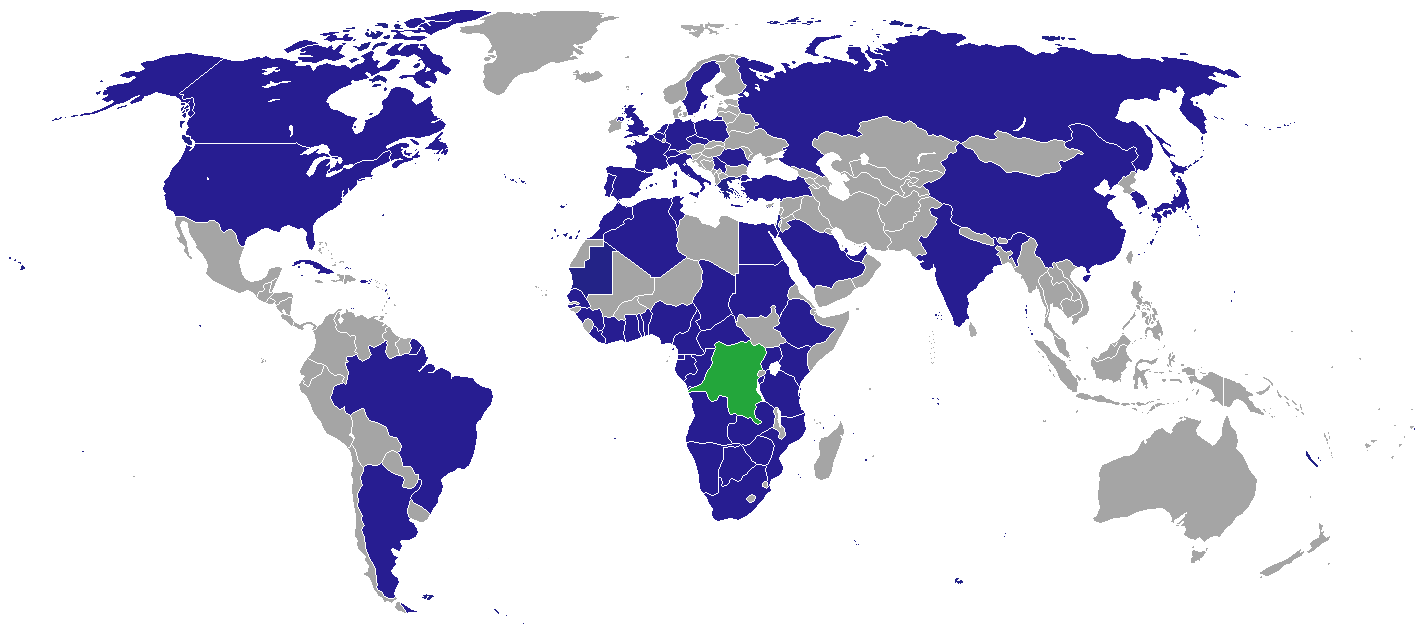
재외공관 설치 현황
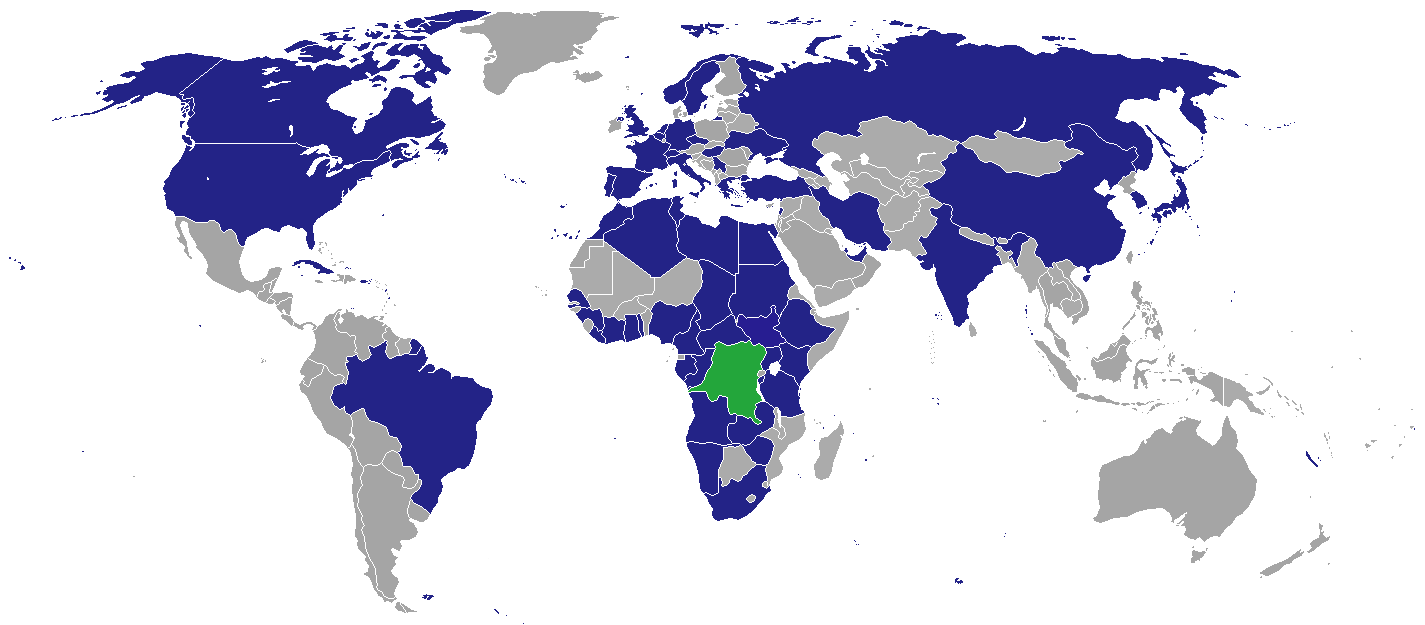
외국공관 유무 현황

수교 현황
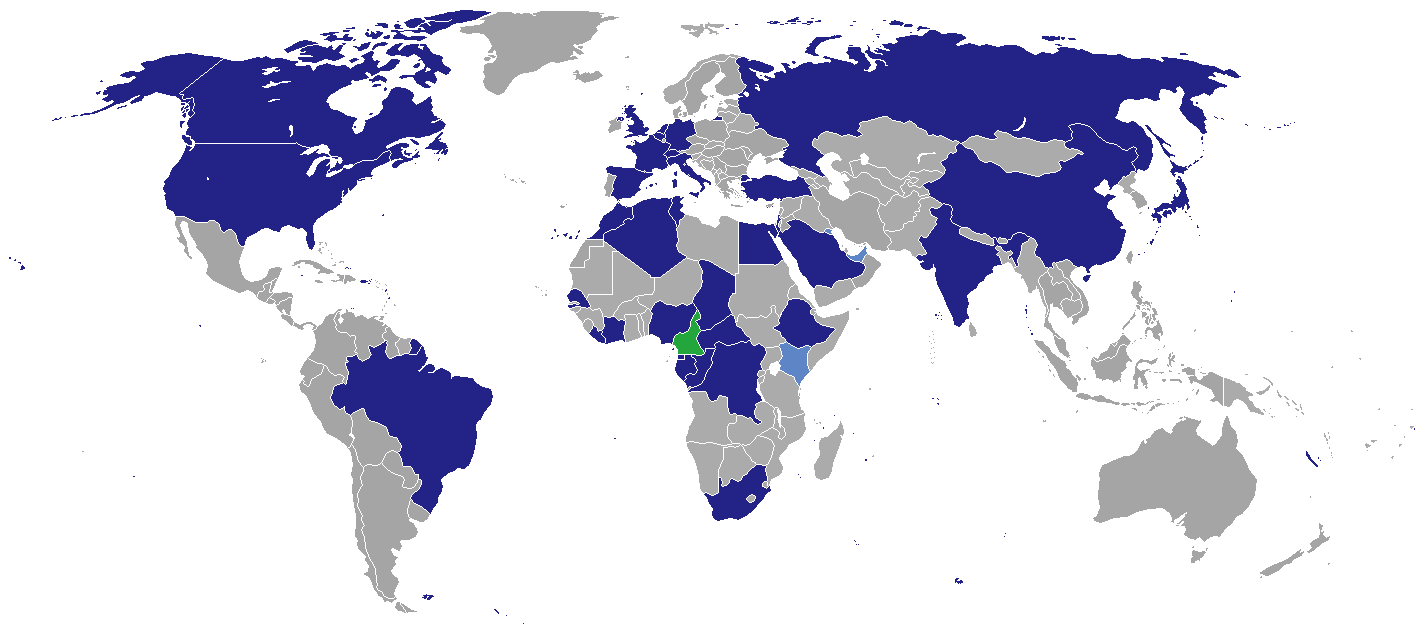
재외공관 설치 현황
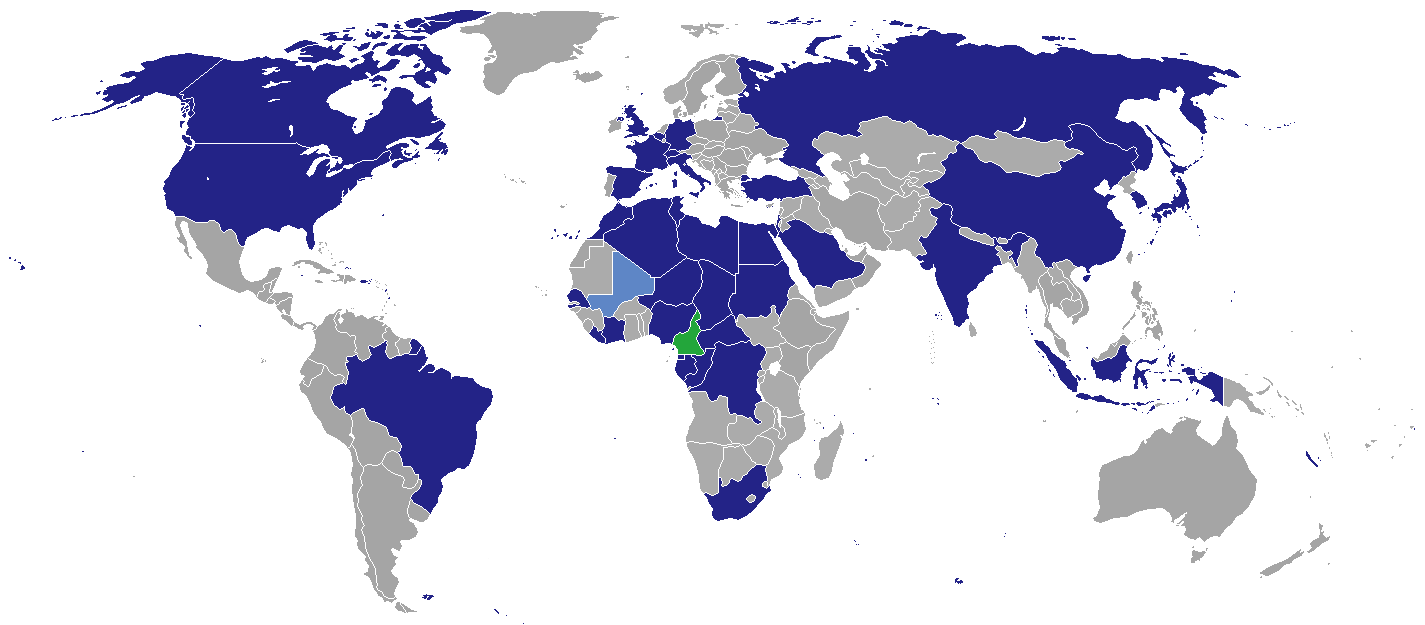
외국공관 유무 현황

수교 현황
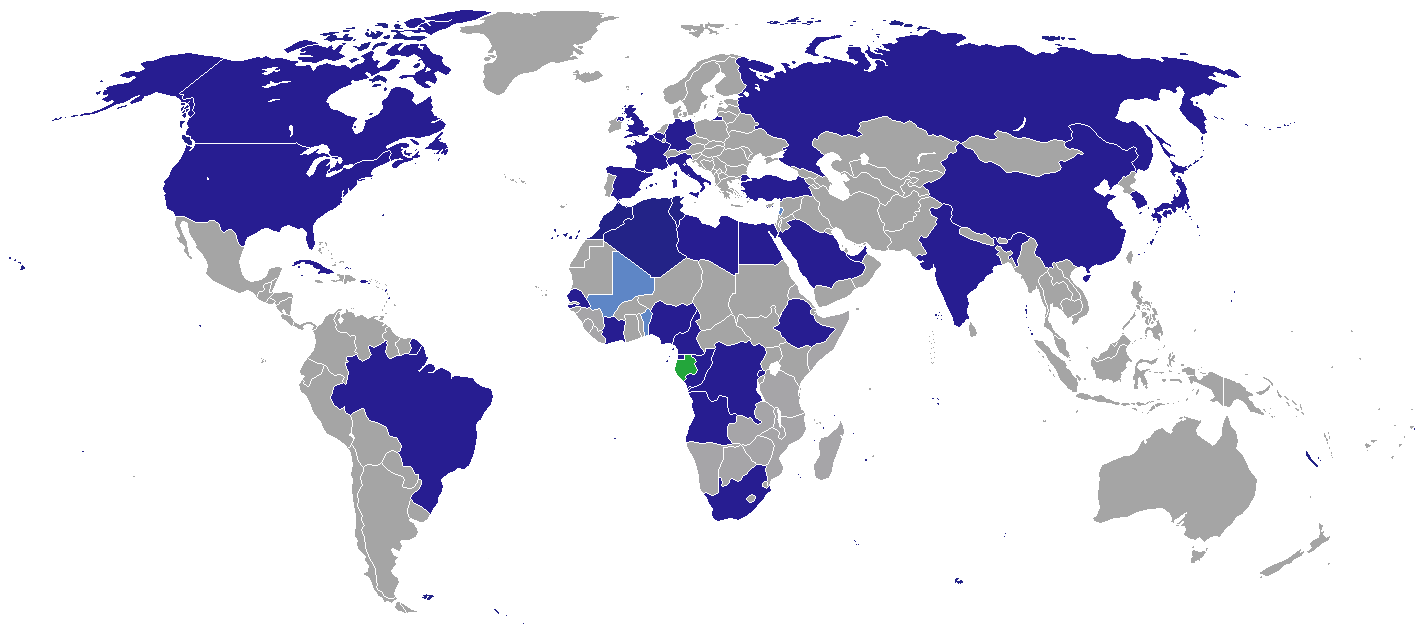
재외공관 설치 현황
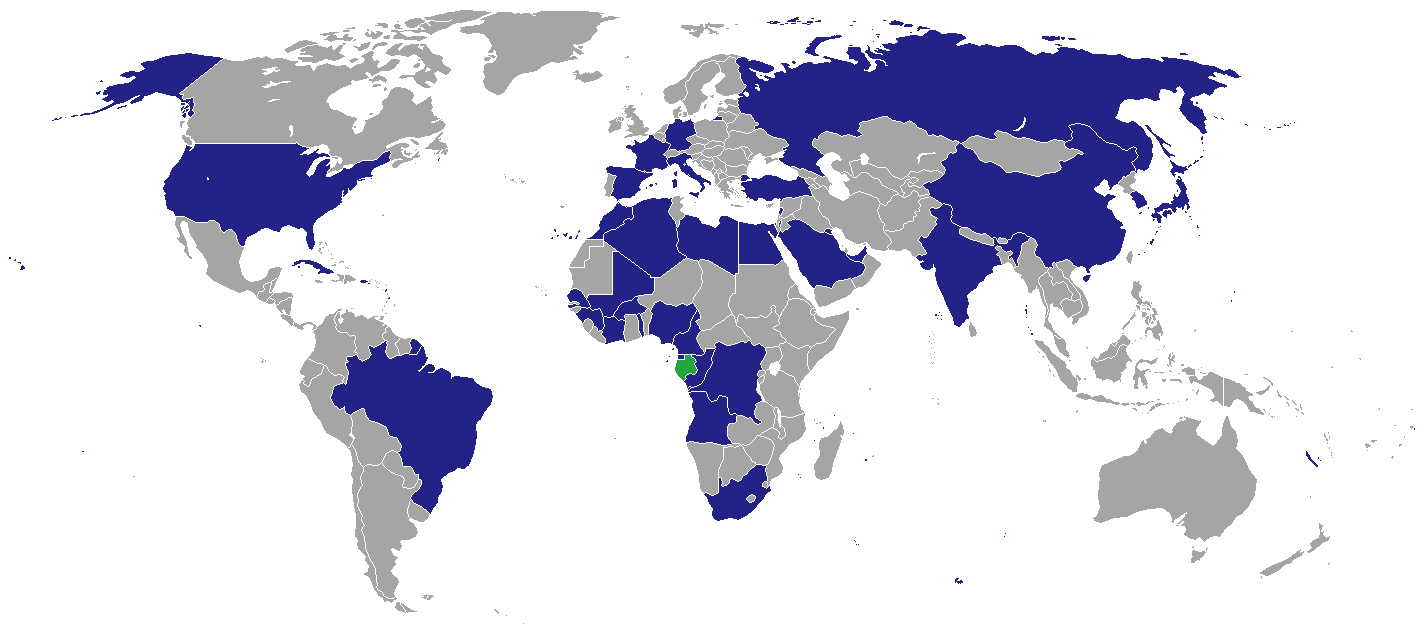
외국공관 유무 현황

수교 현황
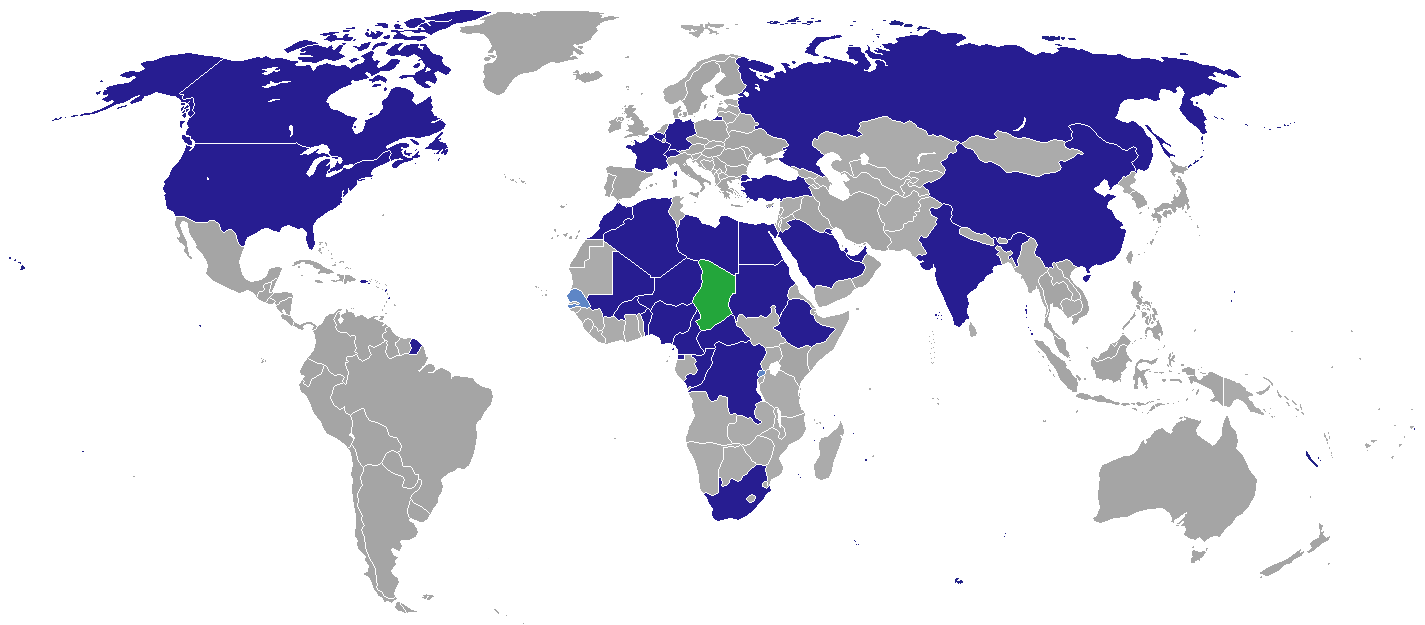
재외공관 설치 현황
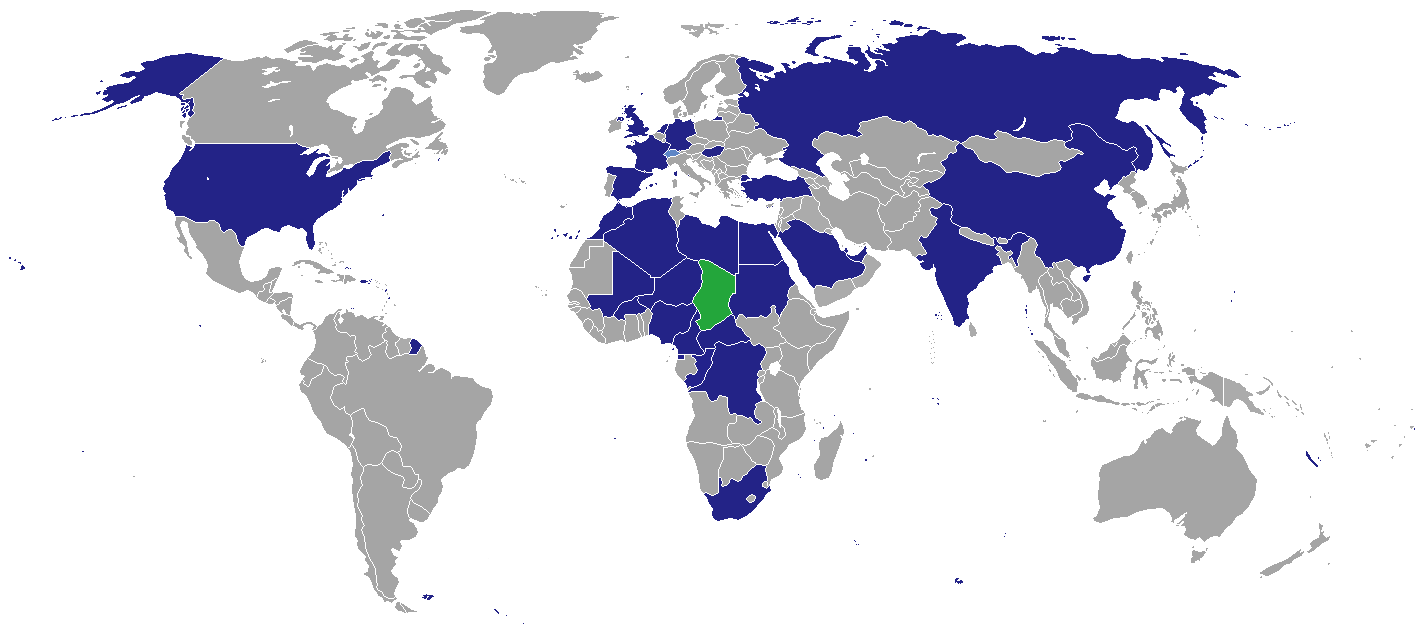
외국공관 유무 현황

수교 현황
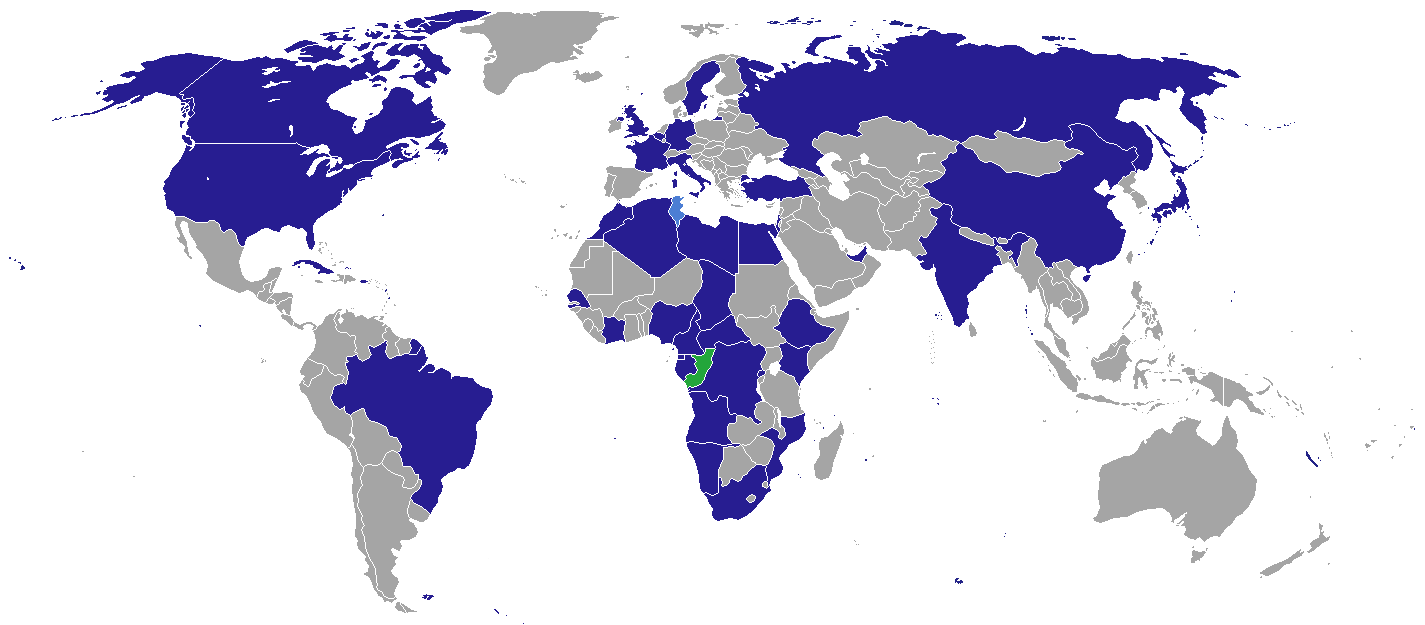
재외공관 설치 현황
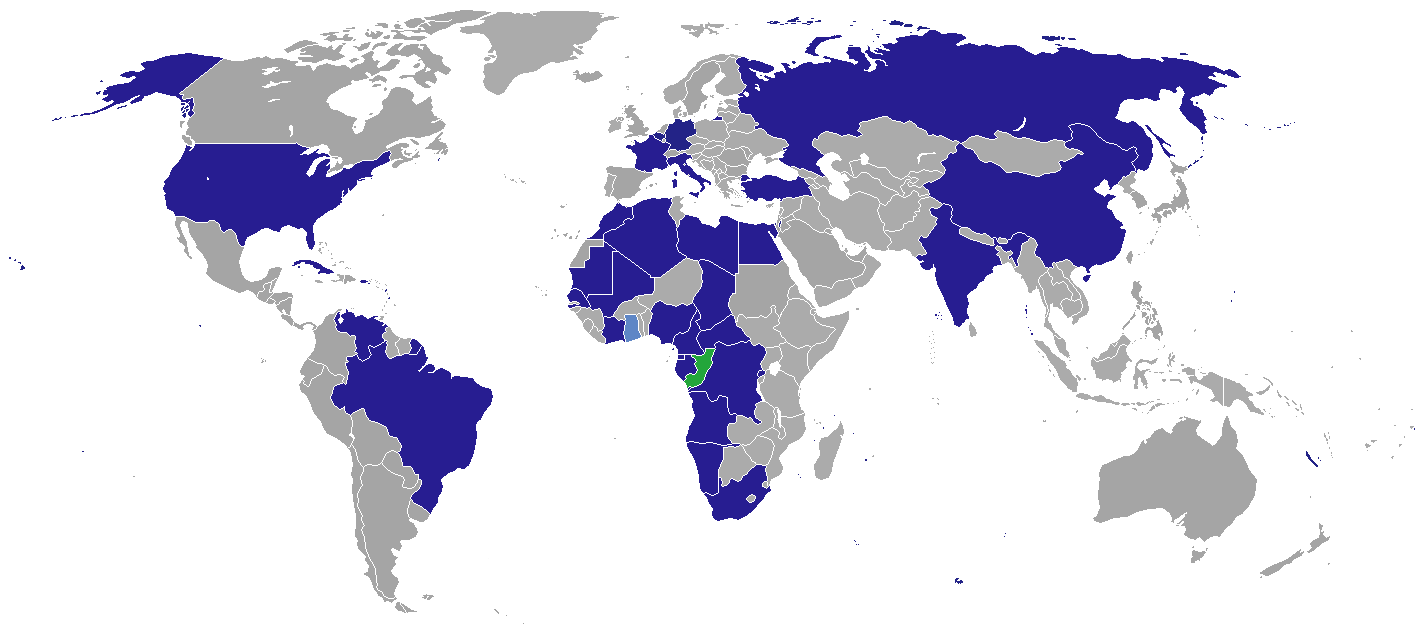
외국공관 유무 현황

수교 현황
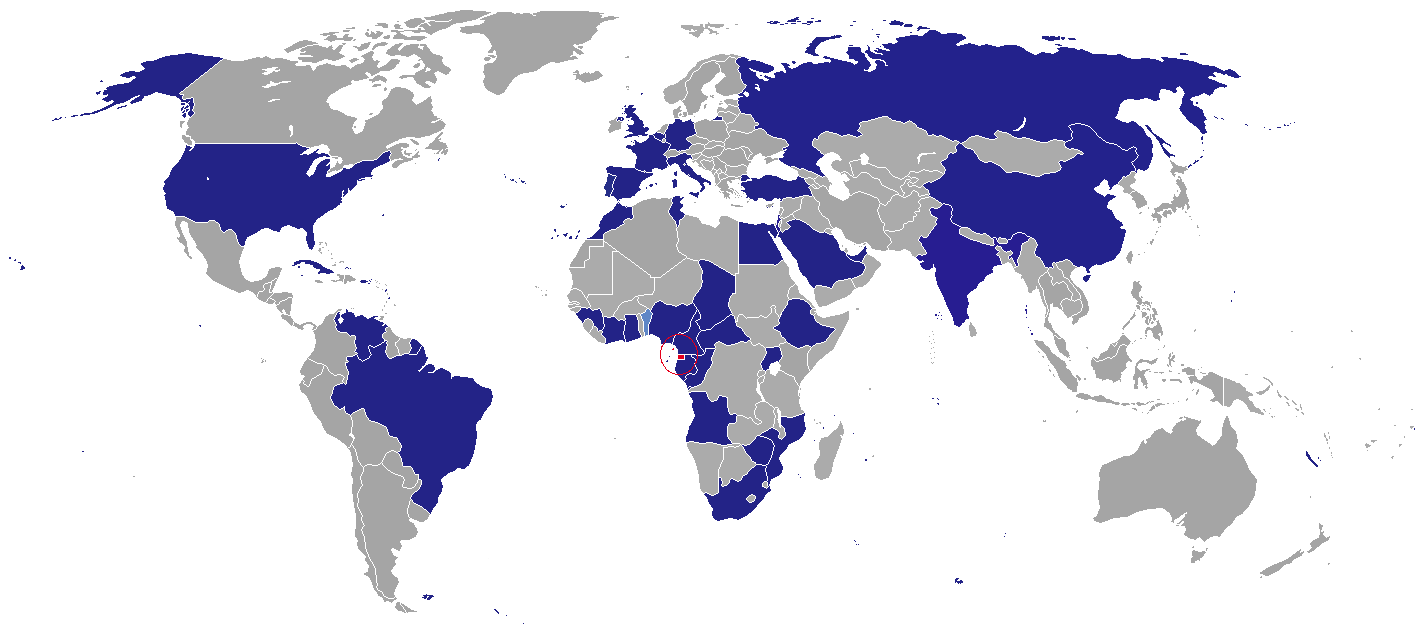
재외공관 설치 현황
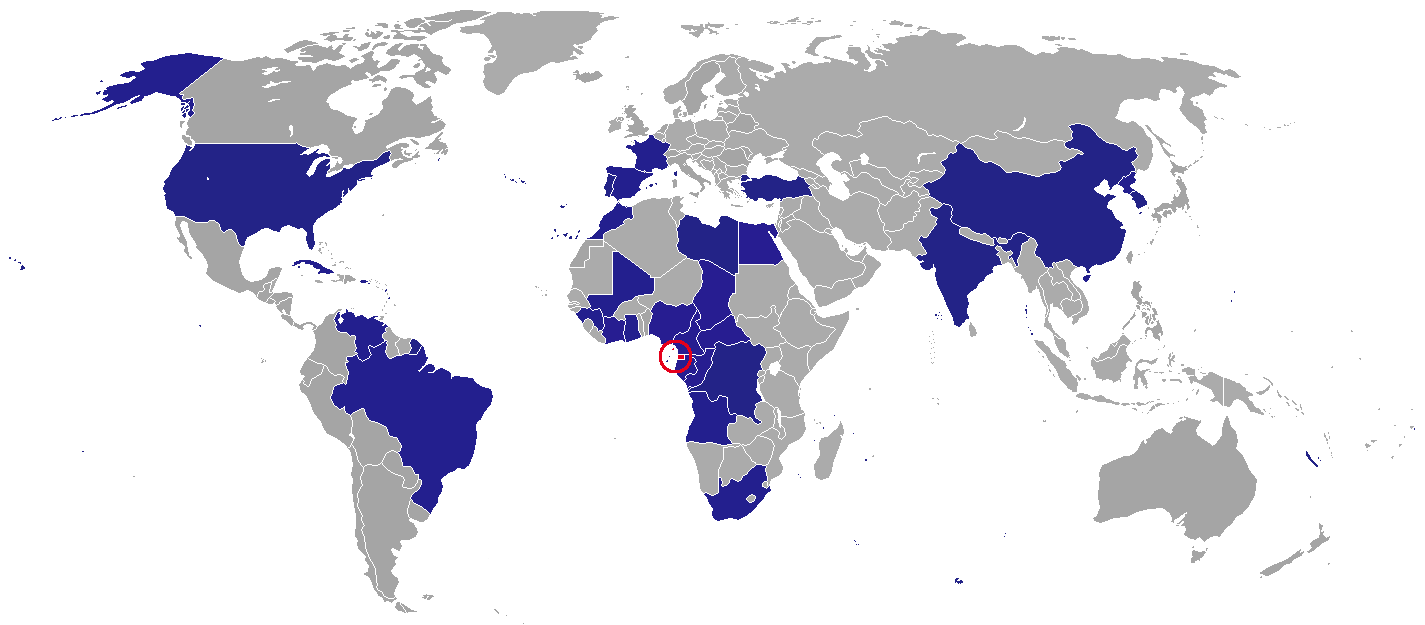
외국공관 유무 현황

수교 현황
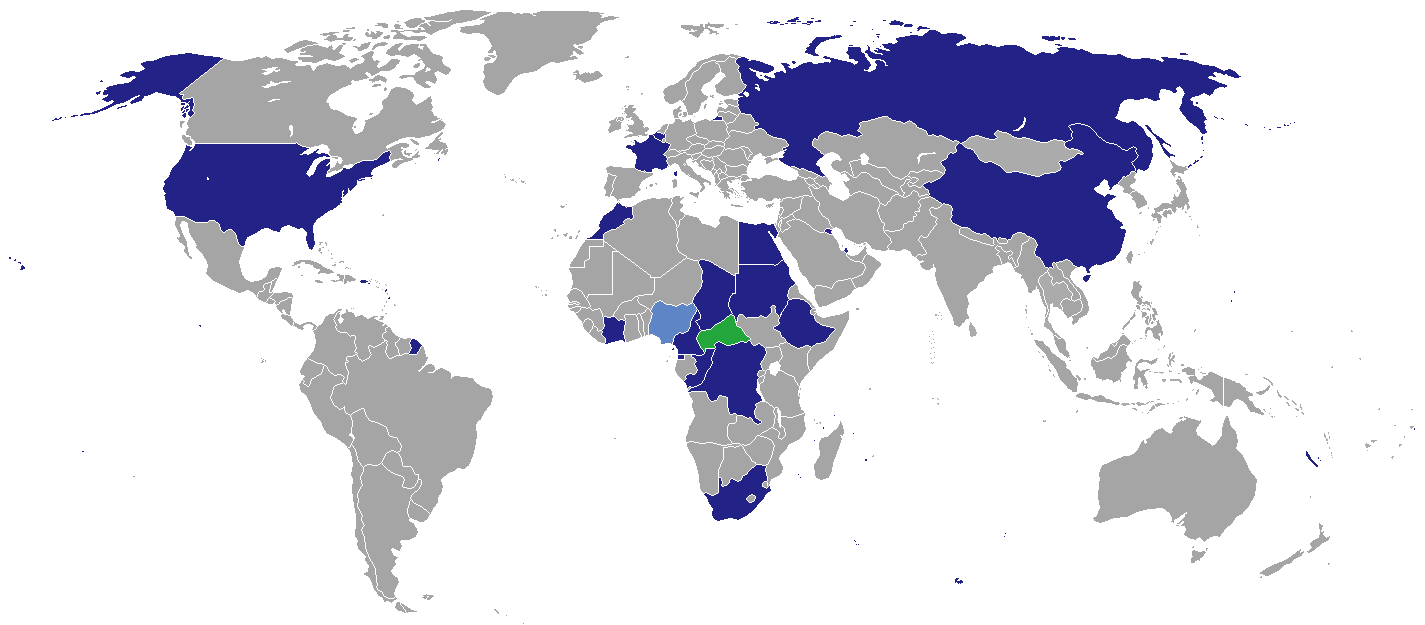
재외공관 설치 현황
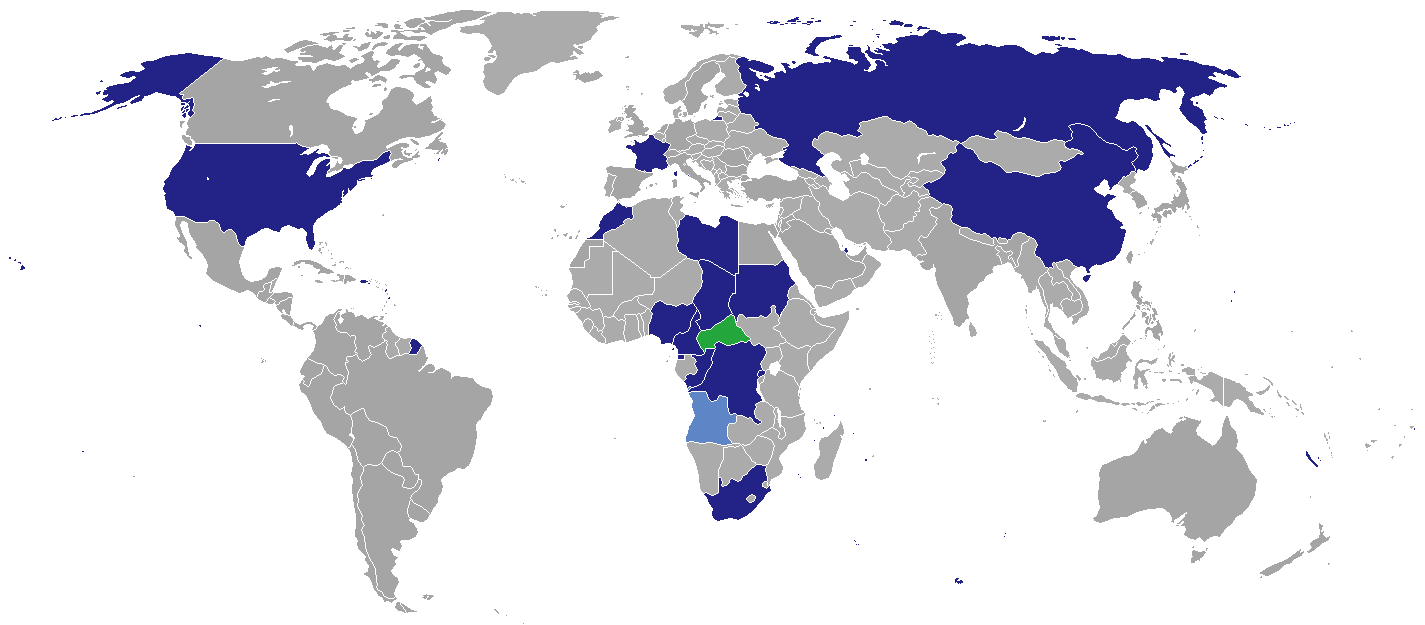
외국공관 유무 현황

수교 현황
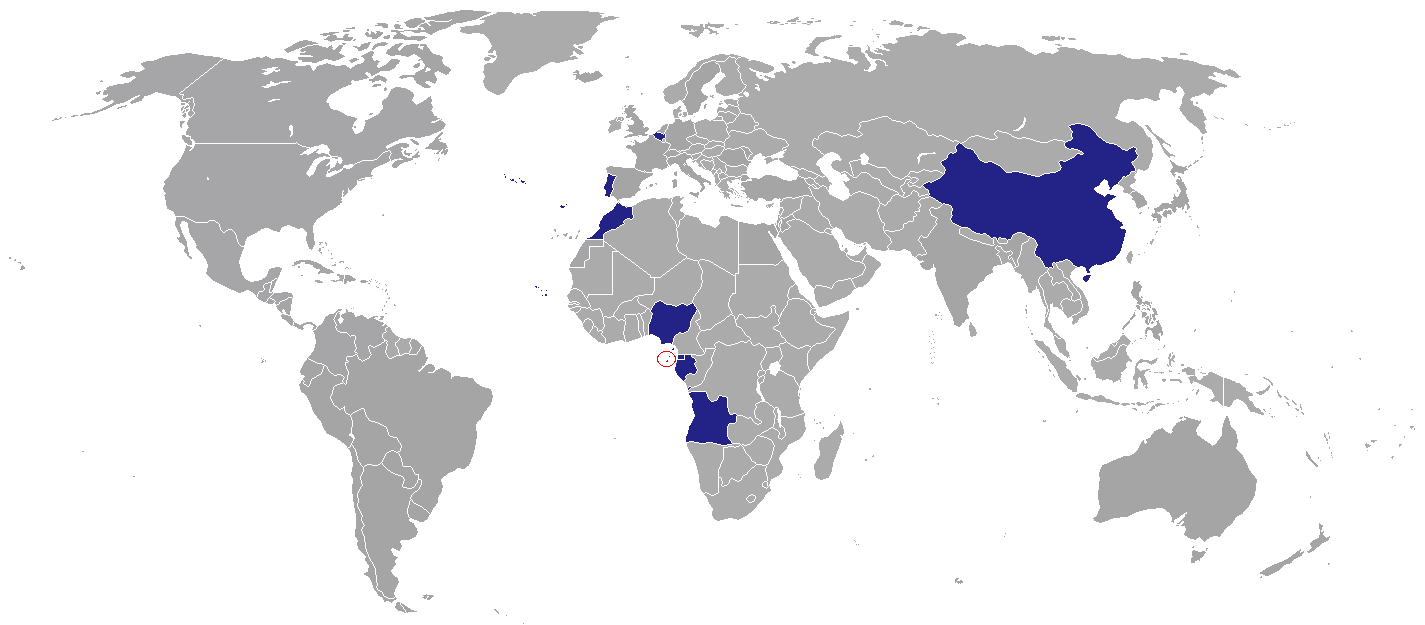
재외공관 설치 현황
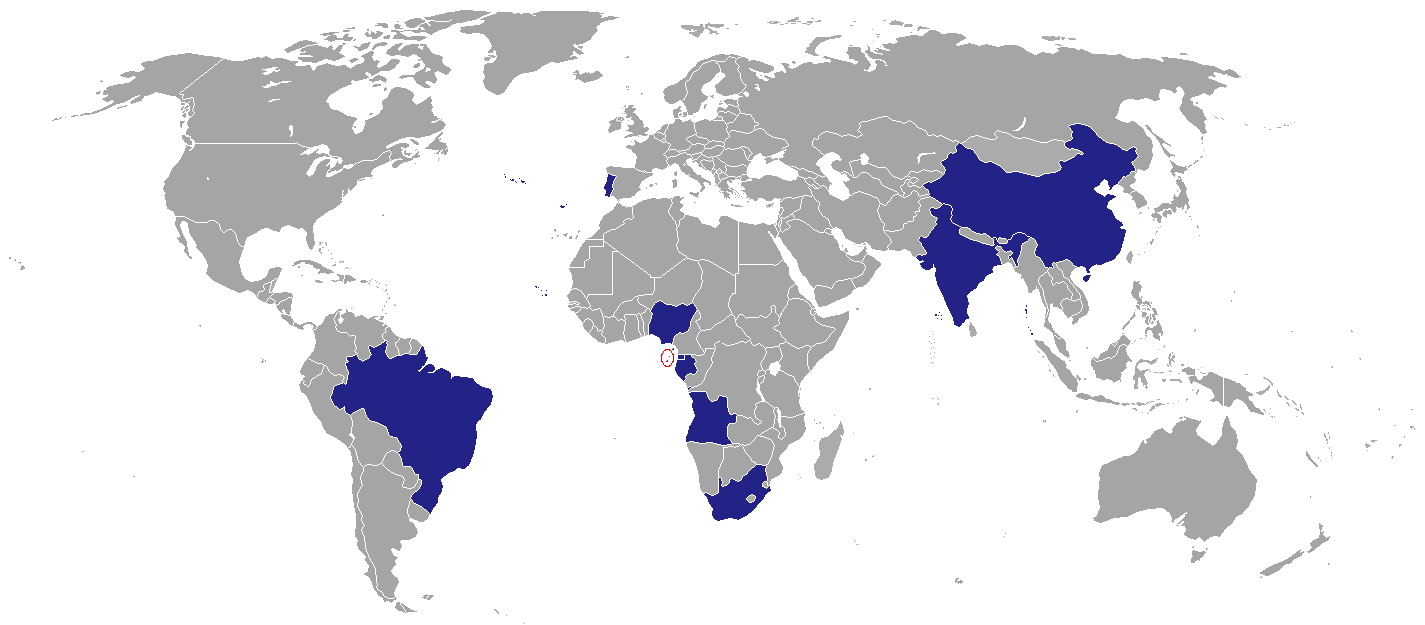
외국공관 유무 현황

수교 현황
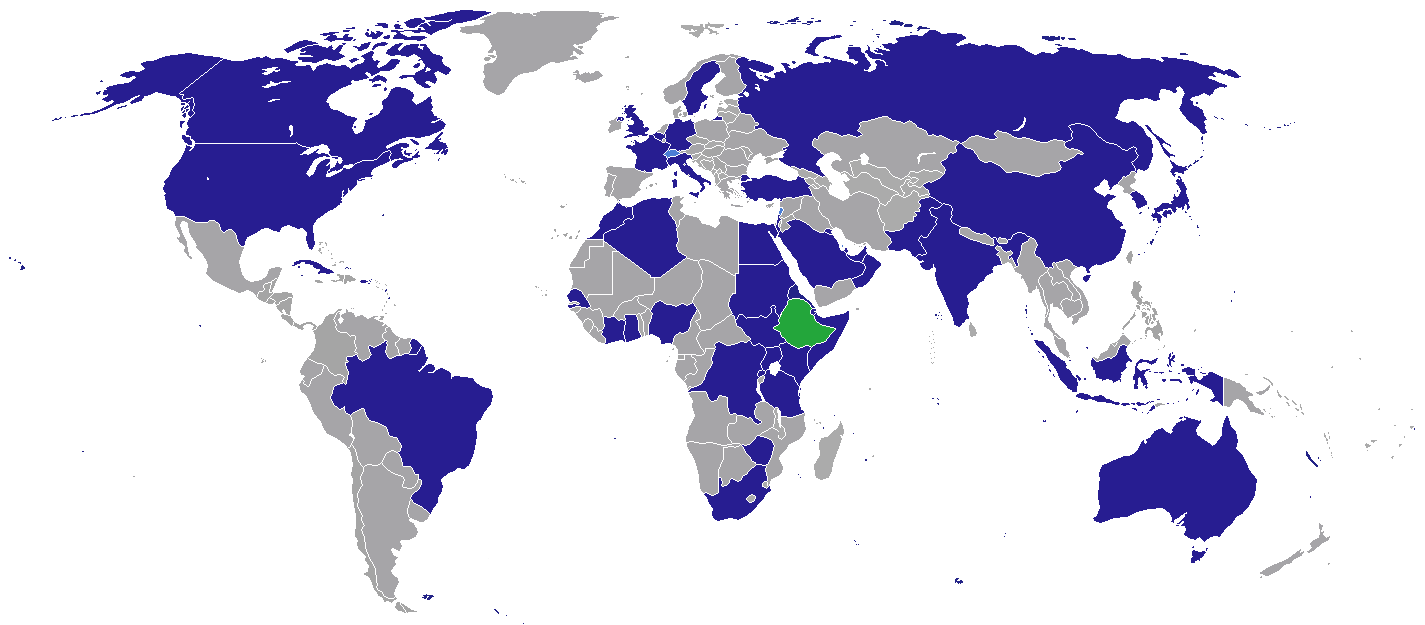
재외공관 설치 현황
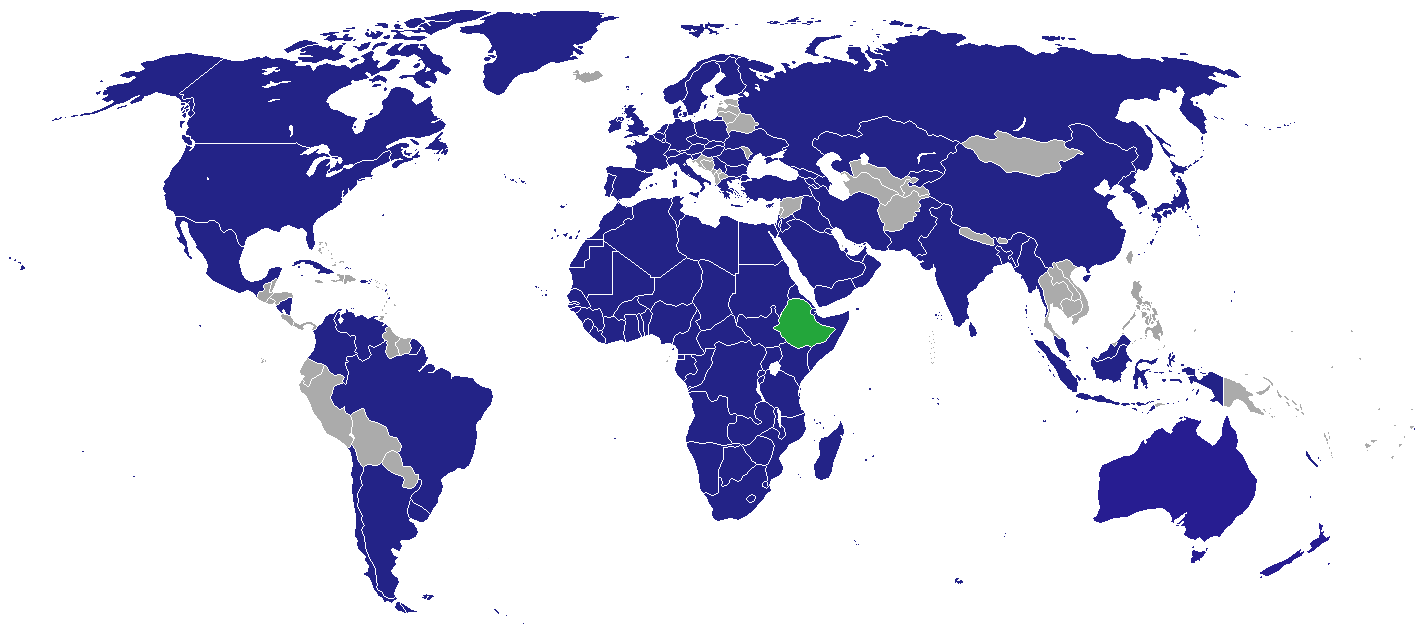
외국공관 유무 현황

수교 현황
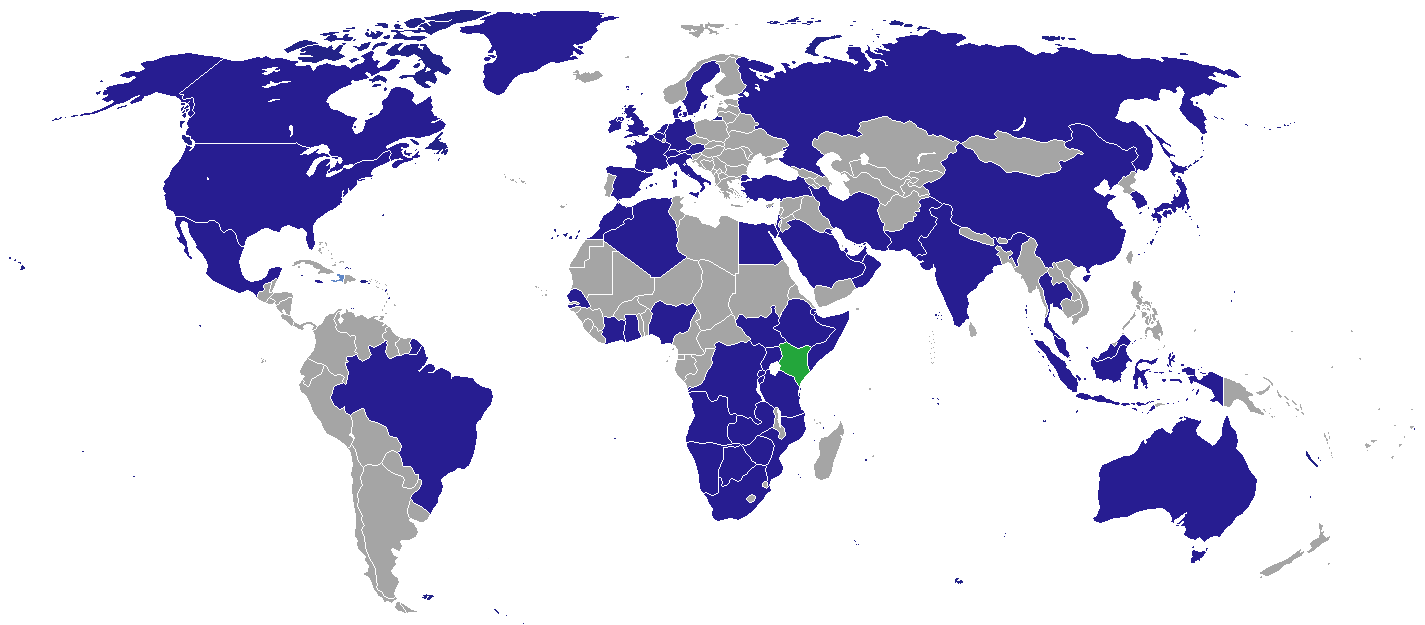
재외공관 설치 현황
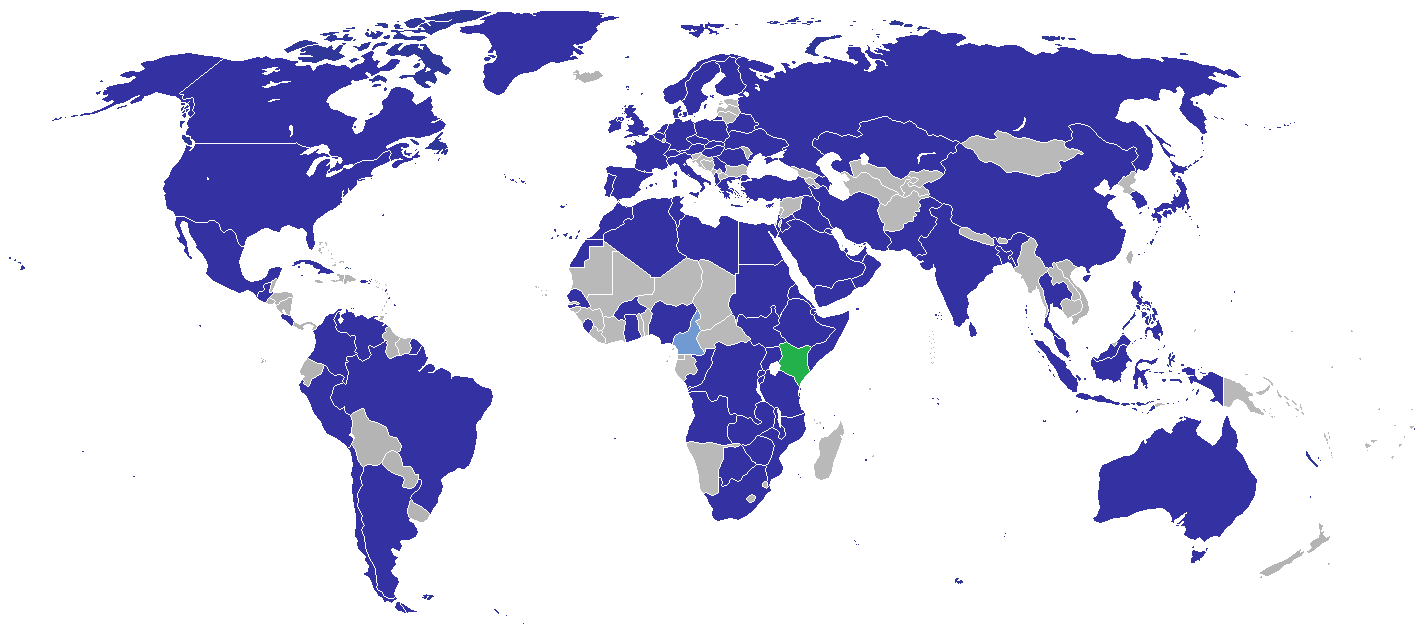
외국공관 유무 현황

수교 현황
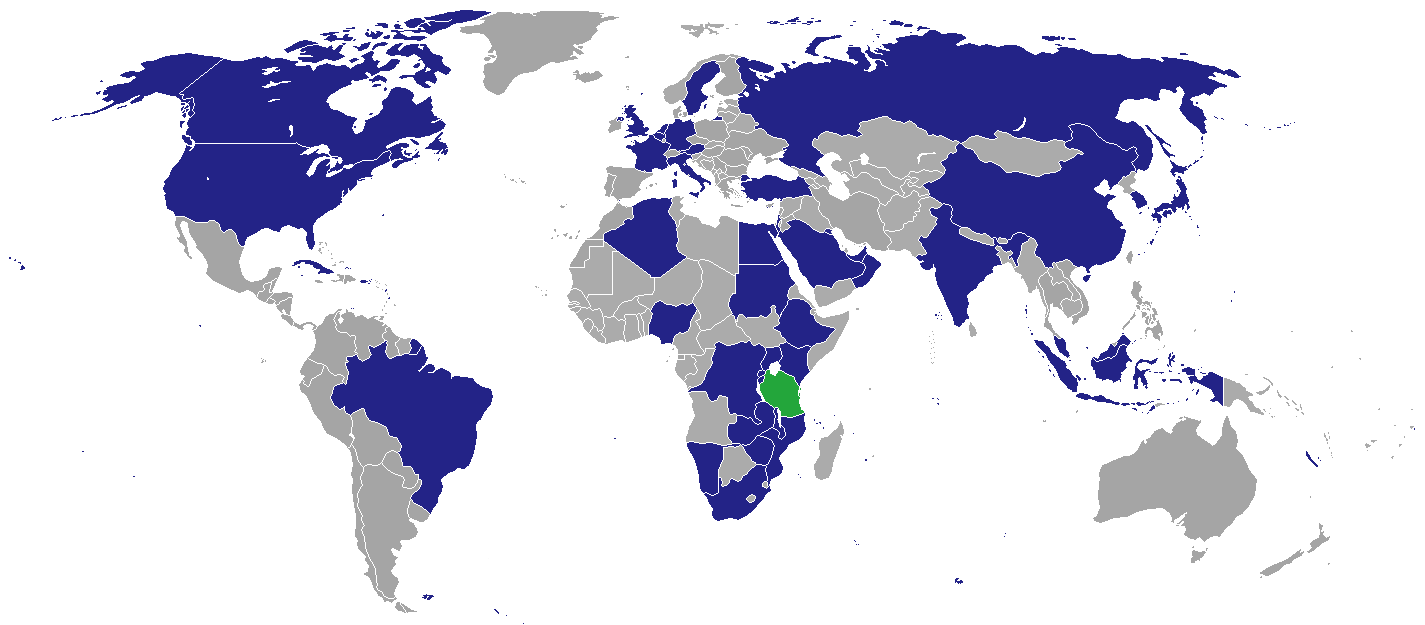
재외공관 설치 현황
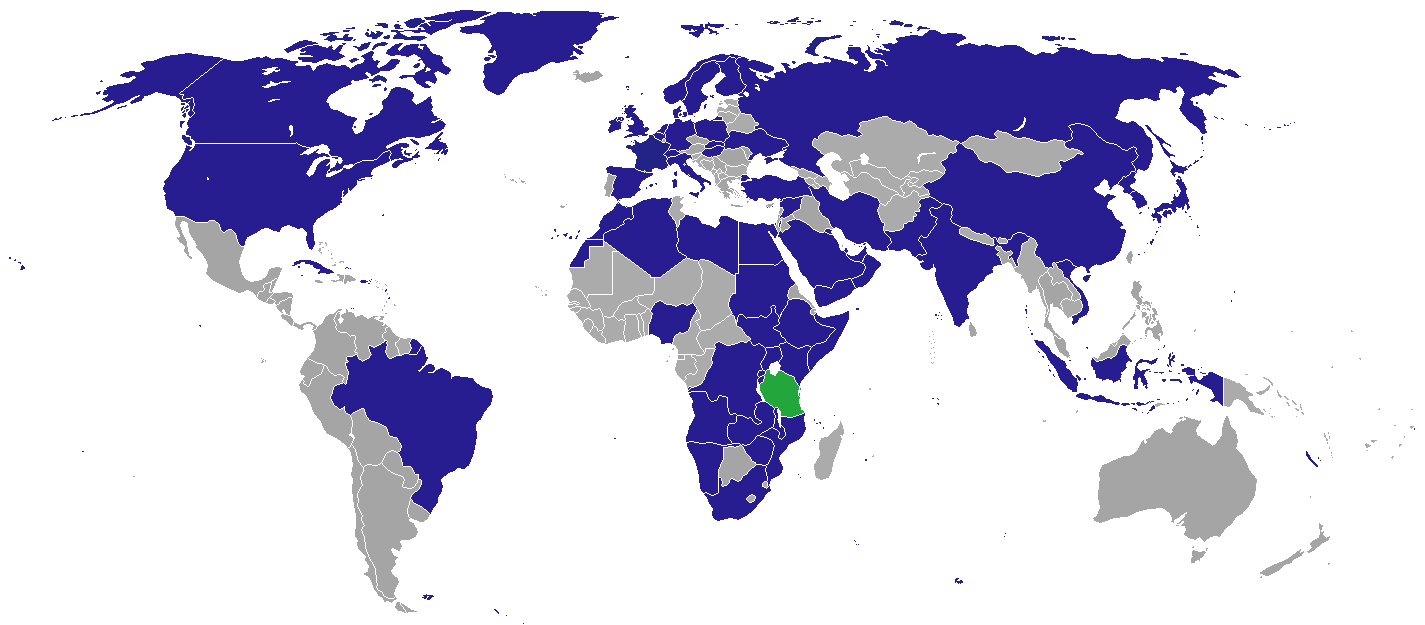
외국공관 유무 현황

수교 현황
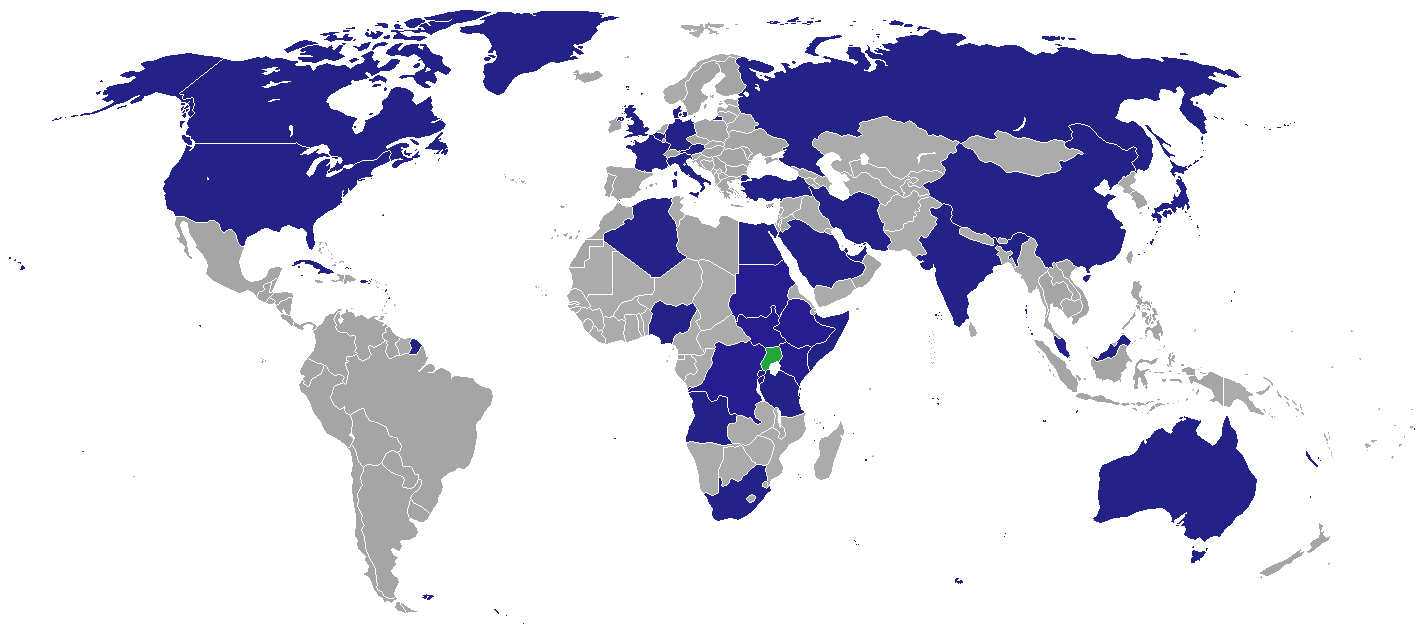
재외공관 설치 현황
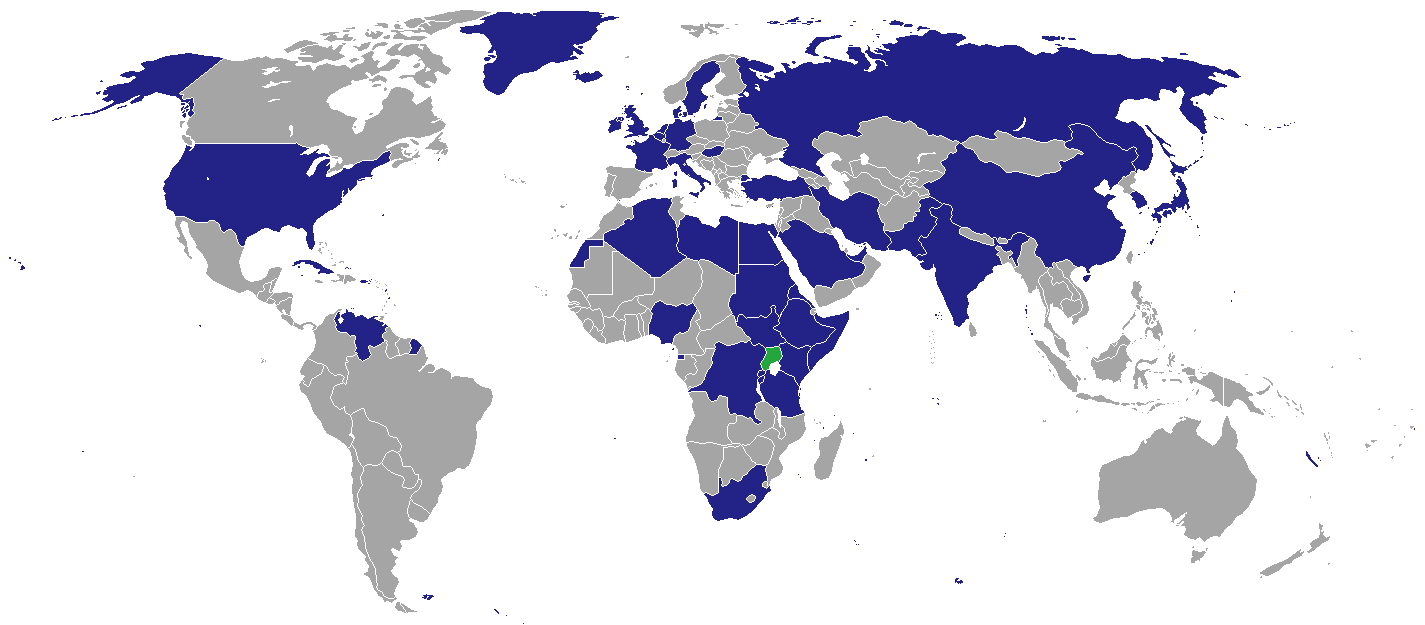
외국공관 유무 현황

수교 현황
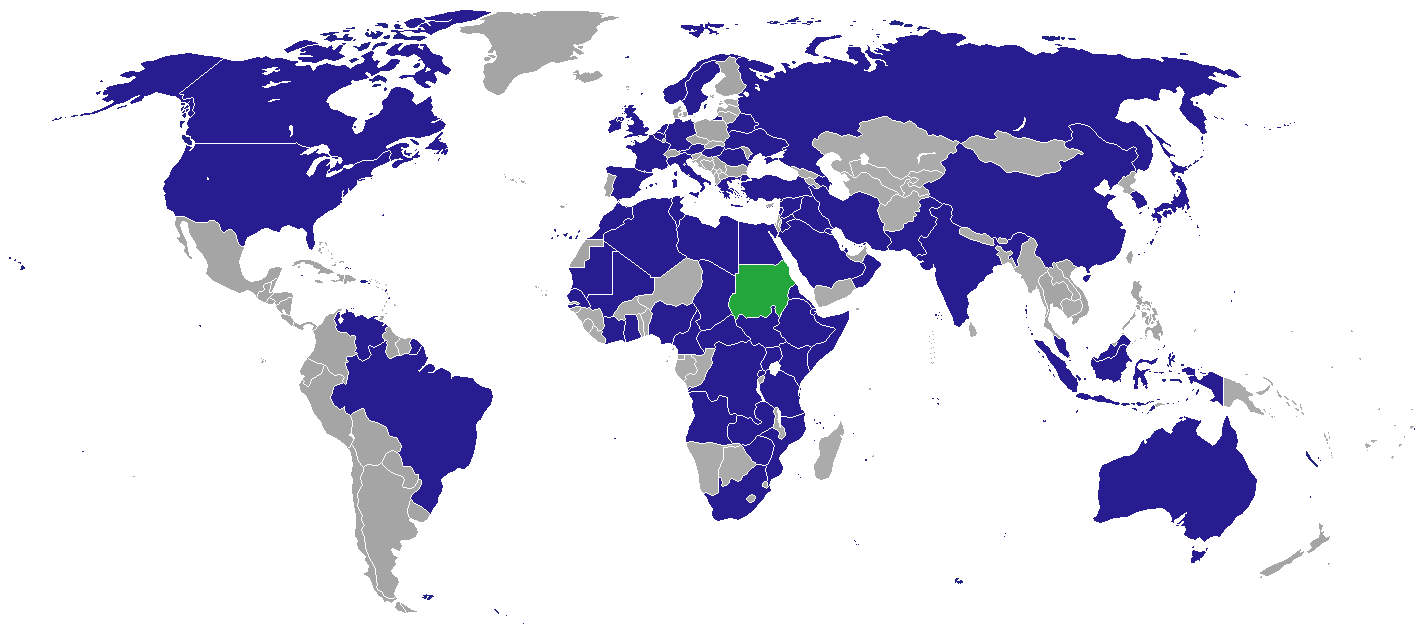
재외공관 설치 현황
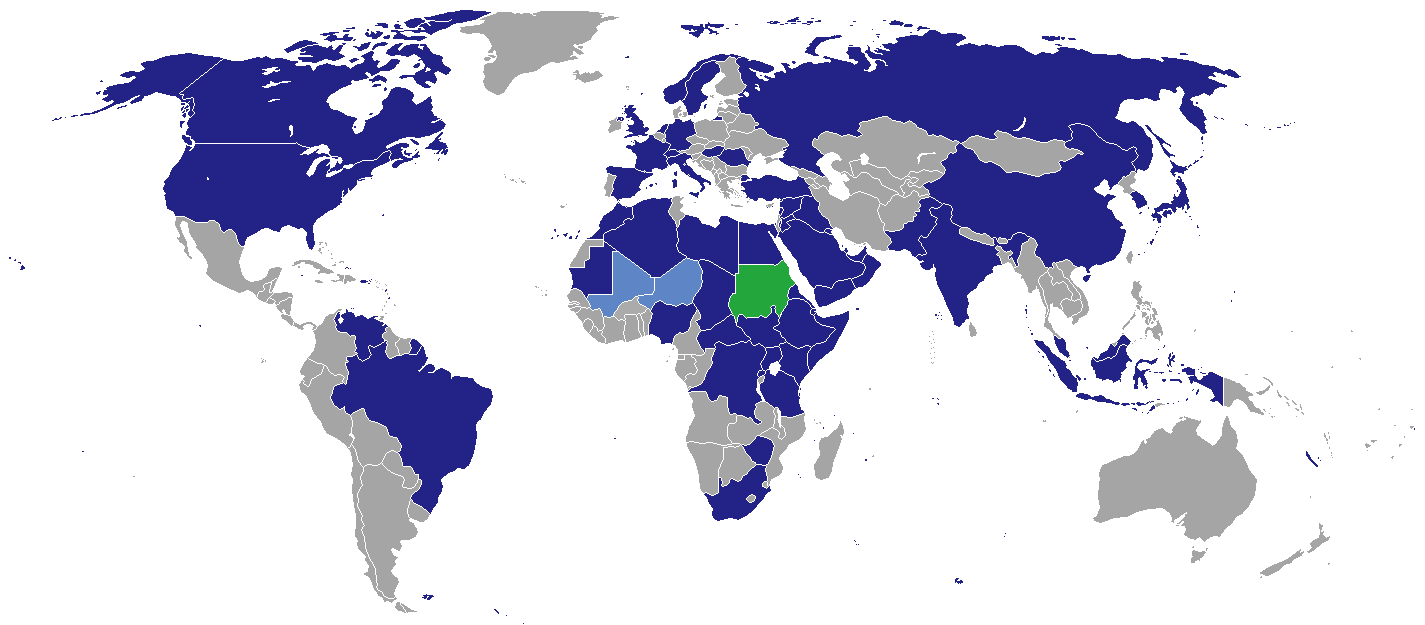
외국공관 유무 현황

수교 현황
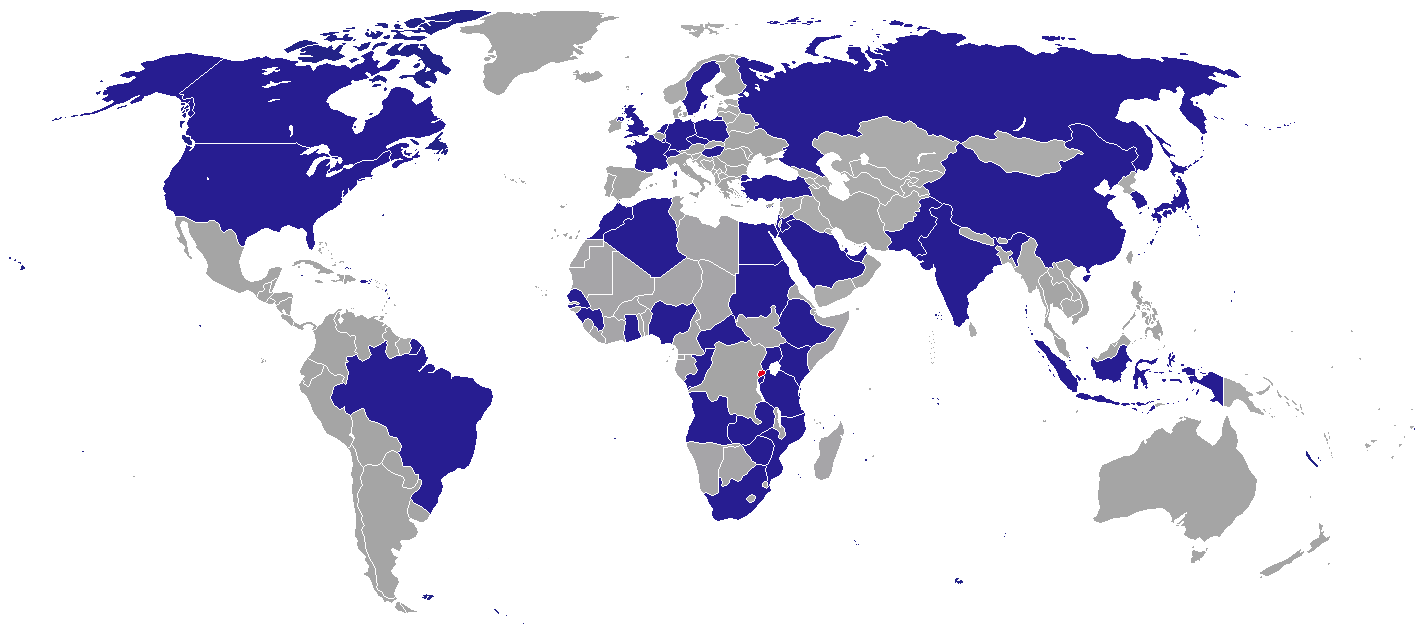
재외공관 설치 현황
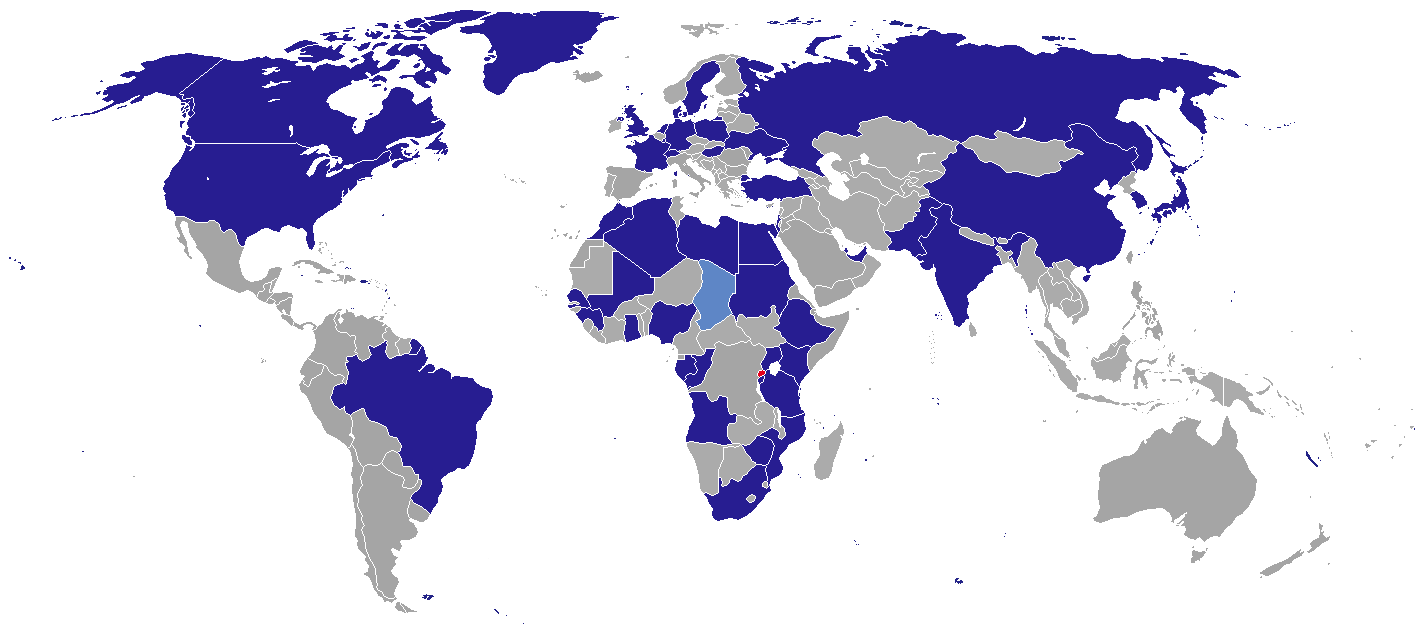
외국공관 유무 현황

수교 현황
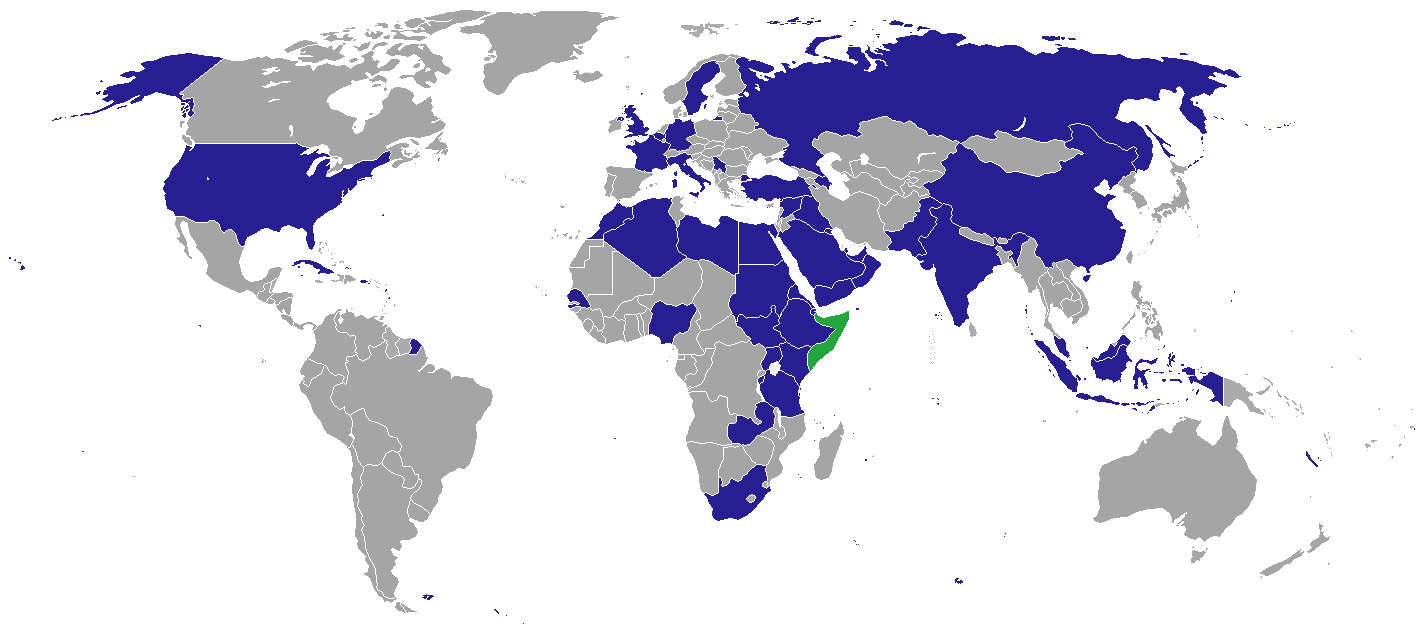
재외공관 설치 현황
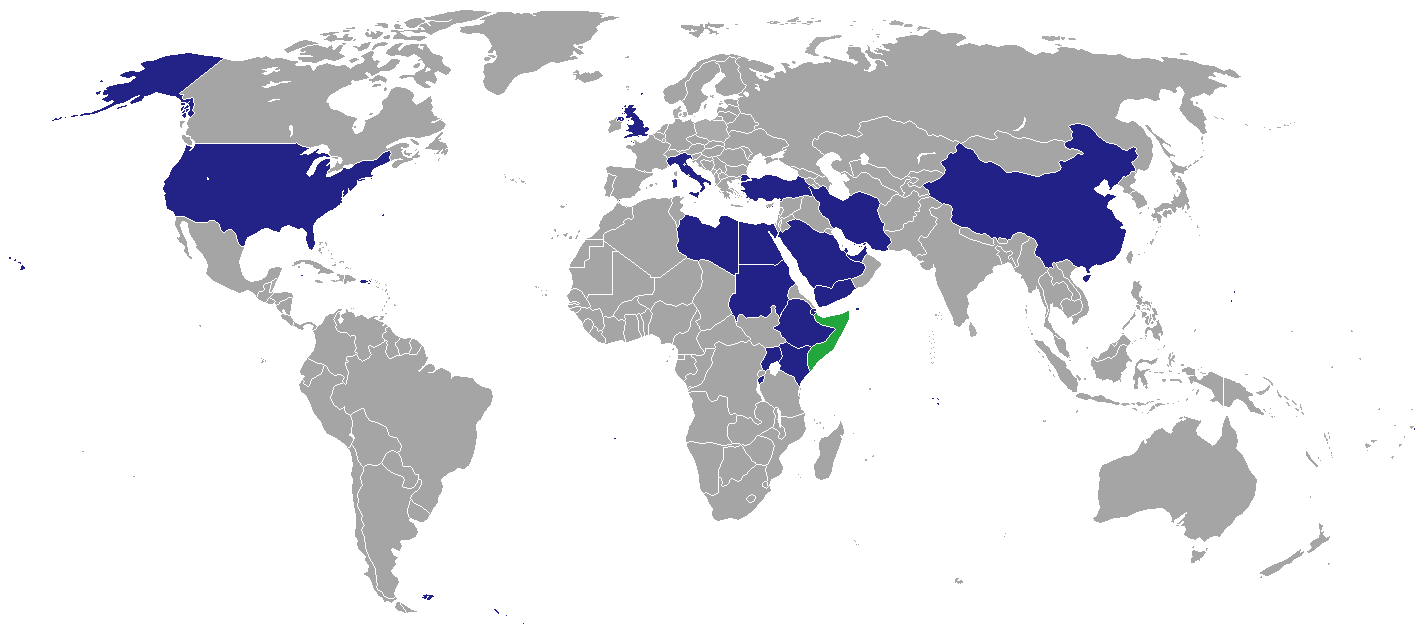
외국공관 유무 현황

수교 현황
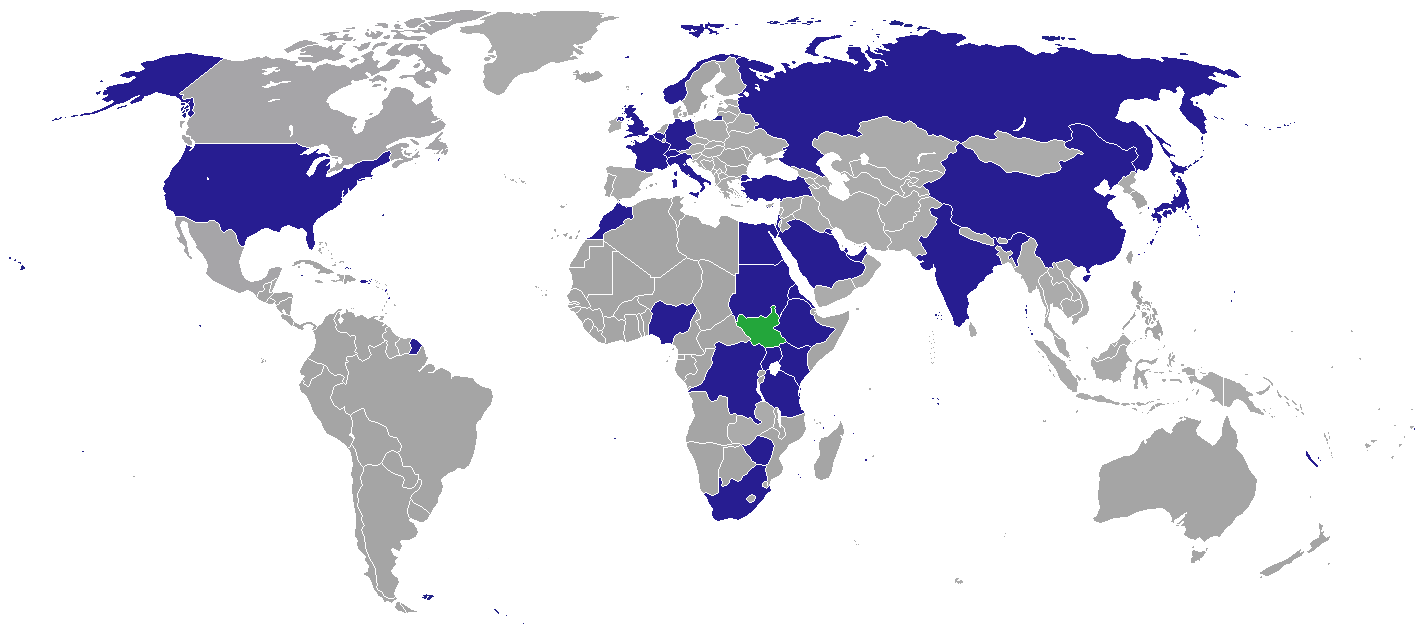
재외공관 설치 현황
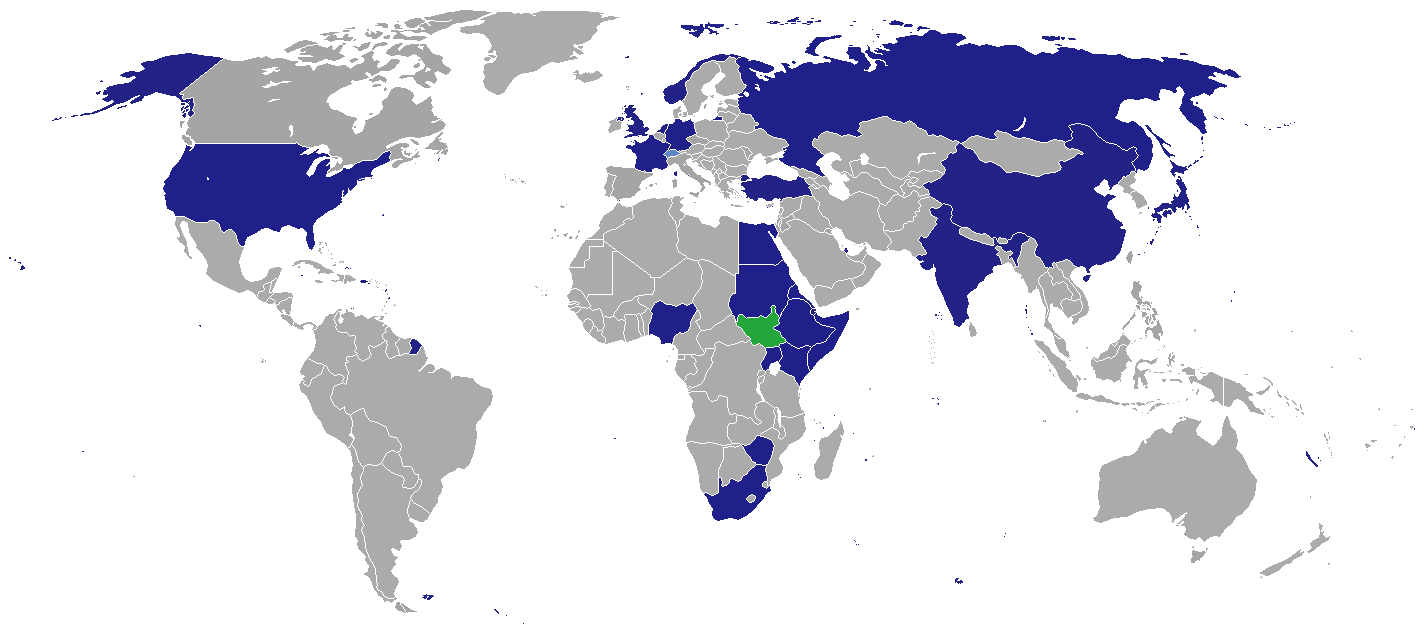
외국공관 유무 현황

수교 현황
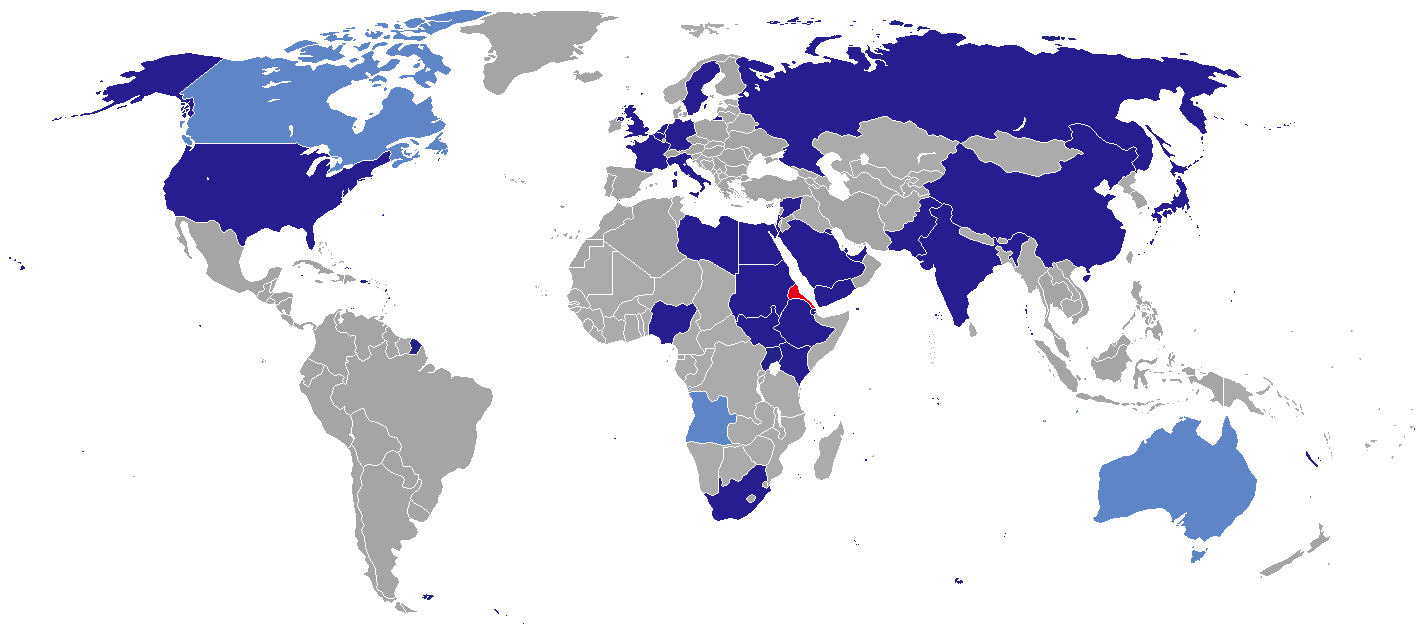
재외공관 설치 현황
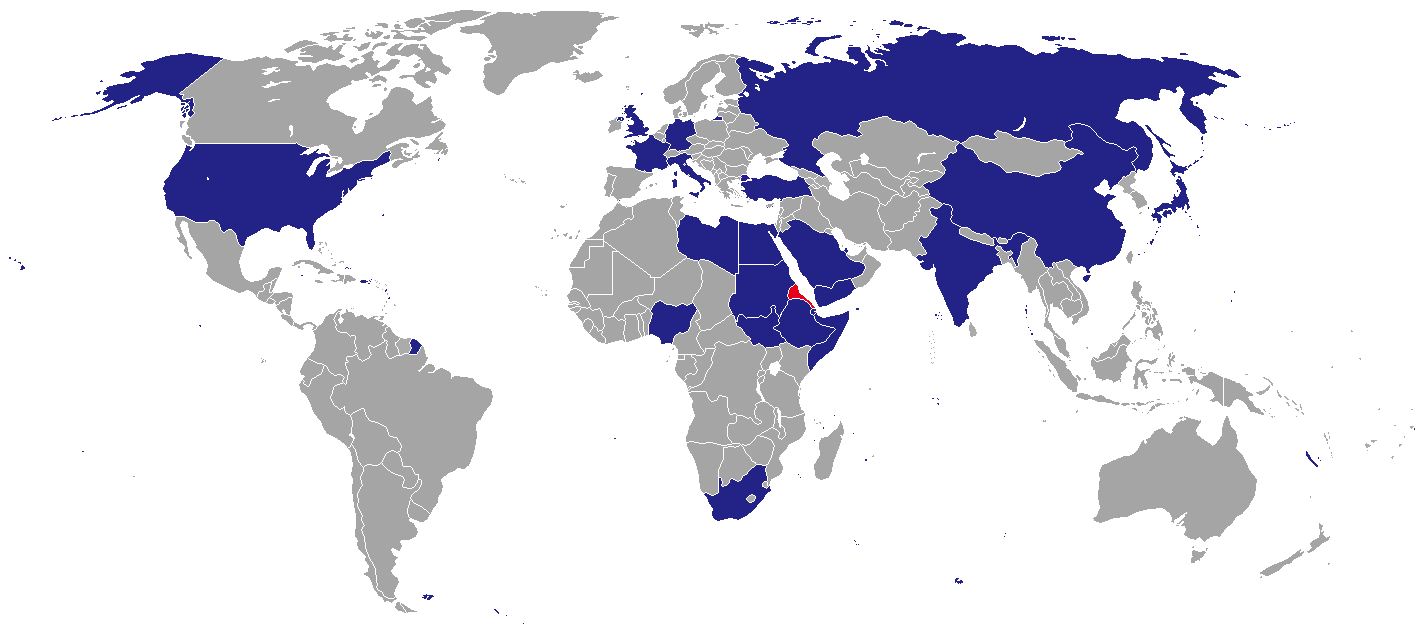
외국공관 유무 현황

수교 현황
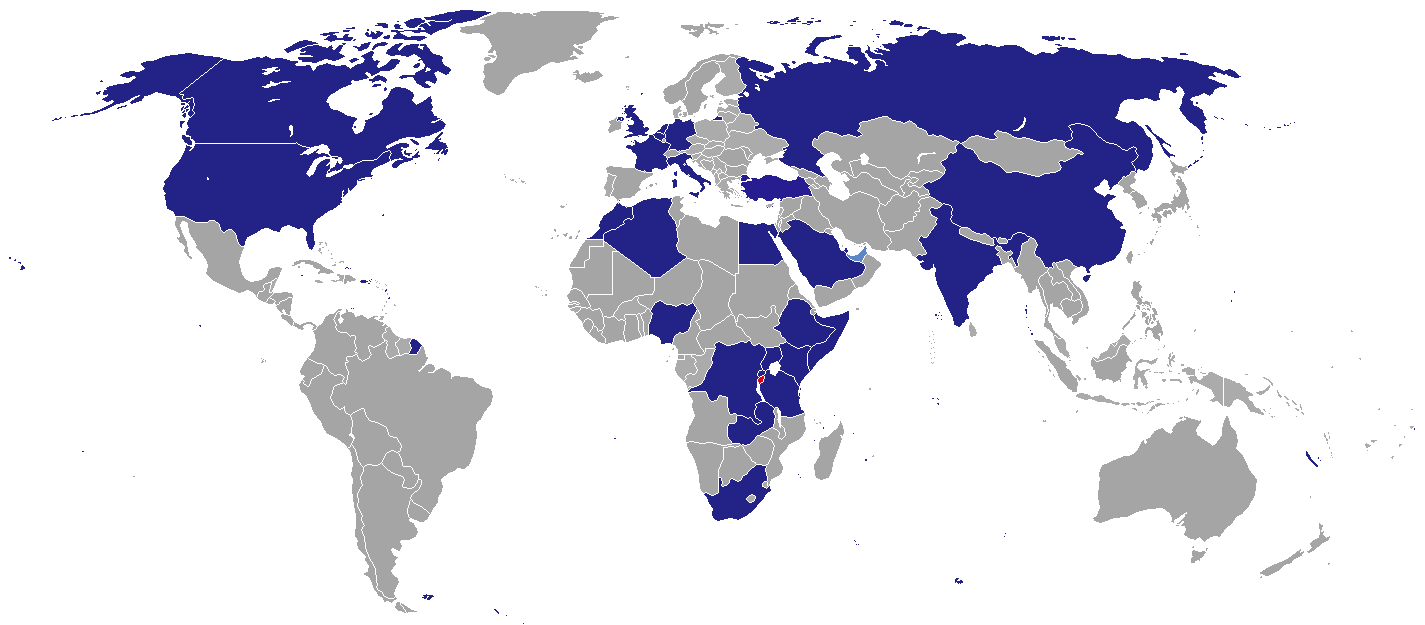
재외공관 설치 현황
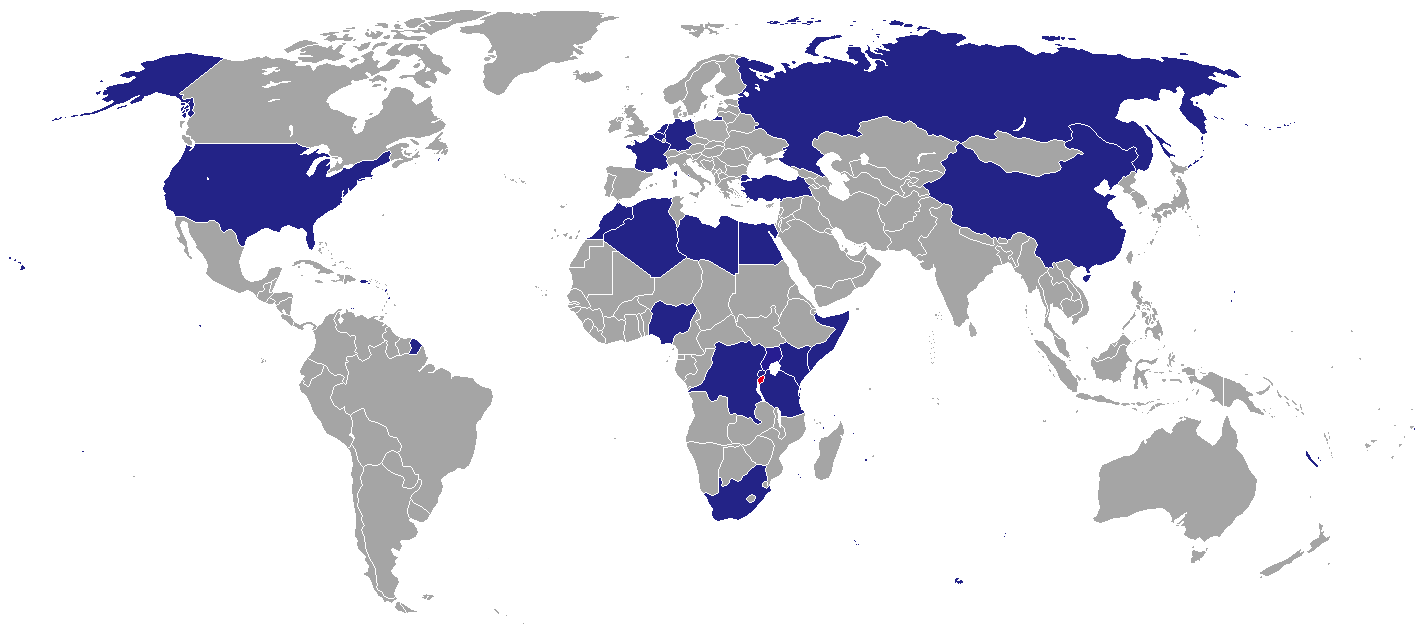
외국공관 유무 현황

수교 현황
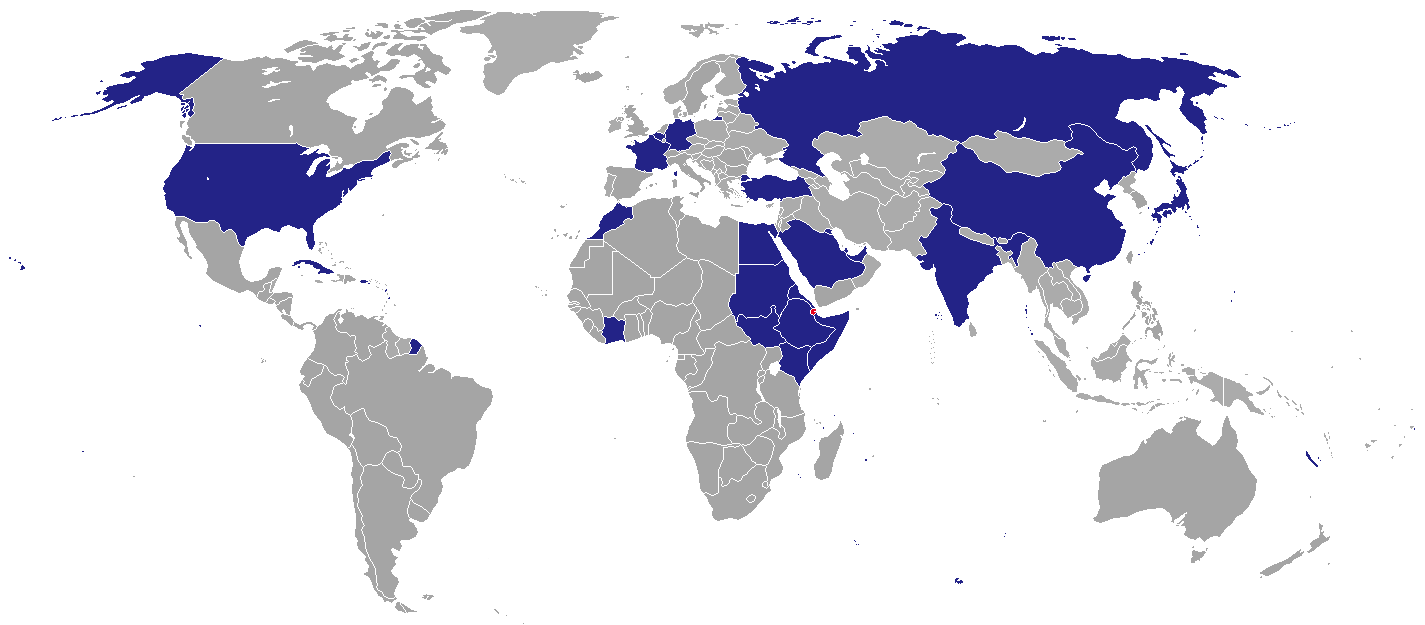
재외공관 설치 현황
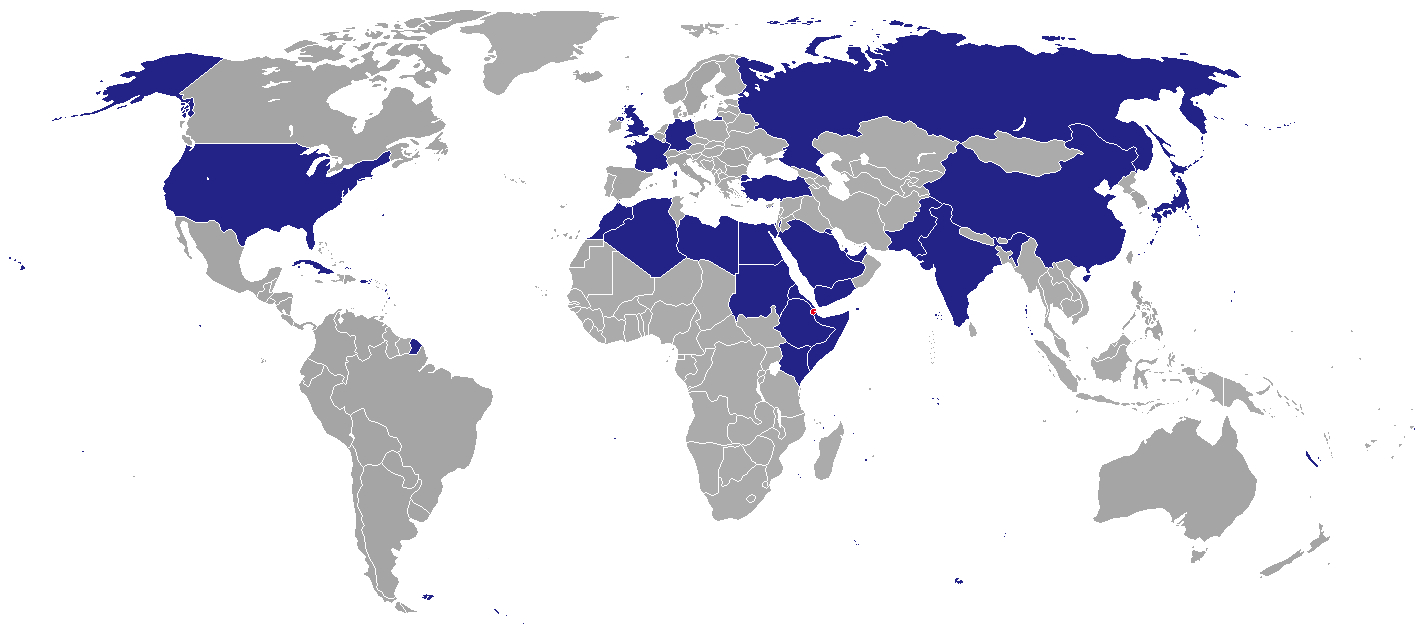
외국공관 유무 현황

수교 현황
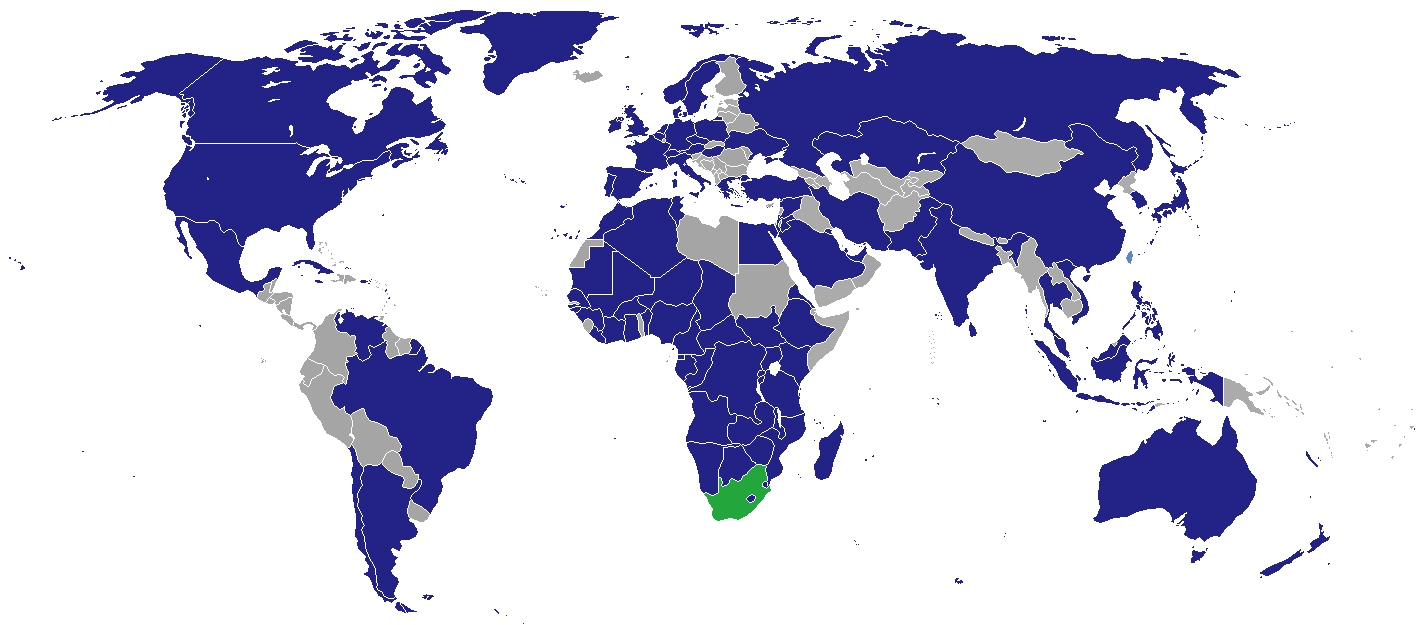
재외공관 설치 현황
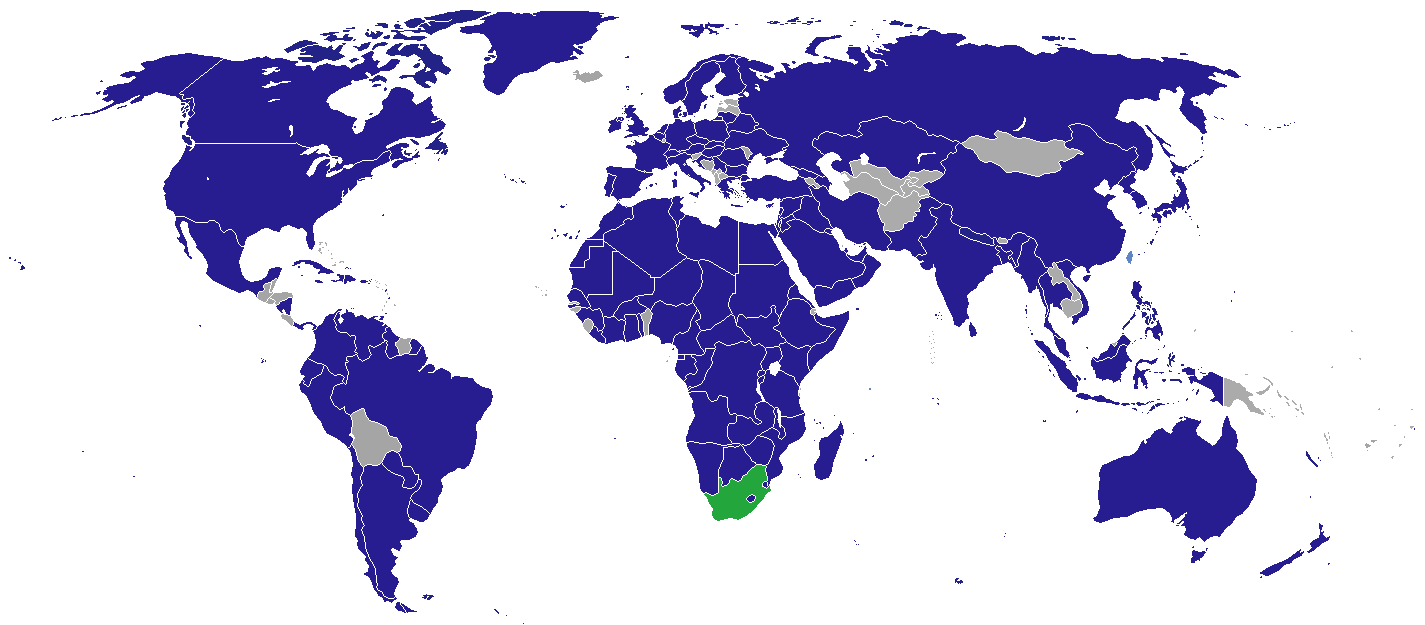
외국공관 유무 현황

수교 현황
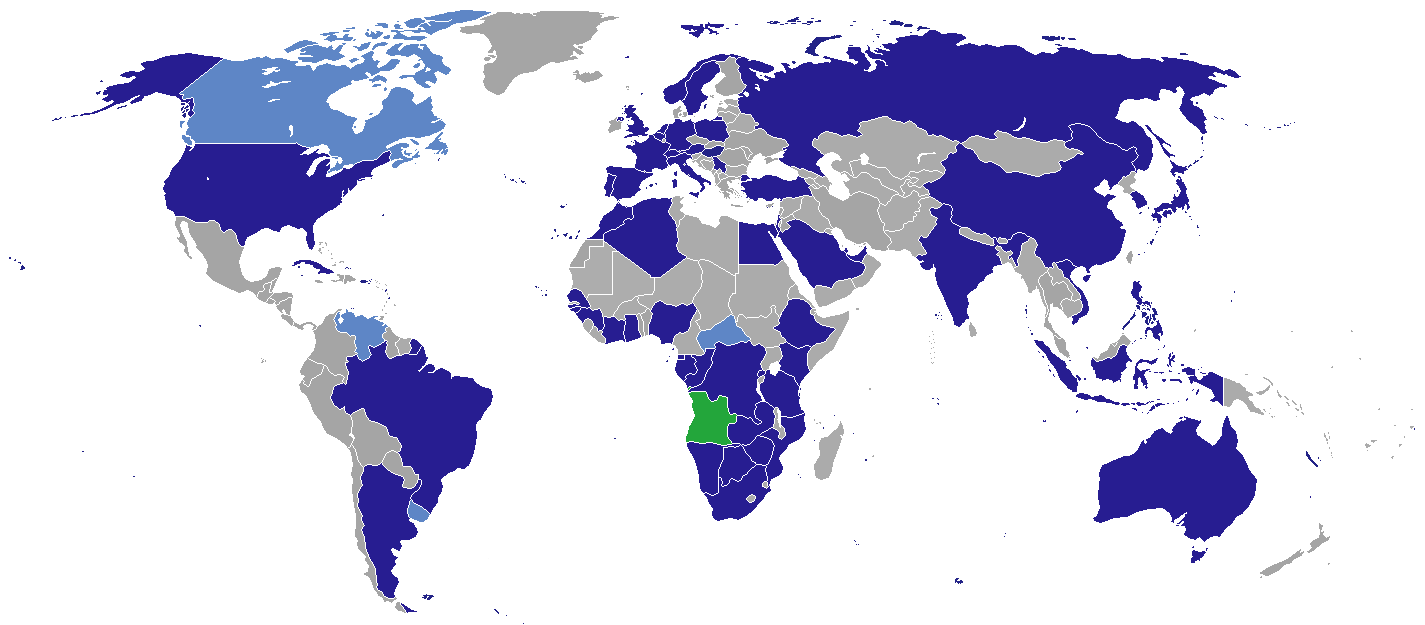
재외공관 설치 현황
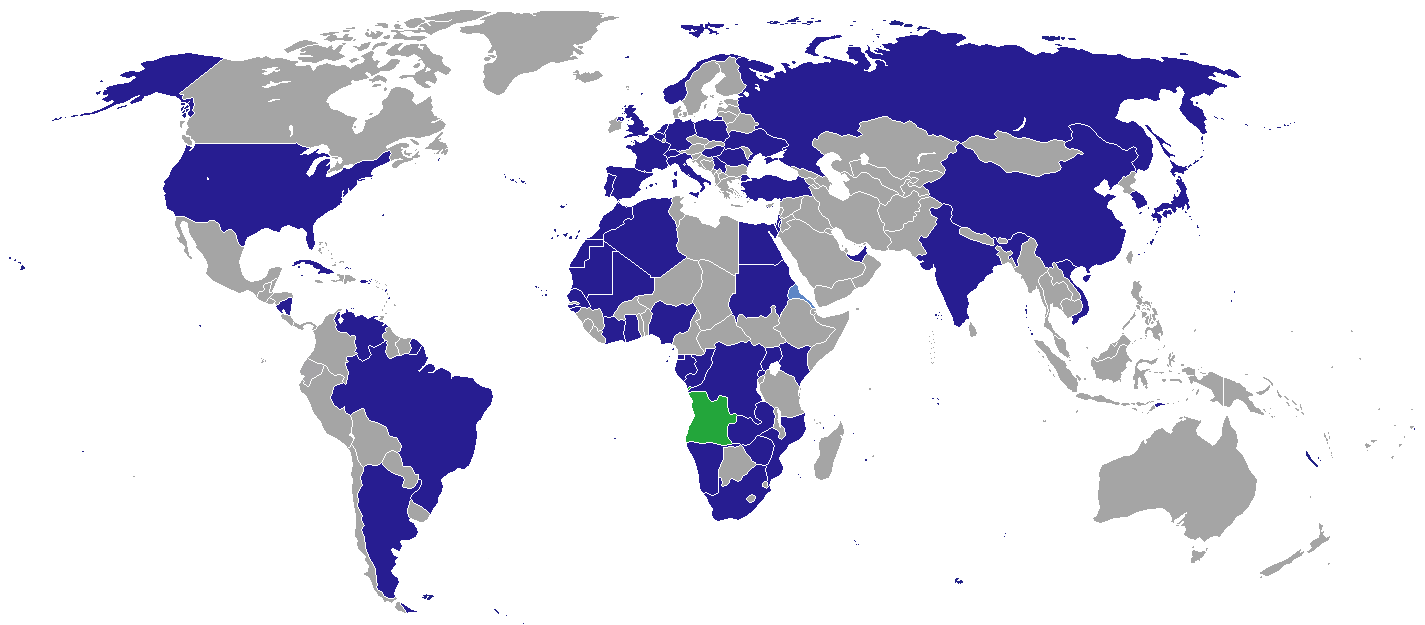
외국공관 유무 현황\

수교 현황
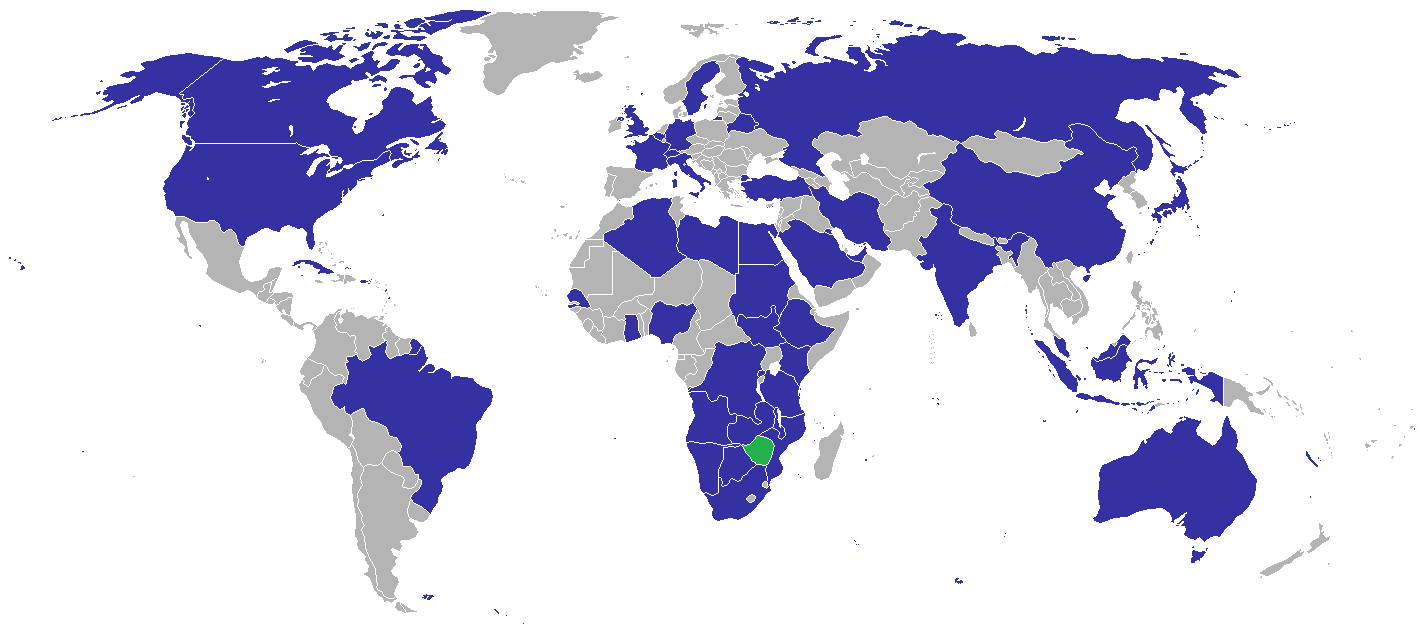
재외공관 설치 현황
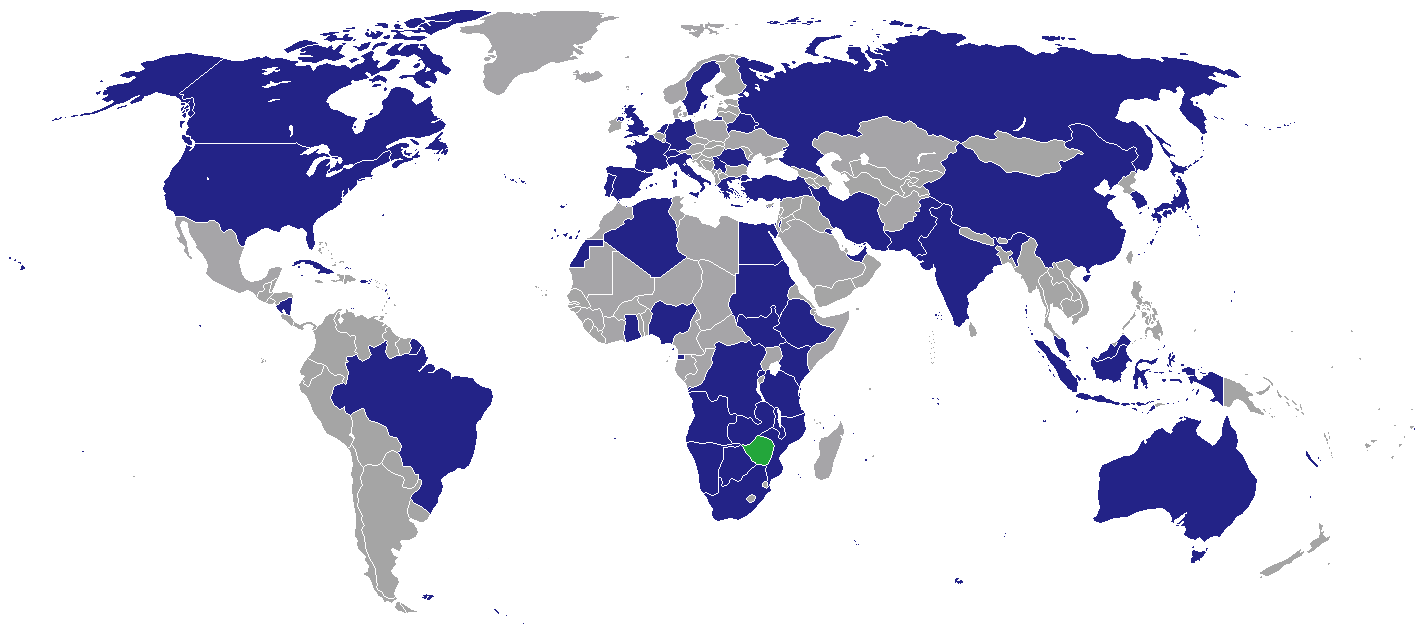
외국공관 유무 현황

수교 현황
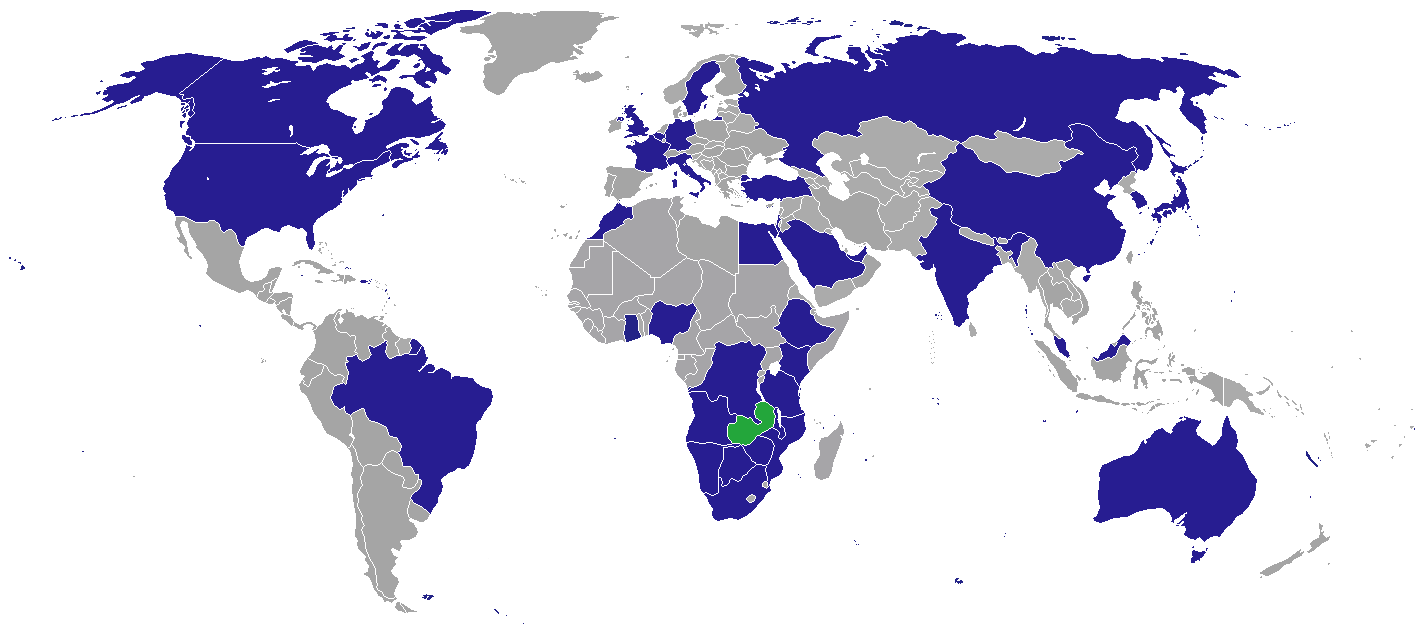
재외공관 설치 현황
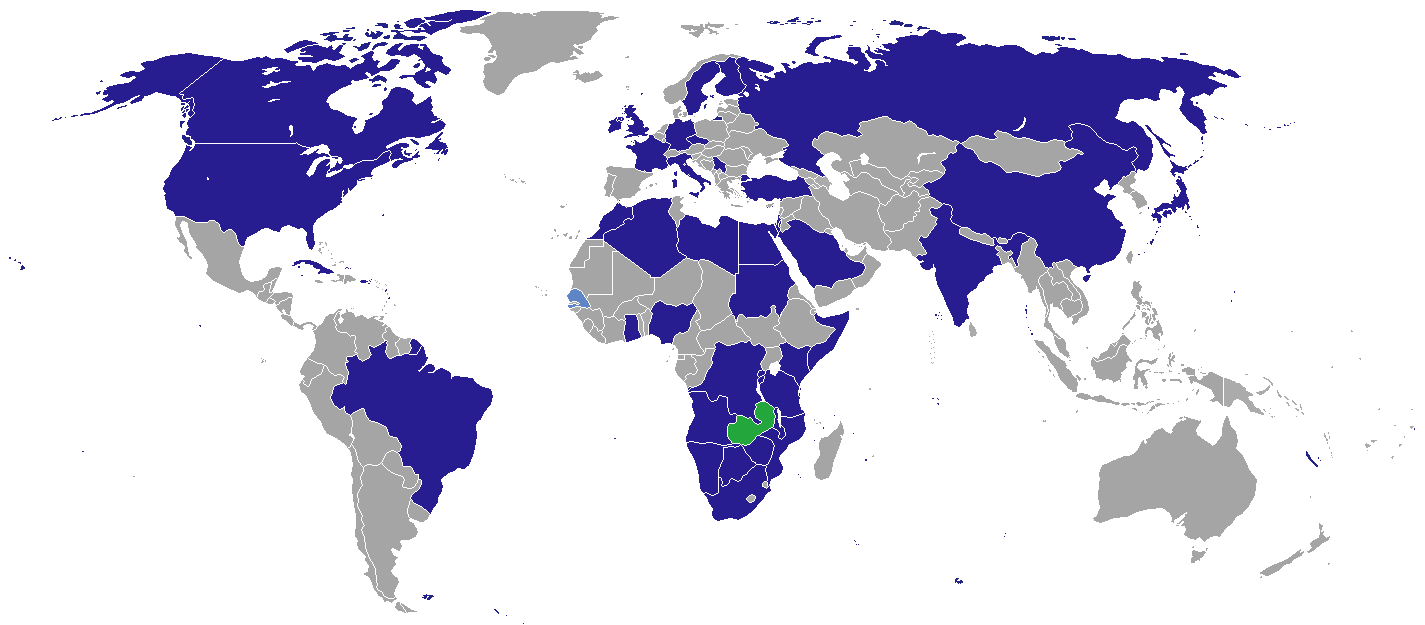
외국공관 유무 현황

수교 현황
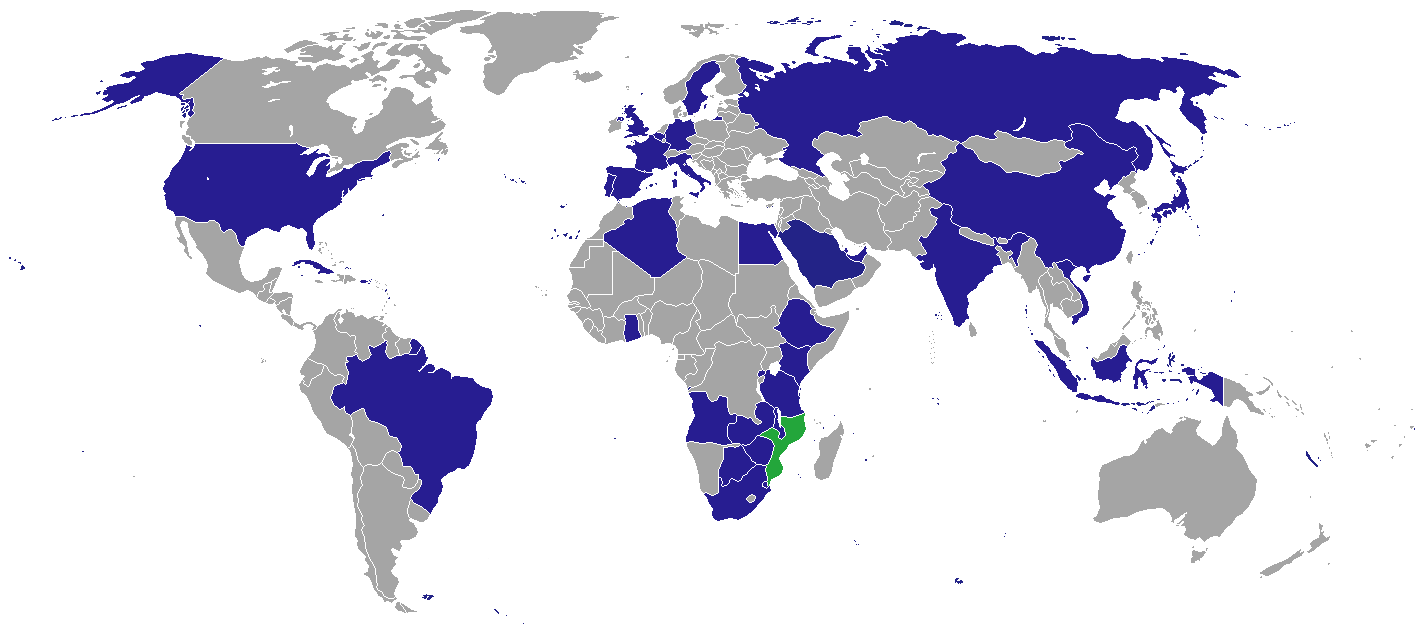
재외공관 설치 현황
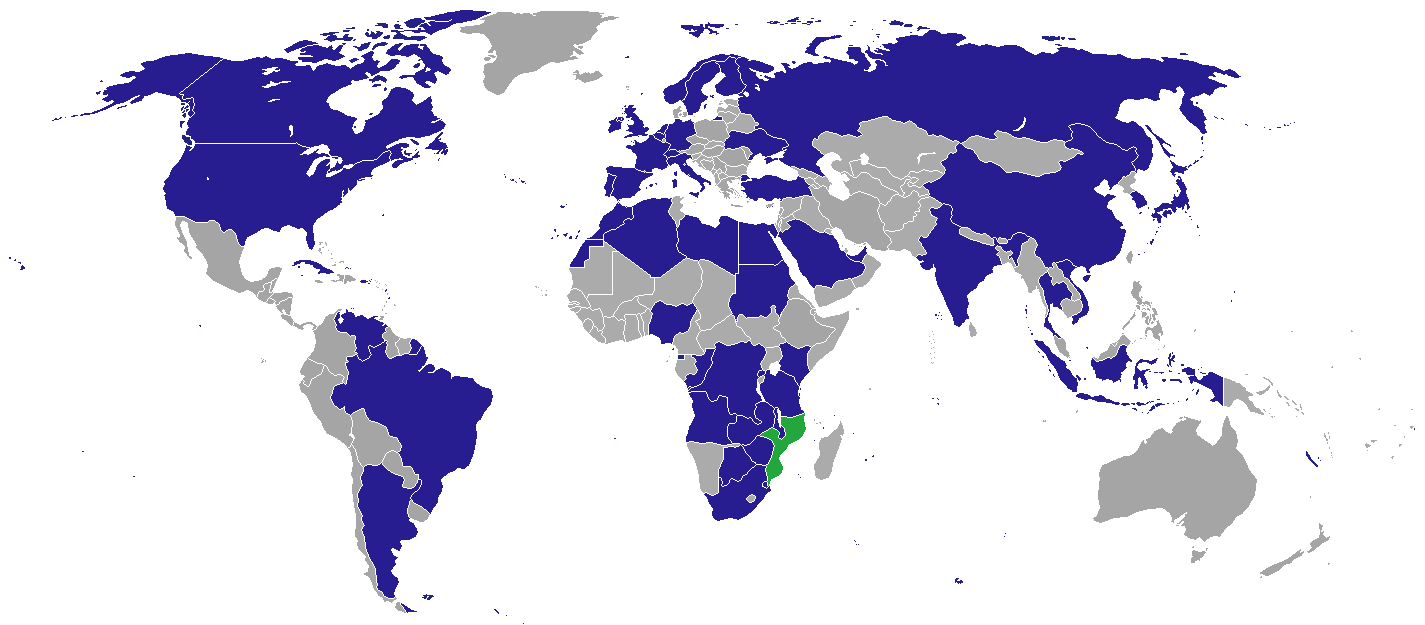
외국공관 유무 현황

수교 현황
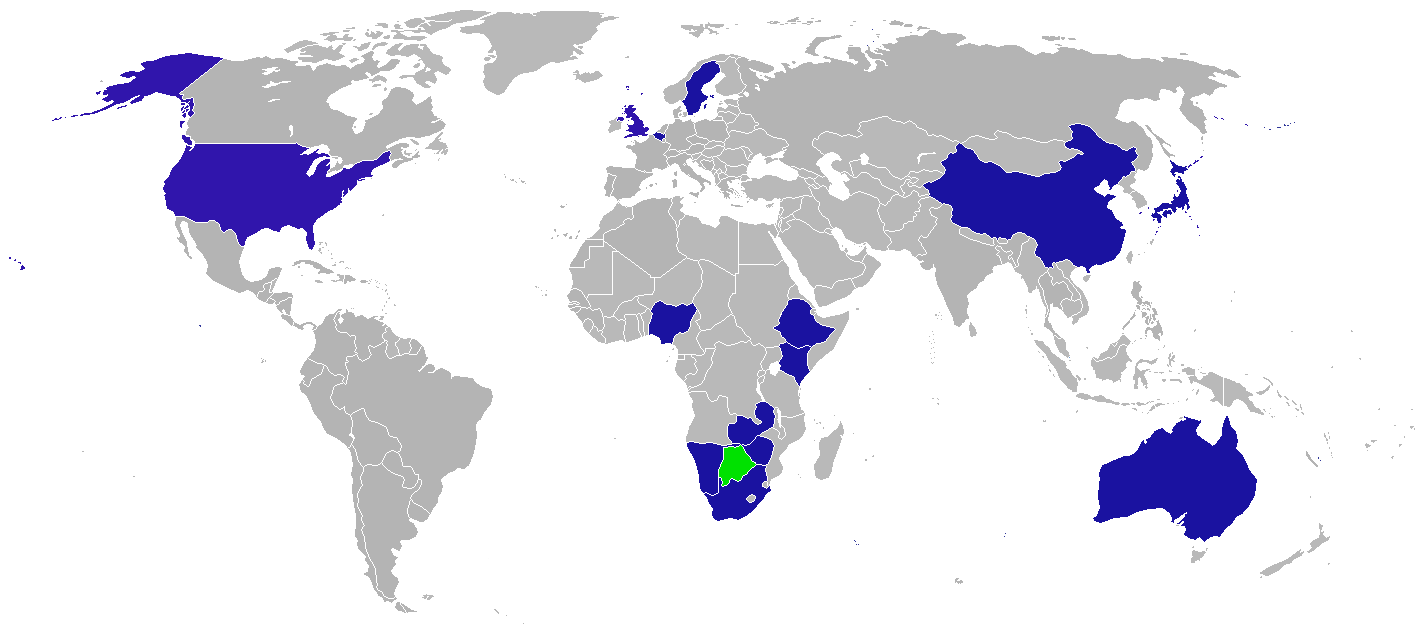
재외공관 설치 현황
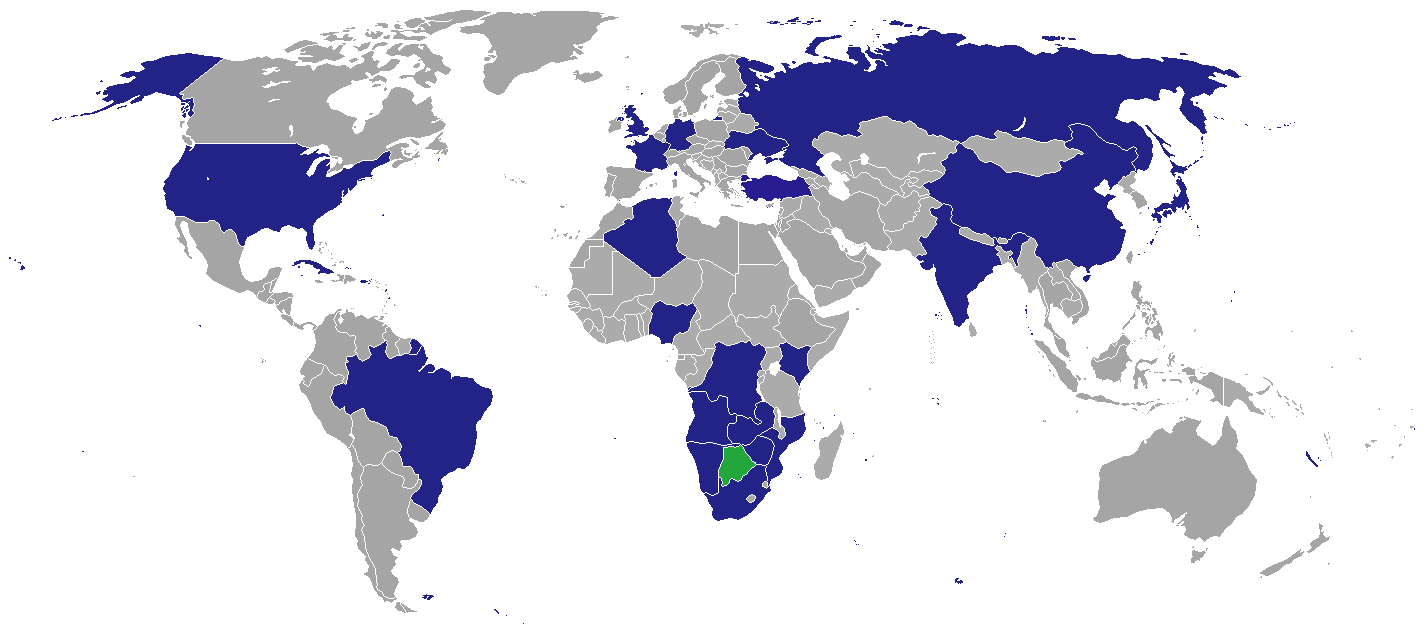
외국공관 유무 현황

수교 현황
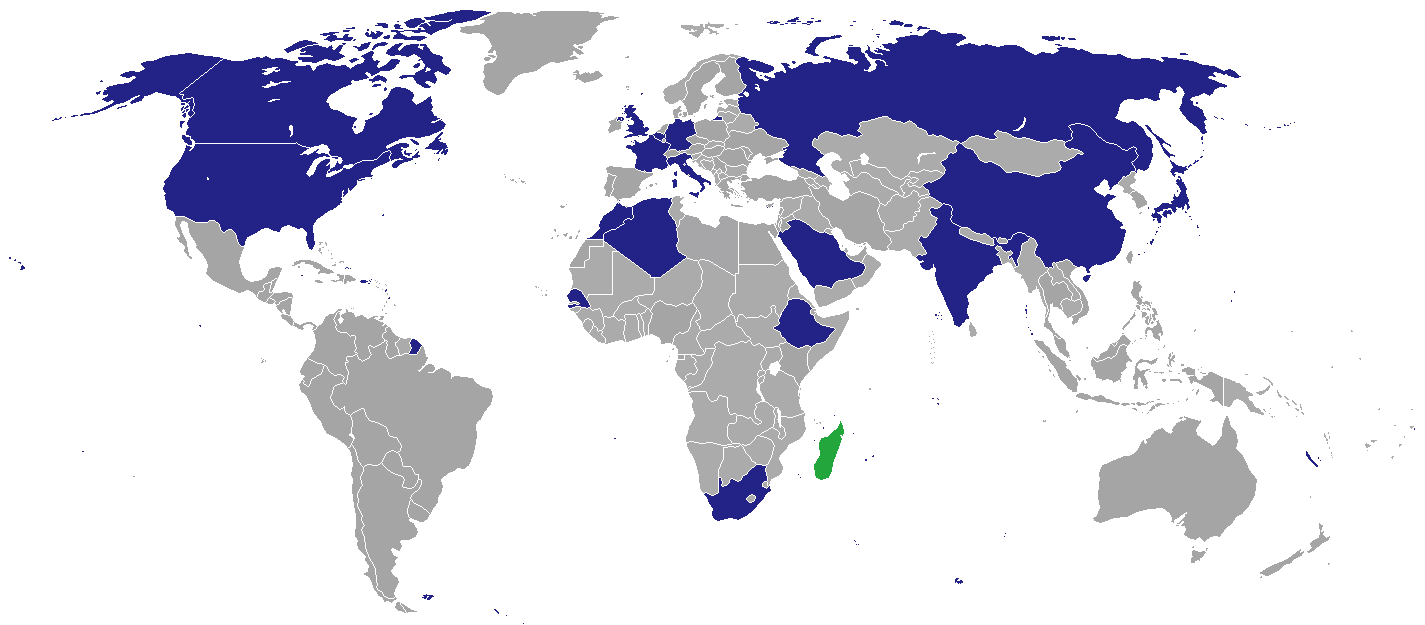
재외공관 설치 현황
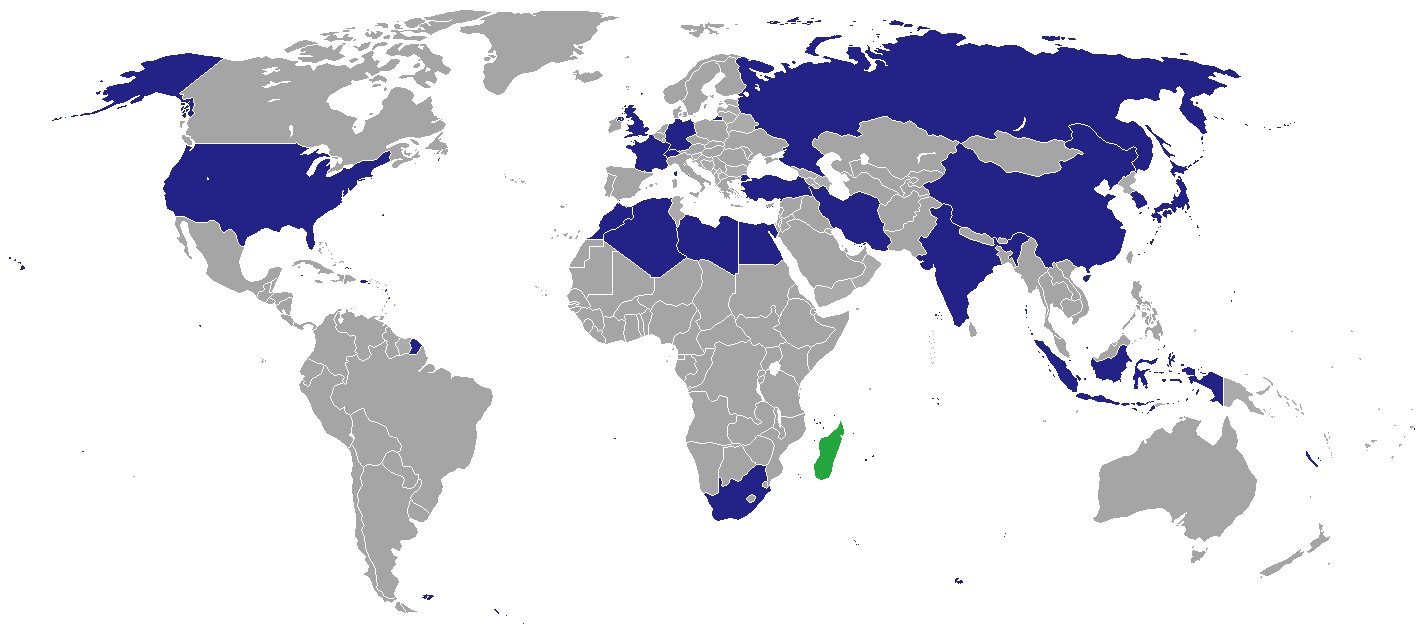
외국공관 유무 현황

수교 현황
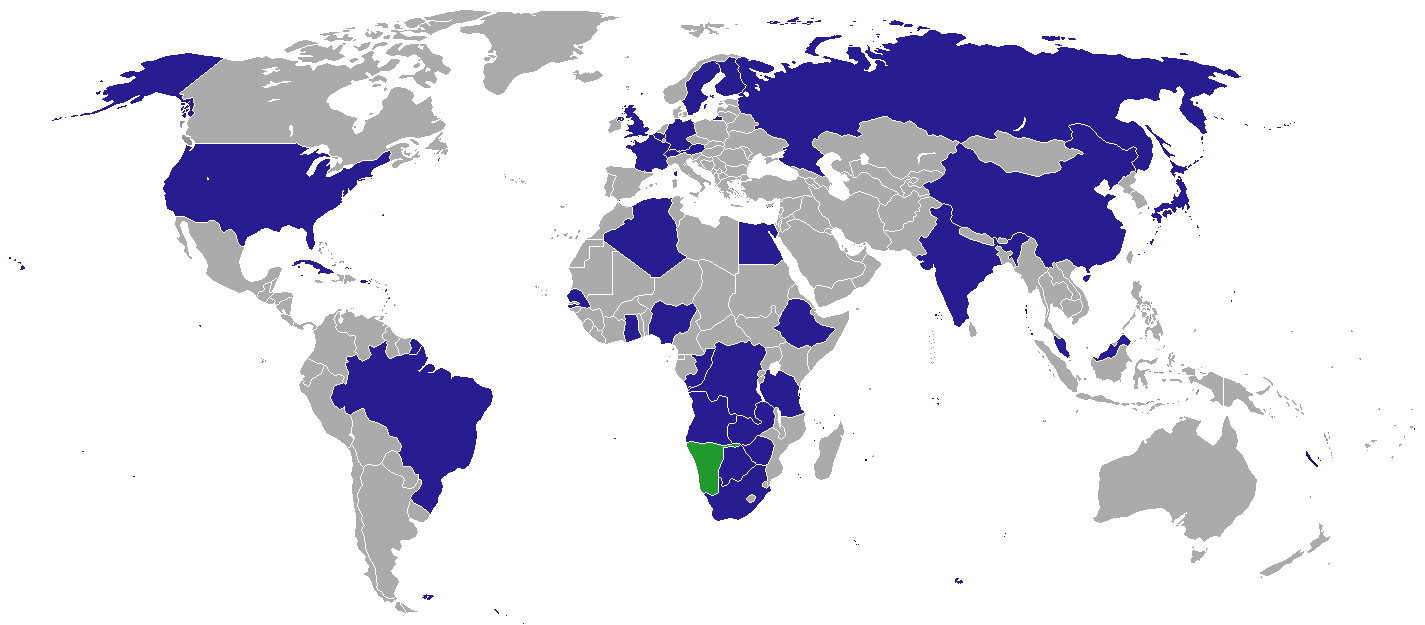
재외공관 설치 현황
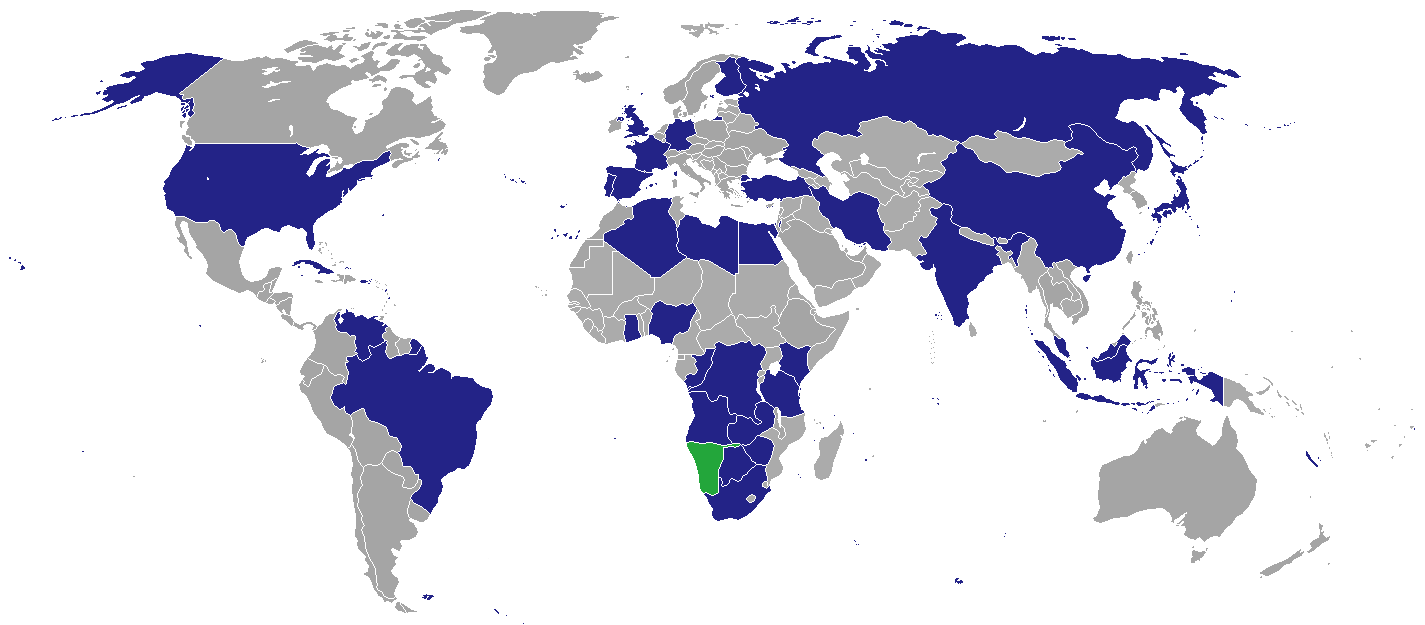
외국공관 유무 현황

수교 현황
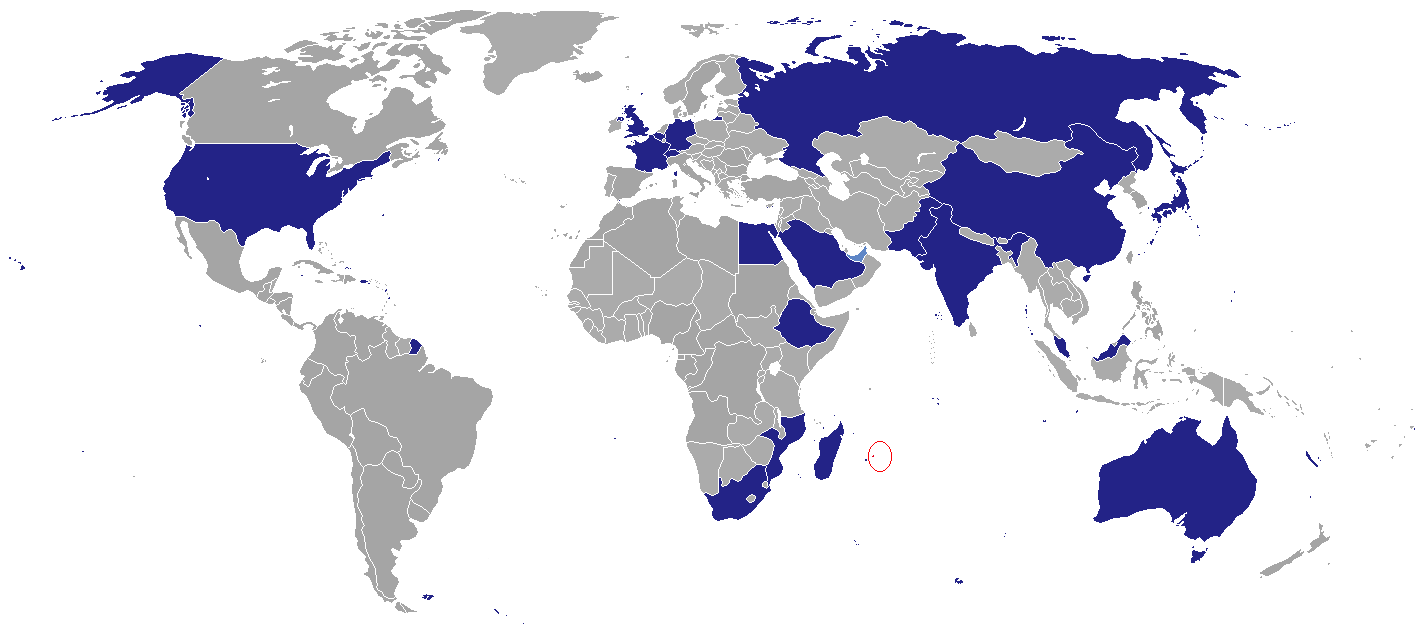
재외공관 설치 현황
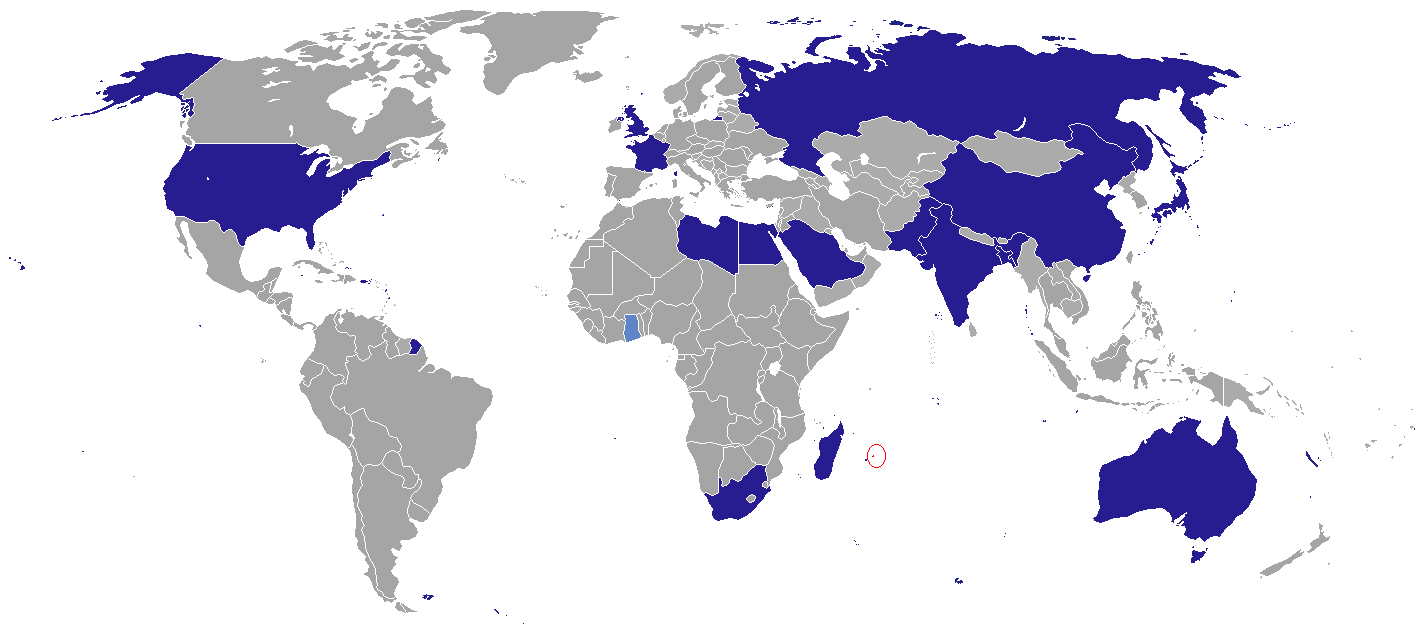
외국공관 유무 현황

수교 현황
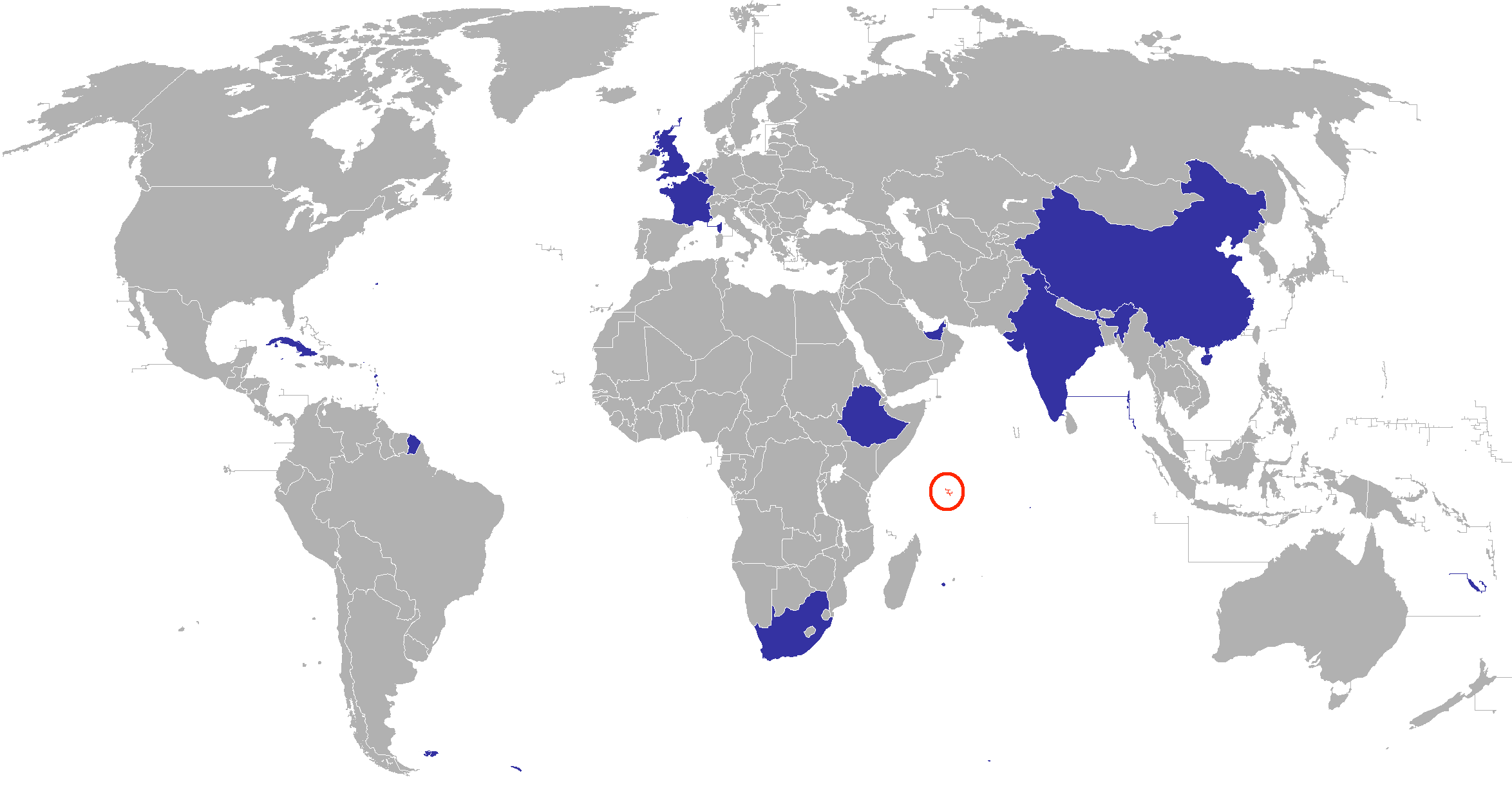
재외공관 설치 현황
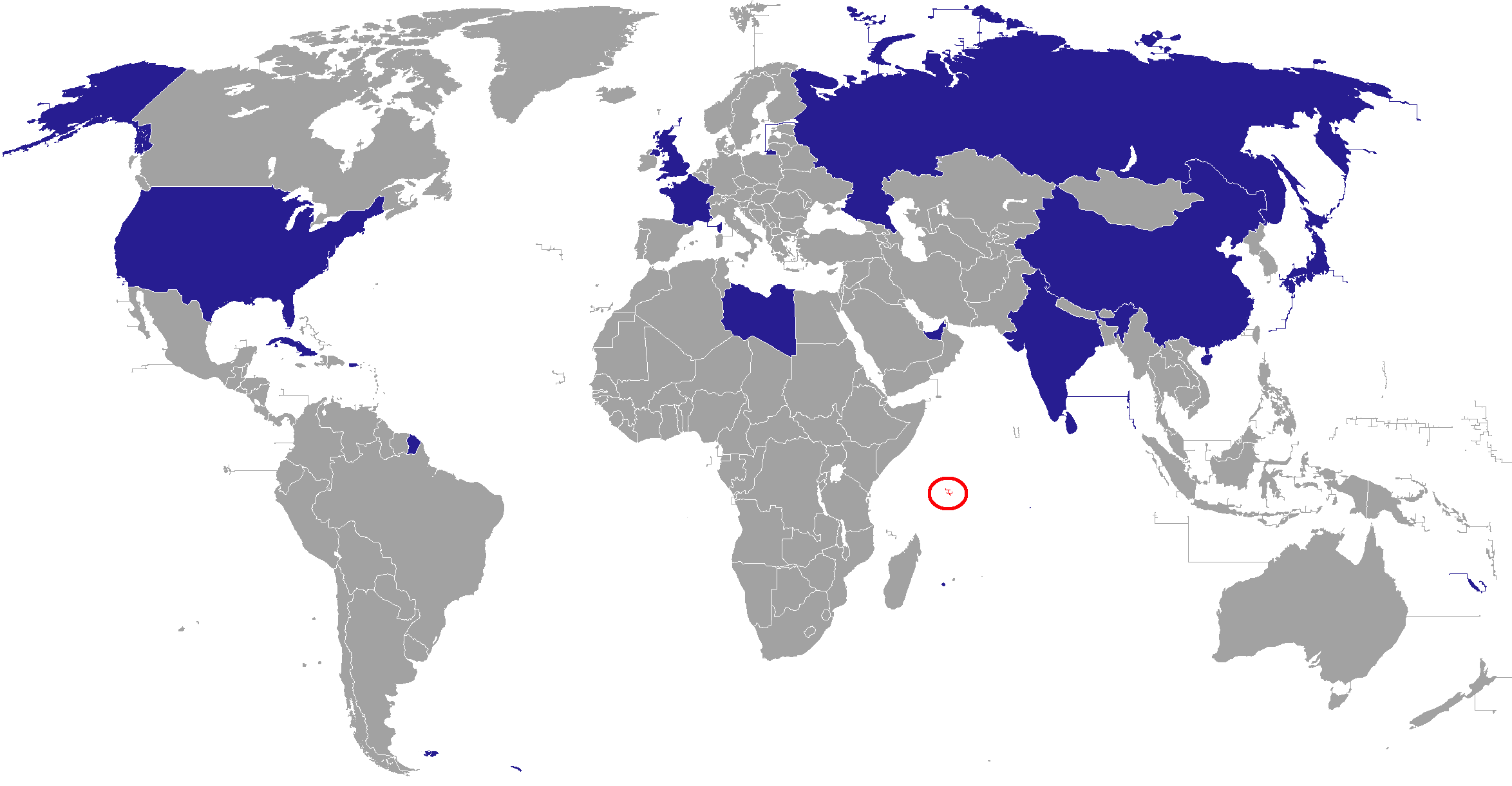
외국공관 유무 현황

수교 현황
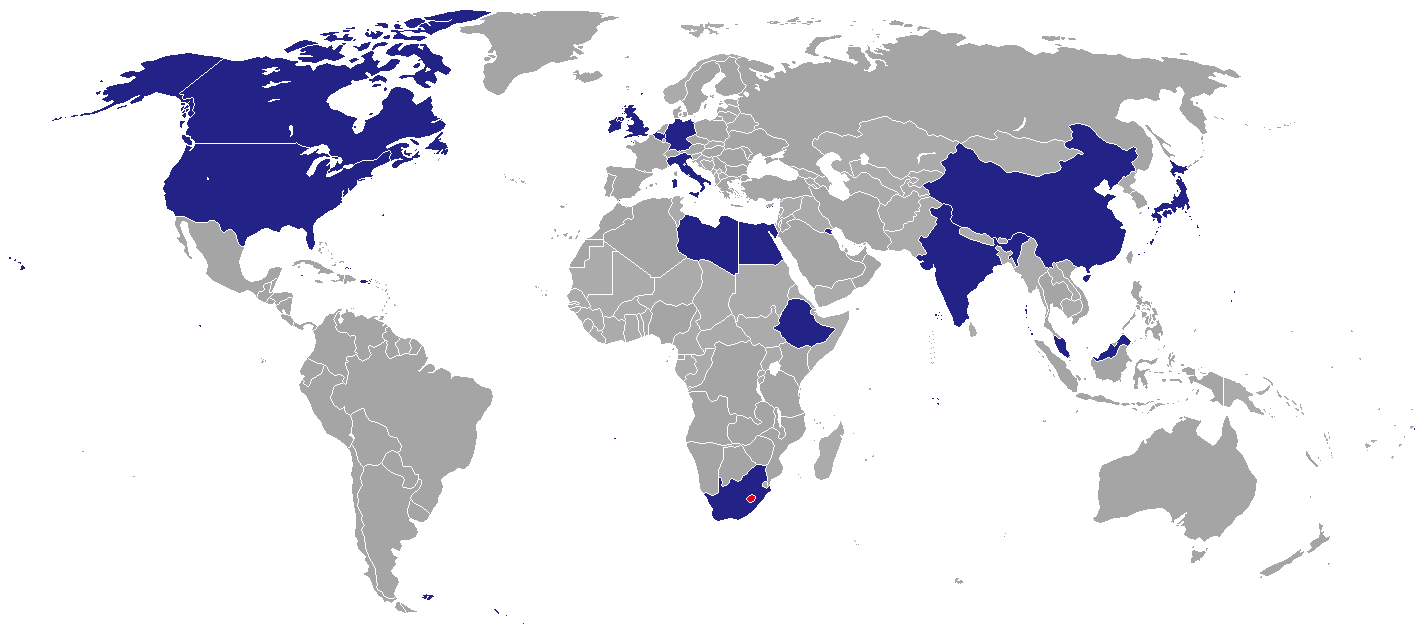
재외공관 설치 현황
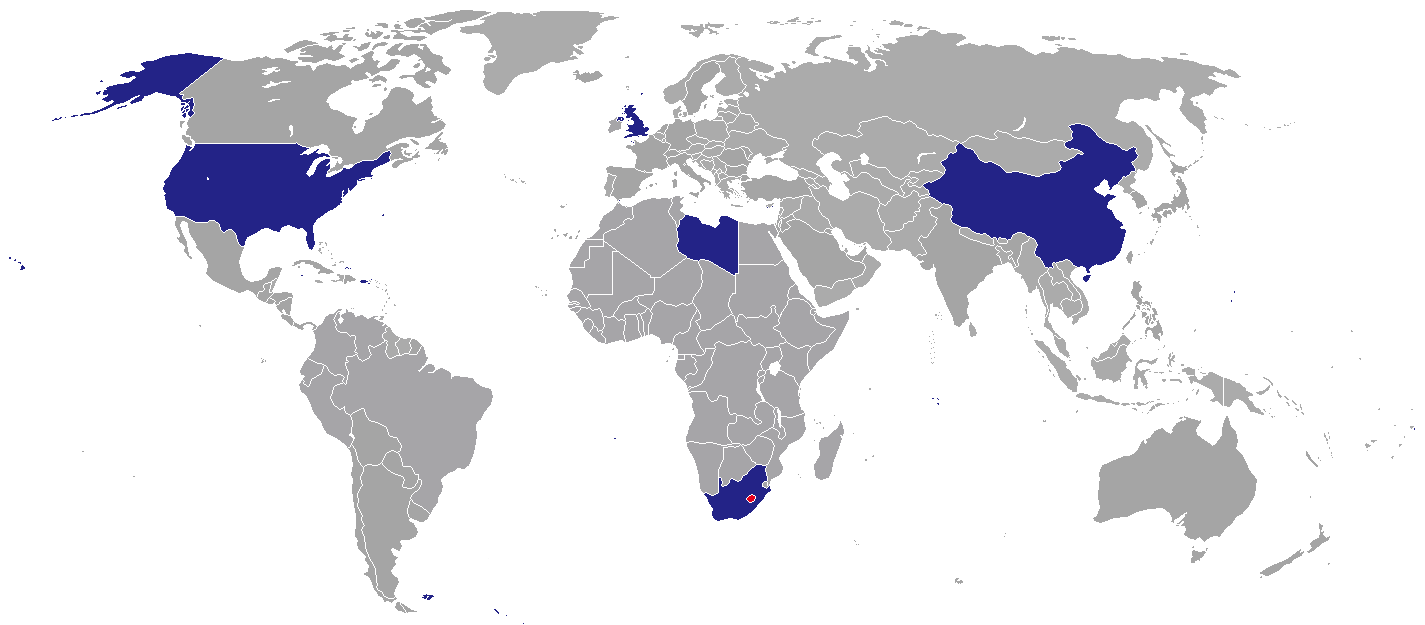
외국공관 유무 현황

수교 현황
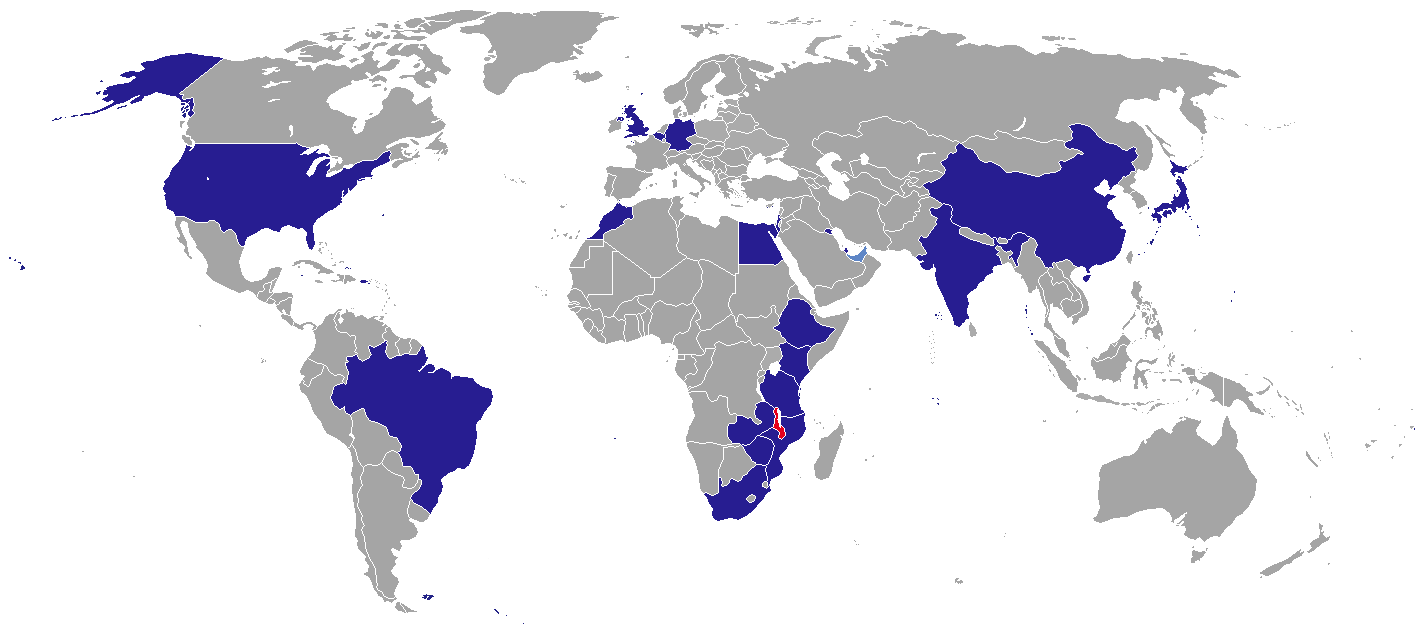
재외공관 설치 현황
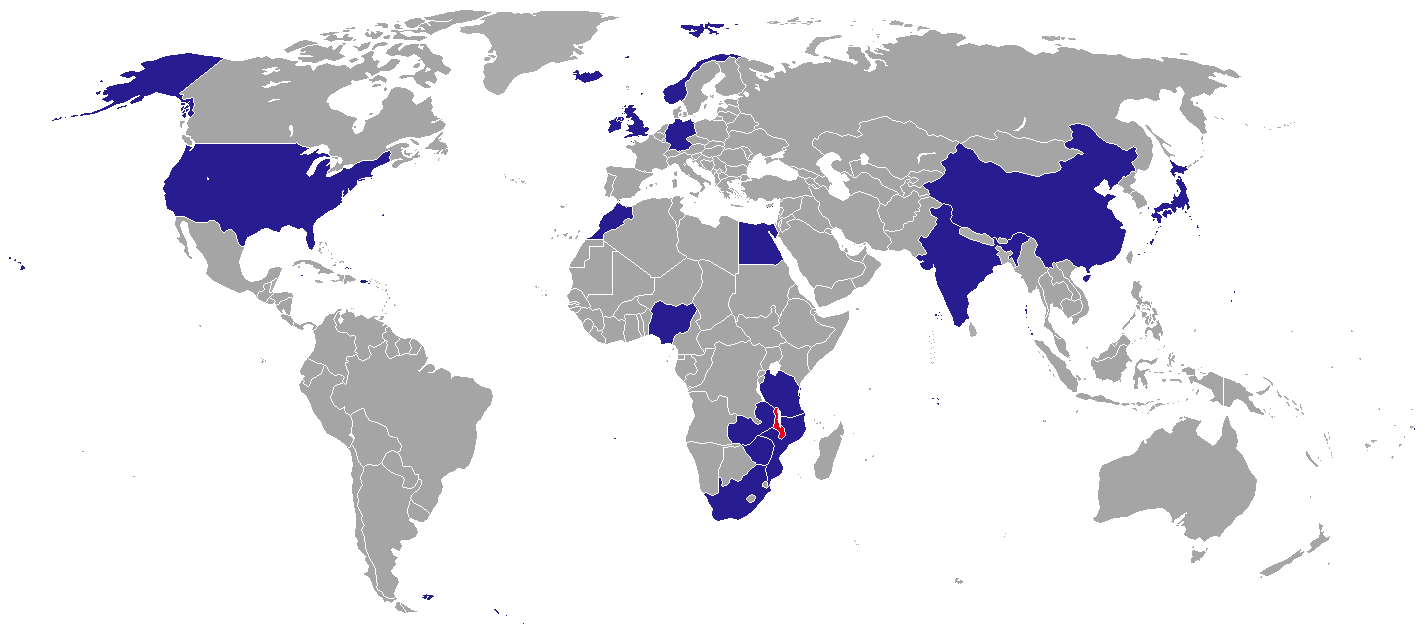
외국공관 유무 현황

수교 현황
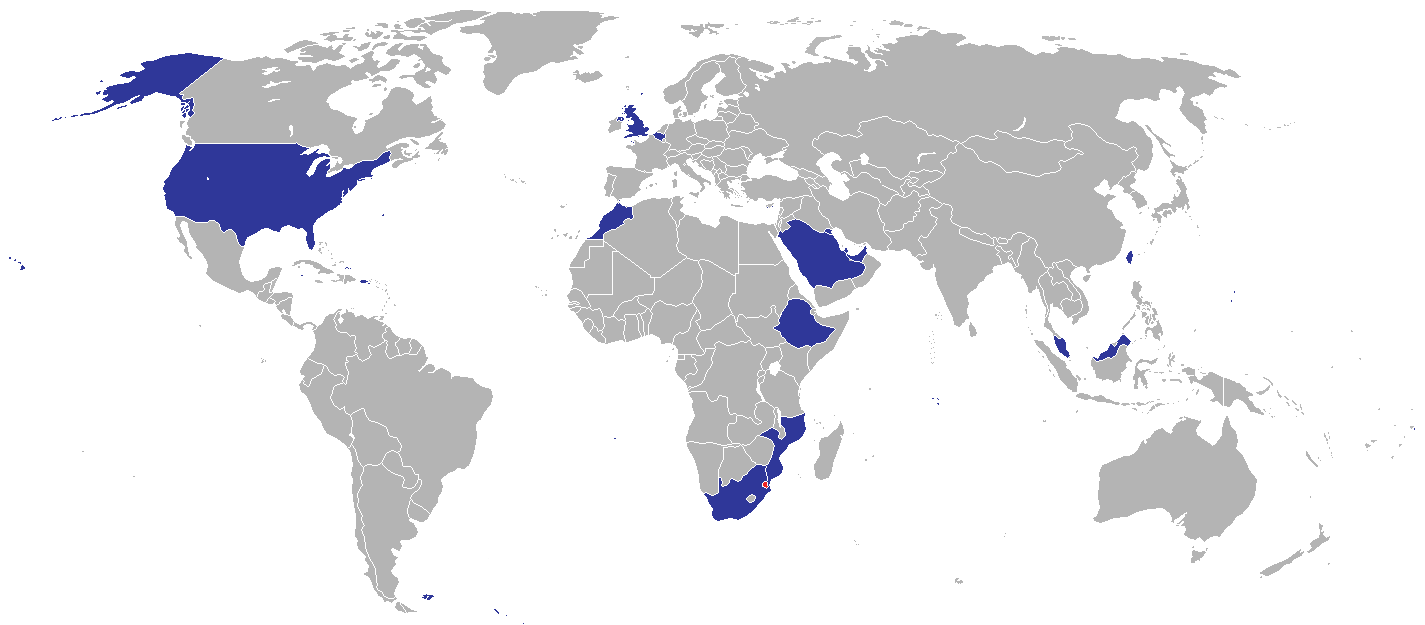
재외공관 설치 현황
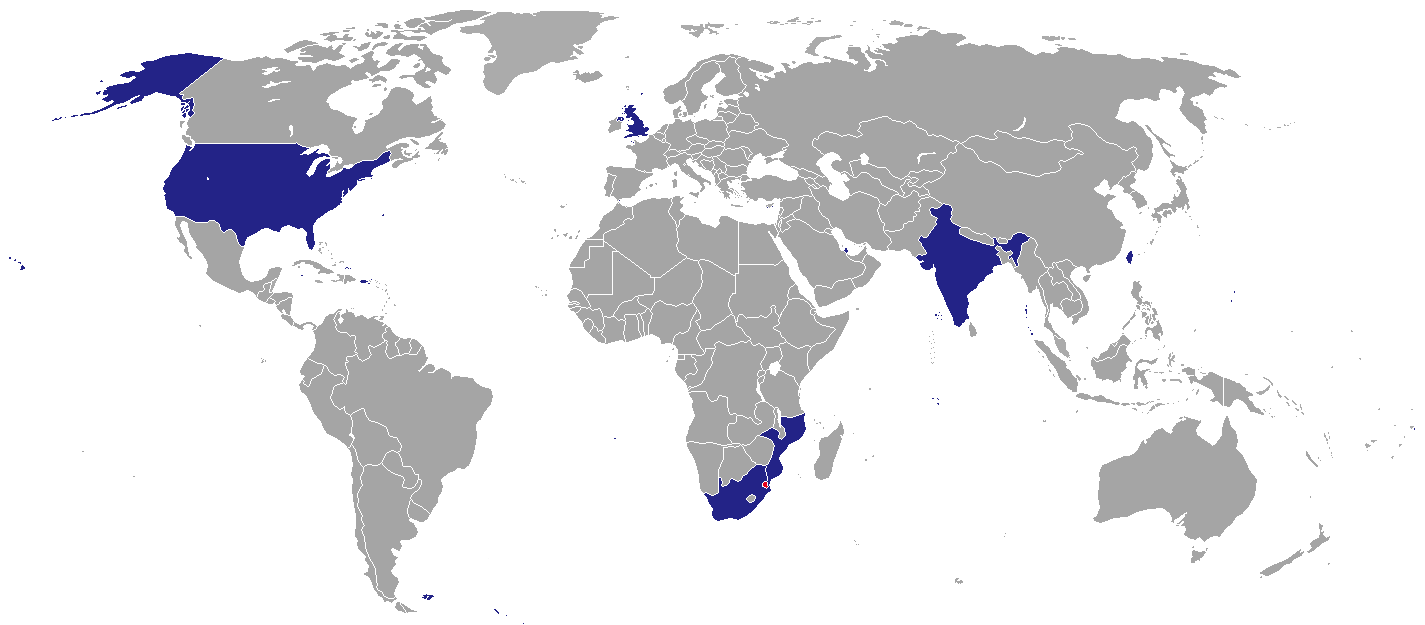
외국공관 유무 현황

수교 현황
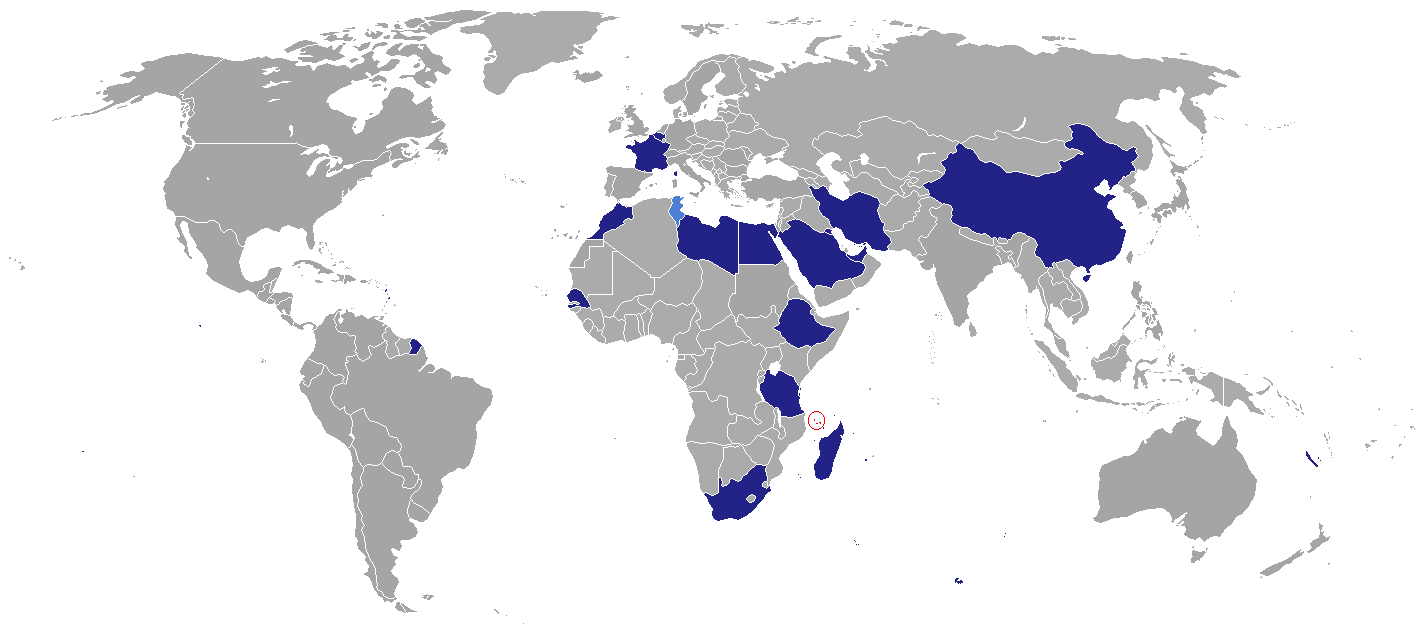
재외공관 설치 현황
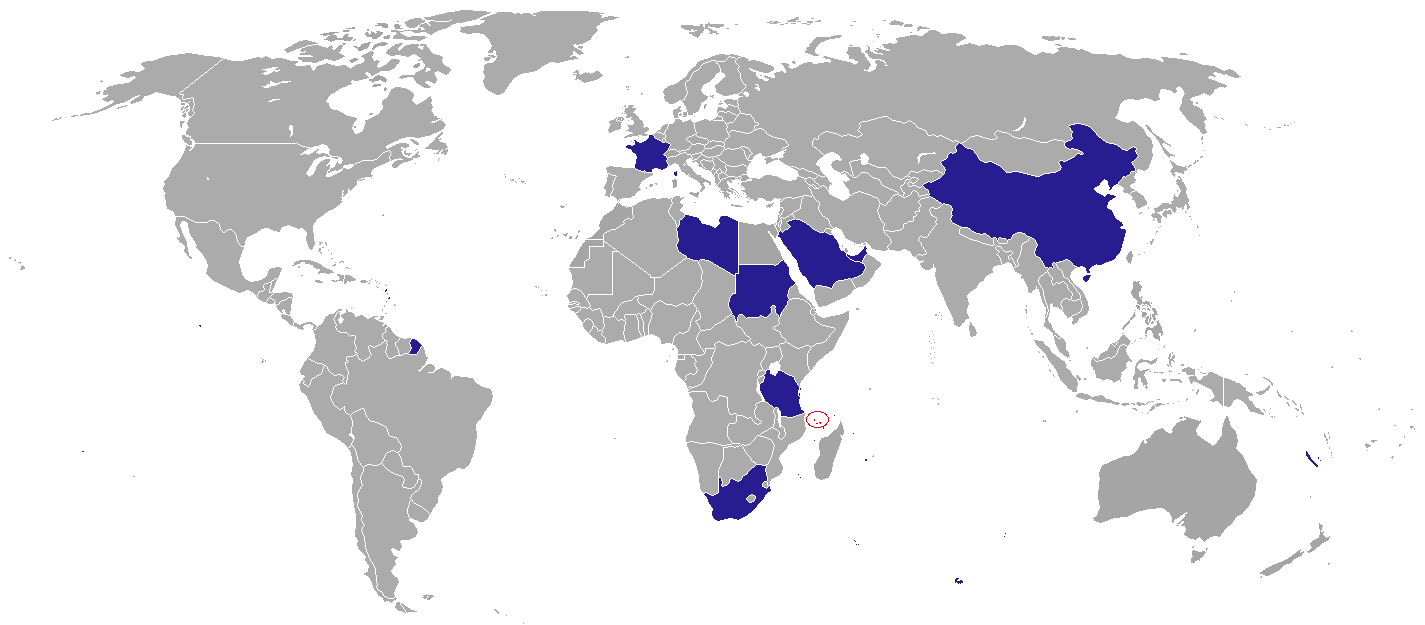
외국공관 유무 현황

## 북아프리카

### 이집트

수교 현황
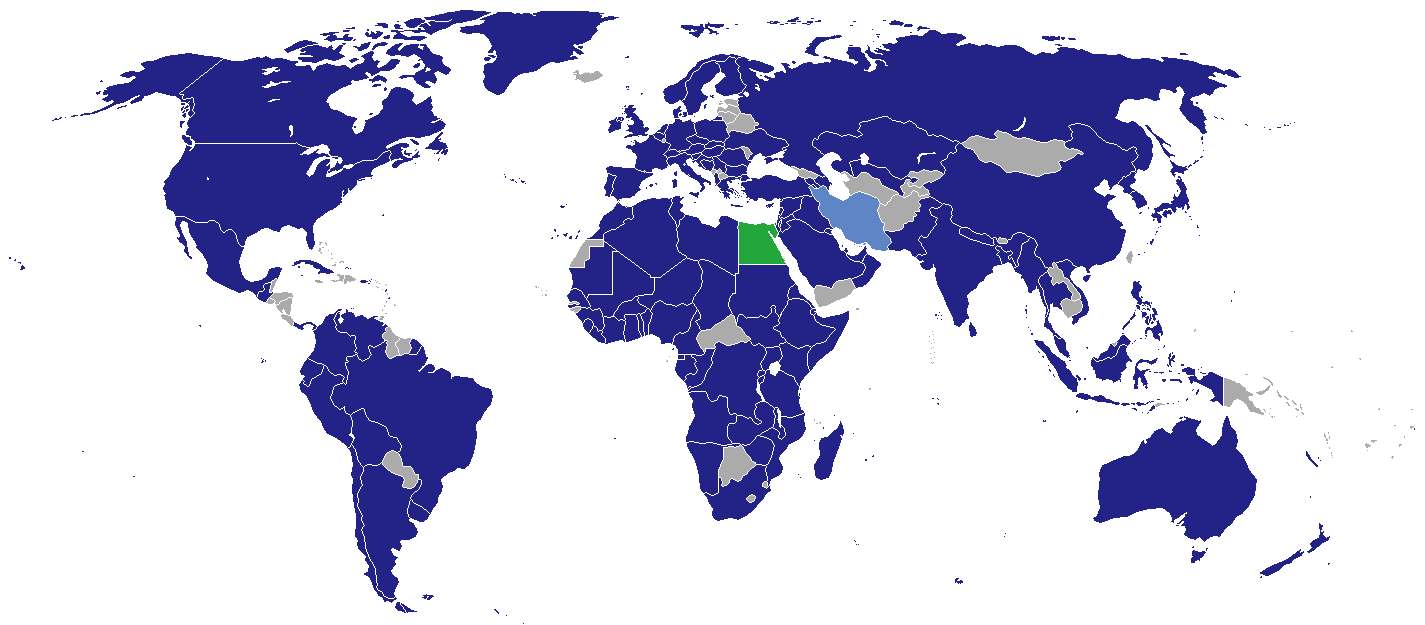
재외공관 설치 현황
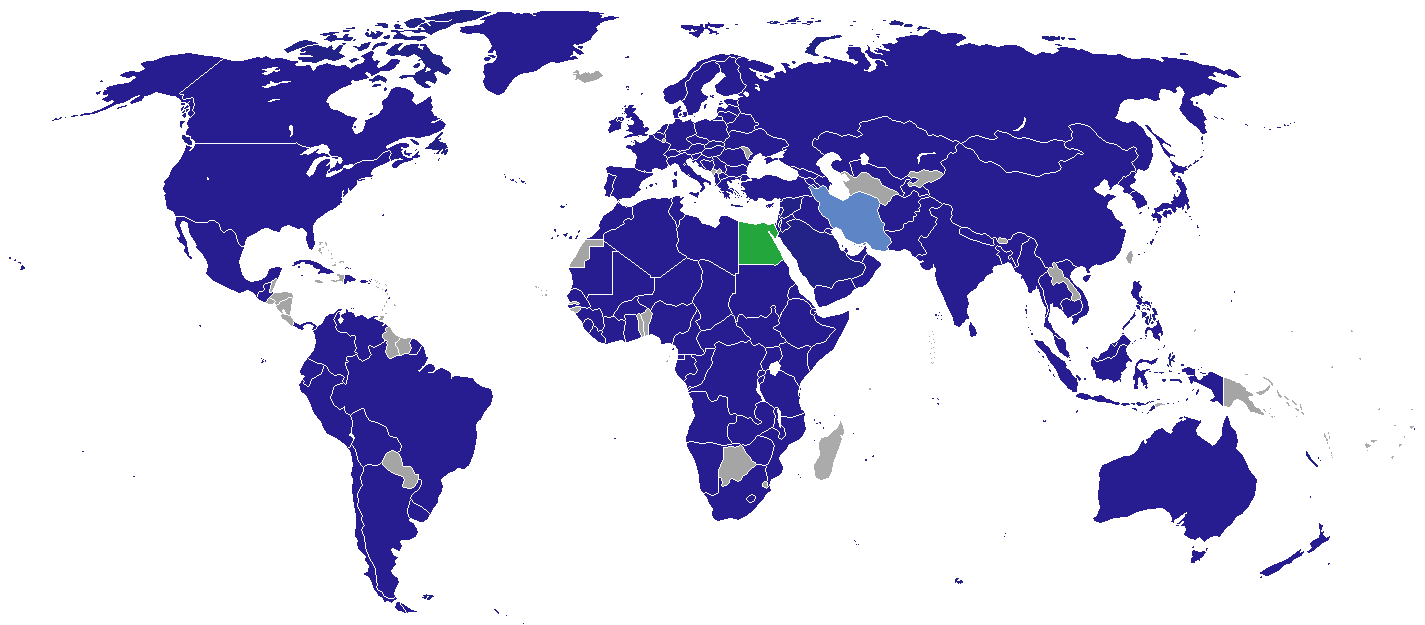
외국공관 유무 현황

### 모로코

수교 현황
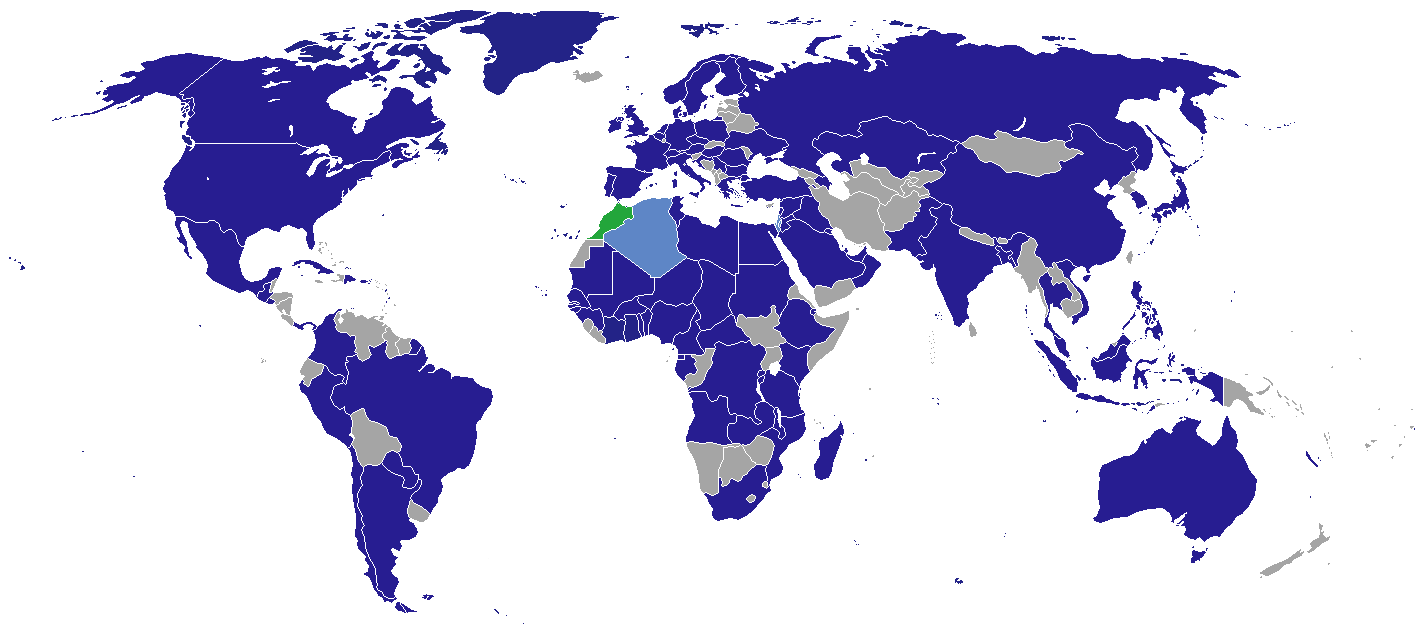
재외공관 설치 현황
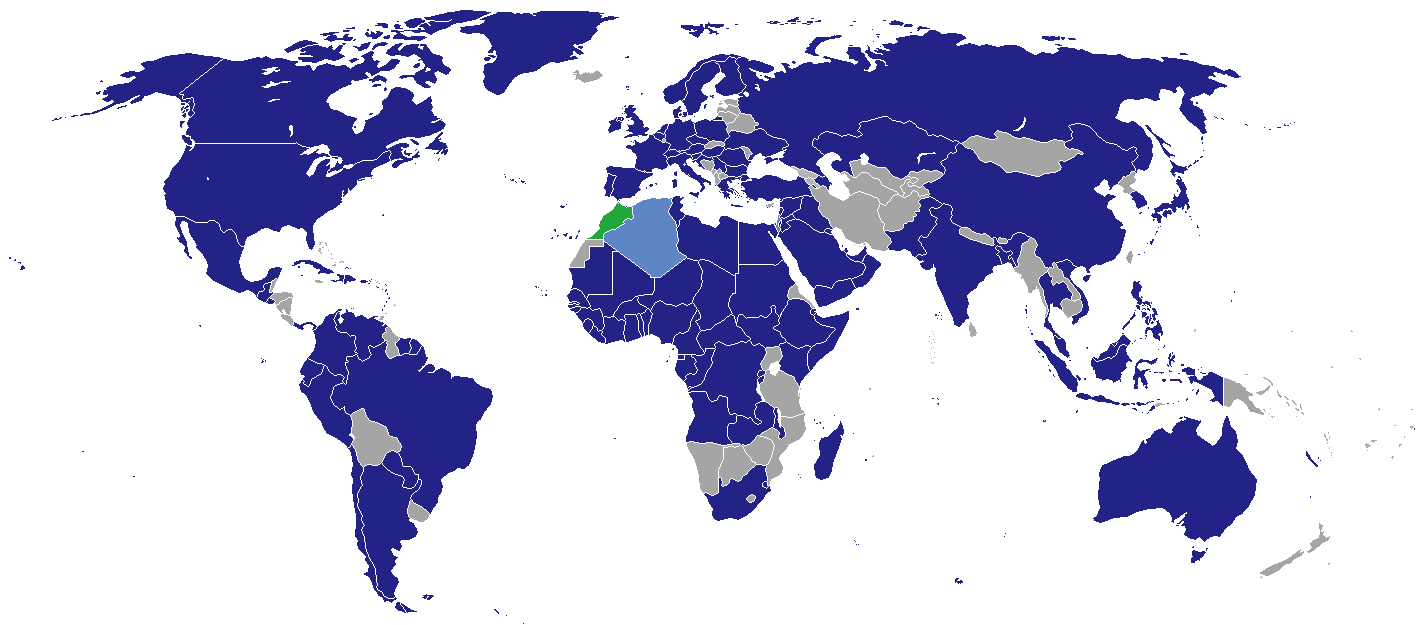
외국공관 유무 현황

### 알제리
- 수교 현황
- 재외공관 설치 현황
- 외국공관 유무 현황

### 튀니지
- 수교 현황
- 재외공관 설치 현황
- 외국공관 유무 현황

### 리비아
- 수교 현황
- 재외공관 설치 현황
- 외국공관 유무 현황

### 모리타니
- 수교 현황
- 재외공관 설치 현황
- 외국공관 유무 현황

## 서아프리카

### 나이지리아
- 수교 현황
- 재외공관 설치 현황
- 외국공관 유무 현황

### 가나
- 수교 현황
- 재외공관 설치 현황
- 외국공관 유무 현황

### 코트디부아르
- 수교 현황
- 재외공관 설치 현황
- 외국공관 유무 현황

### 세네갈
- 수교 현황
- 재외공관 설치 현황
- 외국공관 유무 현황

### 말리
- 수교 현황
- 재외공관 설치 현황
- 외국공관 유무 현황

### 니제르
- 수교 현황
- 재외공관 설치 현황
- 외국공관 유무 현황

### 부르키나파소
- 수교 현황
- 재외공관 설치 현황
- 외국공관 유무 현황

### 기니
- 수교 현황
- 재외공관 설치 현황
- 외국공관 유무 현황

### 베냉
- 수교 현황
- 재외공관 설치 현황
- 외국공관 유무 현황

### 시에라리온
- 수교 현황
- 재외공관 설치 현황
- 외국공관 유무 현황

### 라이베리아
- 수교 현황
- 재외공관 설치 현황
- 외국공관 유무 현황

### 토고
- 수교 현황
- 재외공관 설치 현황
- 외국공관 유무 현황

### 기니비사우
- 수교 현황
- 재외공관 설치 현황
- 외국공관 유무 현황

### 감비아
- 수교 현황
- 재외공관 설치 현황
- 외국공관 유무 현황

### 카보베르데
- 수교 현황
- 재외공관 설치 현황
- 외국공관 유무 현황

## 중앙아프리카

### 콩고 민주 공화국
- 수교 현황
- 재외공관 설치 현황
- 외국공관 유무 현황

### 카메룬
- 수교 현황
- 재외공관 설치 현황
- 외국공관 유무 현황

### 가봉
- 수교 현황
- 재외공관 설치 현황
- 외국공관 유무 현황

### 차드
- 수교 현황
- 재외공관 설치 현황
- 외국공관 유무 현황

### 콩고 공화국
- 수교 현황
- 재외공관 설치 현황
- 외국공관 유무 현황

### 적도 기니
- 수교 현황
- 재외공관 설치 현황
- 외국공관 유무 현황

### 중앙아프리카 공화국
- 수교 현황
- 재외공관 설치 현황
- 외국공관 유무 현황

### 상투메 프린시페
- 수교 현황
- 재외공관 설치 현황
- 외국공관 유무 현황

## 동아프리카

### 에티오피아
- 수교 현황
- 재외공관 설치 현황
- 외국공관 유무 현황

### 케냐
- 수교 현황
- 재외공관 설치 현황
- 외국공관 유무 현황

### 탄자니아
- 수교 현황
- 재외공관 설치 현황
- 외국공관 유무 현황

### 우간다
- 수교 현황
- 재외공관 설치 현황
- 외국공관 유무 현황

### 수단
- 수교 현황
- 재외공관 설치 현황
- 외국공관 유무 현황

### 르완다
- 수교 현황
- 재외공관 설치 현황
- 외국공관 유무 현황

### 소말리아
- 수교 현황
- 재외공관 설치 현황
- 외국공관 유무 현황

### 남수단
- 수교 현황
- 재외공관 설치 현황
- 외국공관 유무 현황

### 에리트레아
- 수교 현황
- 재외공관 설치 현황
- 외국공관 유무 현황

### 부룬디
- 수교 현황
- 재외공관 설치 현황
- 외국공관 유무 현황

### 지부티
- 수교 현황
- 재외공관 설치 현황
- 외국공관 유무 현황

## 남아프리카

### 남아프리카 공화국
- 수교 현황
- 재외공관 설치 현황
- 외국공관 유무 현황

### 앙골라
- 수교 현황
- 재외공관 설치 현황
- 외국공관 유무 현황\

### 짐바브웨
- 수교 현황
- 재외공관 설치 현황
- 외국공관 유무 현황

### 잠비아
- 수교 현황
- 재외공관 설치 현황
- 외국공관 유무 현황

### 모잠비크
- 수교 현황
- 재외공관 설치 현황
- 외국공관 유무 현황

### 보츠와나
- 수교 현황
- 재외공관 설치 현황
- 외국공관 유무 현황

### 마다가스카르
- 수교 현황
- 재외공관 설치 현황
- 외국공관 유무 현황

### 나미비아
- 수교 현황
- 재외공관 설치 현황
- 외국공관 유무 현황

### 모리셔스
- 수교 현황
- 재외공관 설치 현황
- 외국공관 유무 현황

### 세이셸
- 수교 현황
- 재외공관 설치 현황
- 외국공관 유무 현황

### 레소토
- 수교 현황
- 재외공관 설치 현황
- 외국공관 유무 현황

### 말라위
- 수교 현황
- 재외공관 설치 현황
- 외국공관 유무 현황

### 에스와티니
- 수교 현황
- 재외공관 설치 현황
- 외국공관 유무 현황

### 코모로
- 수교 현황
- 재외공관 설치 현황
- 외국공관 유무 현황

## 같이 보기
- 나라별 수교 현황
  - 나라별 수교 현황/아시아
  - 나라별 수교 현황/유럽
  - 나라별 수교 현황/아메리카
  - 나라별 수교 현황/오세아니아
- 나라별 외교 공관 목록